# Petersdom
Die Basilika St. Peter (italienisch Basilica di San Pietro), auf Deutsch auch häufig Petersdom (auch Peterskirche, Petersbasilika, Vatikanische Basilika) genannt, ist die Memorialkirche des Apostels Simon Petrus. Sie liegt auf dem Territorium des unabhängigen Staates der Vatikanstadt und ist eine der sieben römischen Pilgerkirchen. Weitere Titel sind Basilica maior und Päpstliche Basilika.
Mit einer überbauten Fläche von 20.139 m² und einem Fassungsvermögen von 20.000 Menschen ist der Petersdom eines der größten und bedeutendsten Kirchengebäude der Welt.
Wenngleich seit Ende des 14. Jahrhunderts die Päpste nahe dem Petersdom residieren, ist er weder die Kathedrale des Bistums Rom noch der offiziell ranghöchste römisch-katholische Kirchenbau – beide Funktionen hat seit Alters her die Lateranbasilika inne.
Der Vorgängerbau der heutigen Peterskirche, Alt-St. Peter, wurde um das Jahr 324 von Konstantin dem Großen über dem vermuteten Grab des hl. Petrus errichtet. Mit dem heutigen Gebäude wurde im Jahr 1506 begonnen, 1626 war es weitestgehend vollendet. Am Neubau waren zahlreiche herausragende Künstler beteiligt, darunter Bramante, Michelangelo und Bernini.
Ab der Mitte des 13. Jahrhunderts war die Peterskirche auch die Patriarchalbasilika des Lateinischen Patriarchen von Konstantinopel. Nach der Auflösung des Patriarchats 1964 wurde dieser Titel weitergeführt. Seitdem Papst Benedikt XVI. im Jahr 2006 den Titel des Patriarchen des Abendlandes (oder des Westens) niedergelegt hat, wird St. Peter als Papstbasilika bezeichnet.

## Geschichte

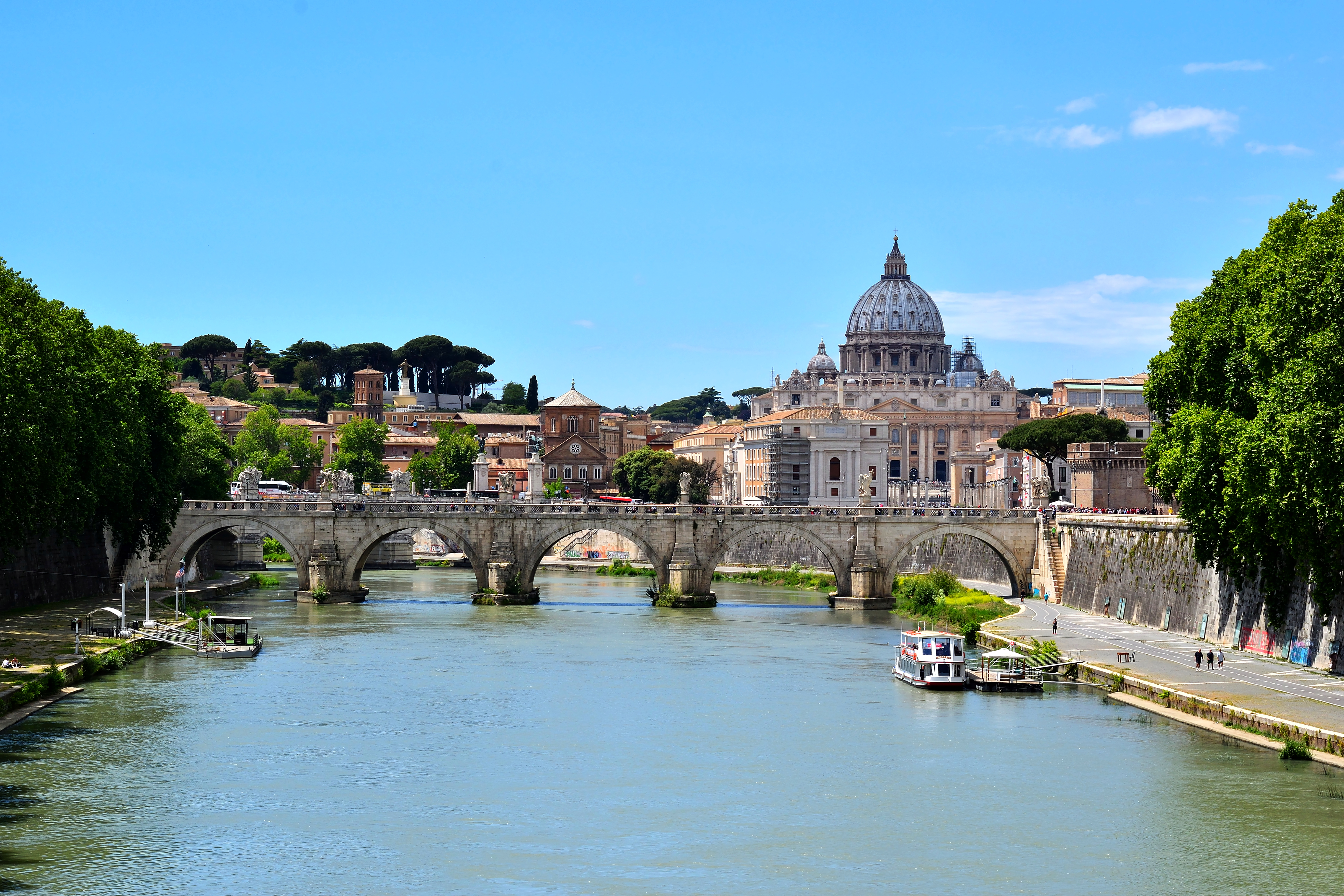
Blick entlang des Tibers über die Engelsbrücke zum Petersplatz und Petersdom

### Vatikanische Nekropole
Auf der westlichen Tiberseite liegend, befand sich der mons Vaticanus – der vatikanische Hügel – im 1. Jahrhundert n. Chr. außerhalb des Stadtgebietes vom antiken Rom und gegenüber dem bebauten Marsfeld. Unter Kaiser Caligula wurde an jenem Hügel ein Circus errichtet; Nero fügte einen Palast und eine Brücke über den Tiber hinzu, von der heute nur noch wenige Spuren im Fluss zu sehen sind. Ferner diente der mons Vaticanus auch als Ort für Bestattungen.
Der Überlieferung nach wurde der Apostel Petrus im Jahr 64 in besagtem Circus mit dem Kopf nach unten gekreuzigt und nahe dieser Stätte beigesetzt.
Bei Ausgrabungen im Auftrag Papst Pius’ XII. um 1950 fand man unter der Petersbasilika eine antike Gräberstraße. Diese Nekropole war Anfang des 4. Jahrhunderts für den Bau von Alt-St. Peter zugeschüttet worden. Bei den Ausgrabungen wurden einige römische Mausoleen freigelegt, die zum Teil reich mit Stuck, Wandmalereien und Mosaiken ausgestattet sind, genauso auch christliche Gräber. Außerdem wurden im Kontext des mutmaßlichen Petrusgrabes Gebeine gefunden, die sich jedoch nicht im Boden, sondern in einer seitlichen Stützmauer befanden. Die Theorie, dass die Reliquien bei den letzten schweren Christenverfolgungen in einer mit Petrusgraffiti überzogenen Loggia bei den Katakomben von San Sebastiano aufbewahrt und erst unter Konstantin in jener Mauer beigesetzt worden wären, vermochte und vermag nicht alle zu überzeugen. Allerdings gilt es seit den Ausgrabungen als gesichert, dass die Stätte seit Anfang des 2. Jahrhunderts als Grab des Petrus verehrt wurde.

### Konstantinische Basilika (Alt-St. Peter)

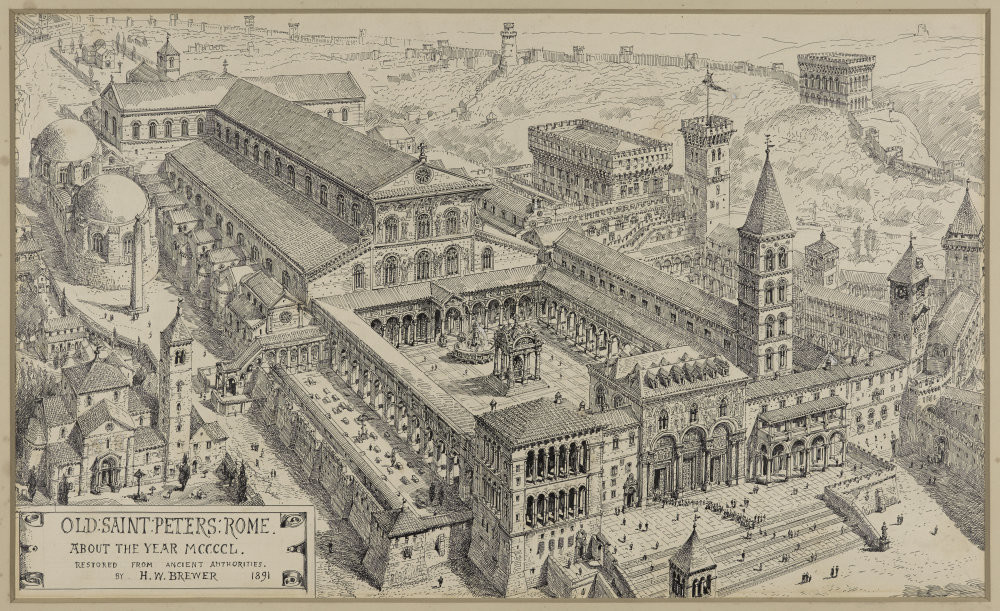
Rekonstruktion von Alt-St. Peter aus dem Jahr 1891. Die nach heutigen Kenntnissen teilweise überholte Darstellung soll den Zustand zwischen 1483 und 1503 zeigen. Im Hintergrund rechts ist die Sixtinische Kapelle zu sehen.

Vermutlich haben die Christen Roms spätestens nach der Mailänder Vereinbarung im Jahr 313 Kaiser Konstantin den Ort gezeigt, der von Alters her als Petrusgrab verehrt wurde. Ab ca. 318 ließ der Herrscher auf dem vatikanischen Hügel eine monumentale Basilika errichten; bis zu diesem Jahr ist die Nutzung der Nekropole durch Münzfunde belegt. Da man am Hang für den Bau einen ebenen Grund benötigte, wurden die Gräber östlich des mutmaßlichen Petrusgrabes zugeschüttet und der Hügel dahinter abgetragen. Zuletzt verblieb allein das verehrte Apostelgrab vor der Apsis der künftigen Kirche. Es wurde mit Marmor verkleidet und mit einer baldachinartigen Architektur mit sechs gewundenen Säulen überfangen.
Die fünfschiffige Basilika mit Querschiff wurde gegen 326 vollendet und von Papst Silvester I. geweiht. Sie hatte für die damalige Zeit mit einer Gesamtlänge von ungefähr 120 Metern gewaltige Ausmaße. Das Mittelschiff war in 22 Interkolumnien gegliedert und ca. 30 Meter hoch. Mit einer lichten Weite von ca. 18 Metern übertraf es die Mittelschiffe fast sämtlicher gotischer Kathedralen (Das Schiff der Kathedrale von Girona misst als Abseitensaal 23 m zwischen den Köpfen der Kapellenwände, aber die Mittelschiffe der Pariser Kathedrale Notre-Dame und des Kölner Doms sind weniger als 15 m breit.) Das Querschiff von Alt-St. Peter war 63 Meter lang und mit 25 Metern Höhe niedriger als das Mittelschiff.
Beim Bau der Basilika waren zahlreiche Spolien verwendet worden, wie zum Beispiel für die 88 Säulen des Langhauses.
Um über dem vermuteten Petrusgrab die Eucharistie feiern zu können, begann man unter Papst Pelagius II. im 6. Jahrhundert, das Bodenniveau in der Apsis um das mutmaßliche Petrusgrab herum zu erhöhen. Dabei entstand auch ein stollenartiger unterirdischer Gang entlang der Apsiswand, der zu einer bis an das vermutete Apostelgrab heranreichenden Kapelle führte und es gleichzeitig ermöglichte, das Grab zu umschreiten. Diese Lösung sollte zur Urform der Ringkrypta werden. Vom Kirchenraum aus wurde das vermutete Apostelgrab durch eine Confessio-Öffnung in der Frontseite der Plattform sichtbar gemacht. Im Zuge dieser unter Papst Gregor dem Großen fertiggestellten Arbeiten wurde auch die konstantinische Baldachinarchitektur abgetragen. Die darin verbauten Säulen wurden schließlich gemeinsam mit sechs formähnlichen Stücken Bestandteile einer vor der Confessio errichteten Pergola. Elf dieser Säulen sind erhalten.

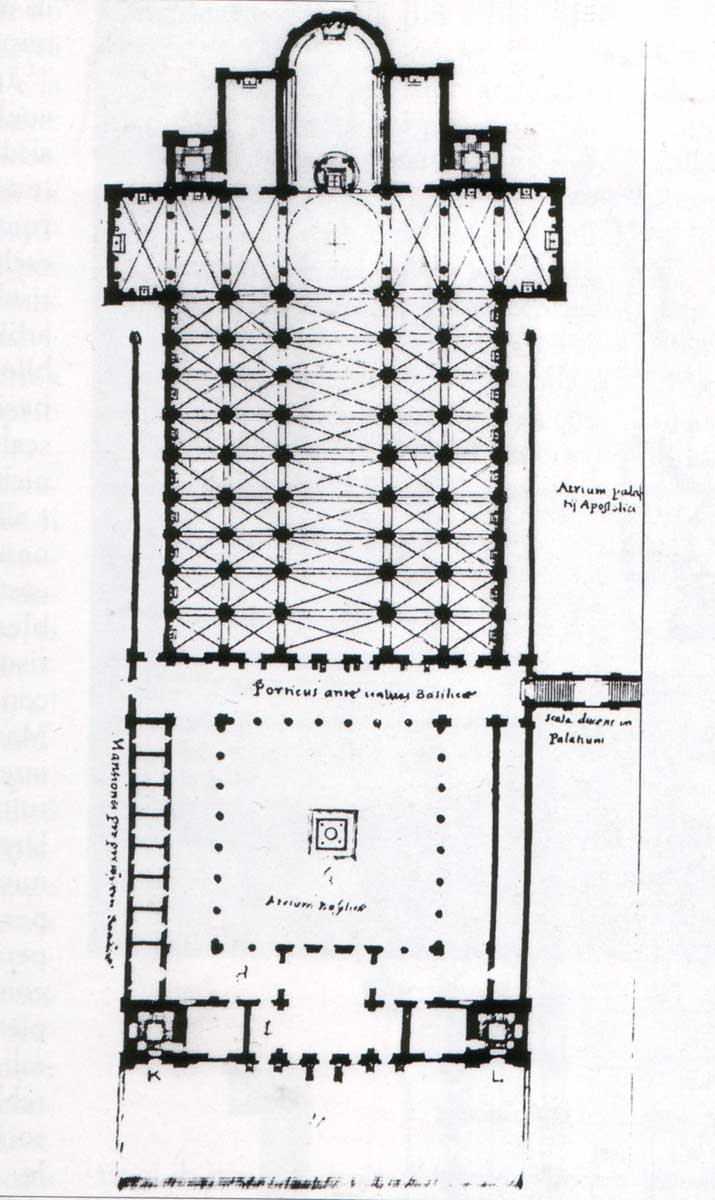
Plan zum Umbau von Alt-St. Peter nach Bernardo Rossellino (um 1450)

In den folgenden Jahrhunderten wurde der Bau durch die Wirren der Geschichte und durch zahlreiche kriegerische Ereignisse stark beschädigt. Besonders beim Angriff islamischer Invasoren (in der zeitgenössischen Literatur als Sarazenen und Mauren beschrieben) auf Rom im Jahr 846 gingen viele Kunstschätze der damals noch vor den Mauern Roms befindlichen Basilika durch Plünderungen verloren. Die Kirche wurde aber immer wieder neu aufgebaut. Zeitzeugen des Mittelalters berichten von einer verwirrenden Vielzahl von Nebenaltären und Grabkapellen innerhalb des Kirchenbaus.
Ab 1451 erfuhr die konstantinische Basilika unter den Päpsten Nikolaus V., Pius II. und Julius II. eine letzte Renovierung. Bereits zu dieser Zeit gab es unter Nikolaus V. wegen Platzbedarfs Bestrebungen, den Chorraum der alten und über die Zeit der Abwesenheit der Päpste baufällig gewordenen Peterskirche zu vergrößern. Mit der Erweiterungsplanung für Chor und Querhaus von Alt-St. Peter wurde Bernardo Rossellino betraut, der von 1451 bis 1455 als Baumeister an der Peterskirche tätig war. Nach seinem Entwurf war unter anderem ein weit nach Westen ausgreifender Neubau des Chores und des Querschiffes geplant, der dem gesamten Gebäude einen Grundriss in Form eines lateinischen Kreuzes verliehen hätte. Mit den Ausschachtarbeiten für die Fundamente wurde 1451 begonnen. Als Papst Nikolaus V. im Jahr 1455 verstarb, stoppten die baulichen Tätigkeiten wieder; dennoch wurden dadurch wichtige Ankerpunkte für die folgenden Planungen gesetzt.

### Neubau
Papst Julius II. befand zu Beginn seines Pontifikats, dass die rund 1200 Jahre alte Basilika Alt-St. Peter keinen angemessenen Platz für sein übergroßes Grabmal bieten würde. Nicht zuletzt deshalb beauftragte er eine Erweiterung des Kirchengebäudes. Da jenes jedoch an vielen Stellen in einem schlechten Zustand war, entschied man sich stattdessen für einen monumentalen Neubau. Im Zuge dessen wurde auch die bis heute bestehende Dombauhütte von St. Peter gegründet.
Der kostenintensive Neubau wurde entscheidend durch den sogenannten Peterspfennig und den Verkauf von Ablässen gefördert. Diese Art der Finanzierung bot in der Folge einen von mehreren Anlässen zur Reformation. Im späteren Verlauf wurde der Bau auch von spanischen Eroberern finanziert, die einen Teil der im neu entdeckten Amerika erbeuteten Schätze spendeten.
Im Jahr 1503 begann man Alt-St. Peter von der Westseite abzutragen; allein die alte Apsis mit dem Petrusgrab und die östliche Hälfte des Langhauses blieben zunächst stehen. Am 18. April 1506 legte Julius II. den Grundstein für die neue Peterskirche unterhalb des heutigen Veronikapfeilers.

Einer von Bramantes Entwürfen für St. Peter: der sogenannte Pergamentplan von 1505 (hier in einer Umzeichnung zu einem Zentralbau in Form eines griechischen Kreuzes ergänzt)

Der erste Entwurf für den Neubau stammte von Donato Bramante, der bis zu seinem Tod im Jahr 1514 Bauleiter war. Im Gegensatz zu der lange verbreiteten Auffassung betrafen seine ersten Überlegungen nicht einen Zentralbau, sondern er entwarf zunächst über dem Grundriss der alten Basilika einen Longitudinalbau. Erst in der weiteren Entwicklung griff Bramante Ideen seiner durch Leonardo da Vinci beeinflussten Zentralbau-Studien auf, indem er die Quincunx-Lösung des Mailänder Schemas (abgeleitet von seinem Entwurf für die Sakristei von Santa Maria presso San Satiro in Mailand) zur Grundlage eines Zentralbaugrundrisses machte. Dieser hatte die Form eines griechischen Kreuzes mit zentraler Kuppel, eingeschrieben in ein Grundquadrat und in den Diagonalachsen durch vier Nebenkuppelräume erweitert.
Bramante ließ in seiner Amtszeit die Vierungspfeiler mit ihren großen Nischen, die später zum Teil wieder abgetragene westliche Apsis und den sogenannten Tegurio, einen Schutzbau über dem Petrusgrab, errichten. Von seinen Entwürfen blieb die Idee der von vier mächtigen Pfeilern gestützten Kuppel, welche die Pläne der nachfolgenden Architekten tiefgreifend beeinflusste. Das Vorgehen von Bramante wurde seinerzeit nicht nur positiv gesehen. So heißt es in einem 1517 veröffentlichten Traktat, er hätte „ganz Rom zerstört, wenn man ihn gelassen hätte“, und der anonyme Verfasser erhebt bittere Vorwürfe wegen der Vernichtung der mehr als tausend Jahre alten konstantinischen Basilika. Somit dokumentiert diese Quelle frühe Überlegungen in Richtung Denkmalschutz.

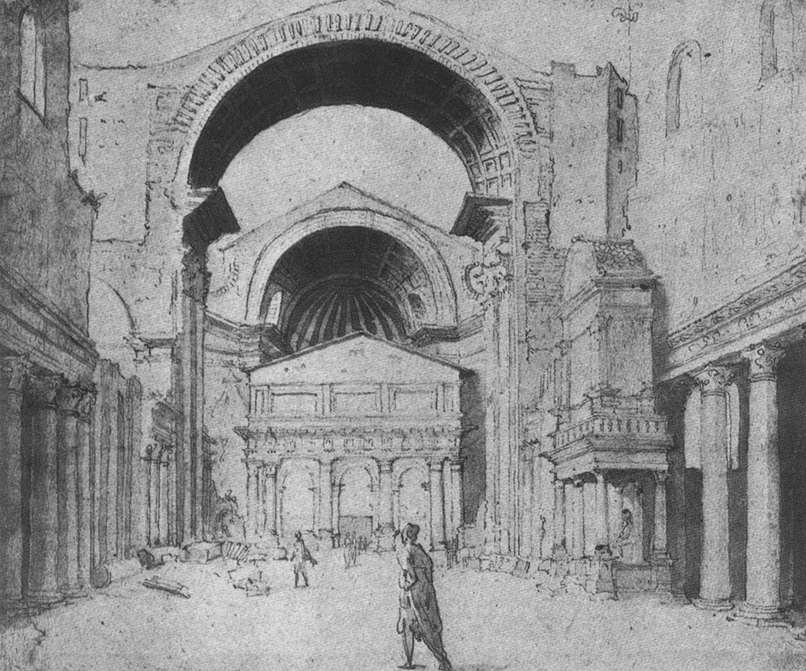
Ansicht der Petersdom-Baustelle von Maarten van Heemskerck, um 1536. Mittig der Tegurio (Schutzbau) von Bramante.

Nach dem Tod Bramantes übernahmen ab 1514 der von ihm vorgesehene Nachfolger Raffael Santi sowie Giuliano da Sangallo und Fra Giovanni Giocondo die Aufgaben des Bauleiters. Giocondo war bereits seit 1513 Assistent Bramantes gewesen und auch Sangallo hatte ab 1506 Pläne für den Petersdom entworfen, doch verließen beide die Baustelle schon ein Jahr später wieder. Als zweiten Architekten ernannte Raffael daraufhin den Neffen von Giuliano da Sangallo, Antonio da Sangallo d. J. Dieser übernahm nach Raffaels frühem Tod im Jahr 1520 die Funktion des ersten Baumeisters und berief Baldassare Peruzzi zum zweiten Architekten, der dieses Amt bis zu seinem Tod 1536 bekleidete. In den Entwürfen dieser Architekten wechselte die Grundform wiederholt zwischen griechischem und lateinischem Kreuz. Der Bau selbst kam dabei nur schleppend voran. Zeugnisse dieser Zeit sind die tonnengewölbten Bögen zwischen den südlichen Vierungs- und Konterpfeilern, die Raffael nach dem Vorbild der Maxentiusbasilika entwarf. Sangallo d. J. erhöhte das Niveau des Fußbodens um 3,20 m, um durch den damit gewonnenen Kellerraum (die später so genannten Vatikanischen Grotten) aufsteigende Bodenfeuchtigkeit abzuwenden, und arbeitete in seinen letzten Lebensjahren bis zu seinem Tod 1547 an einem großen Modell (Abb.) seines letzten Petersdom-Entwurfes.

Grundriss für St. Peter nach Michelangelos Entwurf von 1547

Im Jahr 1547 wurde die Bauleitung an Michelangelo Buonarroti übertragen. Er erhielt dabei von Papst Paul III. gewisse Sonderrechte; so durfte er z. B. unabhängig von der Bauhütte arbeiten, der alle seine Vorgänger unterstellt waren. Anknüpfend an Bramante entwarf Michelangelo für die Petersbasilika einen Zentralbau mit vier Apsiden, dessen Grundriss heute größtenteils in der westlichen Hälfte des Kirchenbaues enthalten ist. Auf ihn gehen auch die charakteristische Pilastergliederung der Fassaden des Westbaues und die Form der monumentalen Hauptkuppel zurück. Deren Fertigstellung erlebte Michelangelo allerdings nicht mehr – als er im Jahr 1564 starb, waren die Arbeiten erst bis zum Tambour fortgeschritten. Seine Nachfolger Pirro Ligorio, tätig bis 1568, danach Giacomo Barozzi da Vignola und ab 1574 Giacomo della Porta, welcher das Amt des Baumeisters bis 1602 bekleidete, bauten mit leichten Veränderungen nach Michelangelos Plänen weiter. Unter Vignola und della Porta setzte sich schließlich, beeinflusst durch die Reformen des Konzils von Trient, der Longitudinalbau in Form eines lateinischen Kreuzes durch. Letzterer stellte zudem die Hauptkuppel 1591 fertig und errichtete die beiden pavillonähnlichen Nebenkuppeln über der Cappella Clementina und der Cappella Gregoriana.
Als Paul V. im Jahr 1605 den Papstthron bestieg, war der Bau so weit fortgeschritten, dass er an die noch stehenden Teile des Langhauses von Alt-St. Peter angrenzte. Dabei kam die Diskussion auf, ob man diesen alten Teil abtragen oder in den Neubau integrieren solle. Schließlich entschied man sich für den Abriss, hielt aber den Zustand des alten Langhauses in Skizzen und Zeichnungen fest.

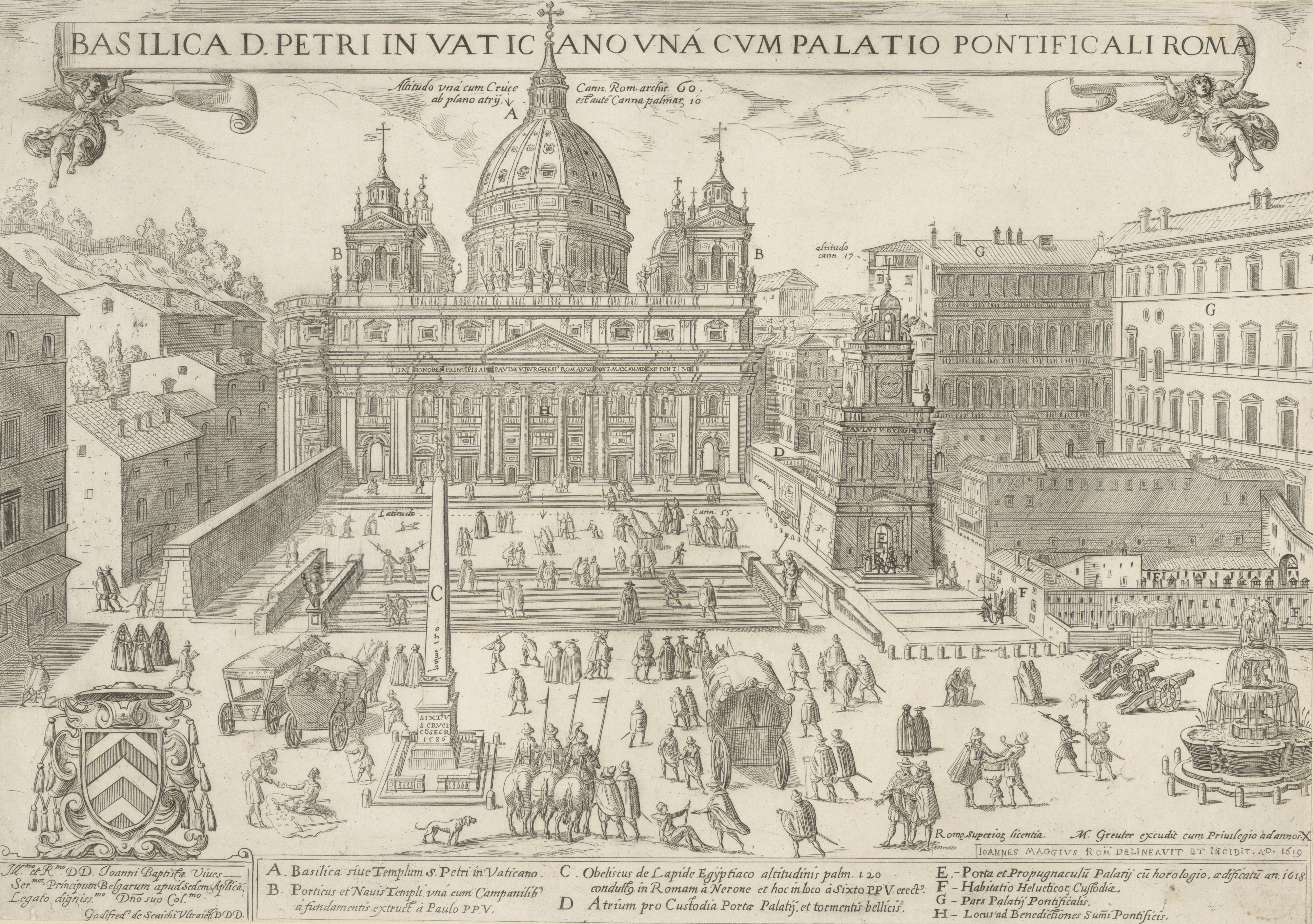
Kupferstich von Matthäus Greuter mit Ansicht des Petersplatzes (1619). Auf der Fassade der Basilika die von Maderno entworfenen, nicht ausgeführten, Glockentürme.

Zur Übertragung des von Michelangelo geplanten Zentralbaues in einen Longitudinalbau entstanden in dieser Zeit mehrere Entwürfe, die eine Fortführung des östlichen Kreuzarmes in Form eines Langhauses vorsahen. Schlussendlich wurde jener von Carlo Maderno ausgeführt, der seit 1603 Chefarchitekt war und den Bau bis 1629 leitete. Unter ihm entstanden das Langhaus mit den angrenzenden Kapellen, die Confessio in der Vierung, der Portikus und die barocke Hauptfassade. Letztere wurde von Zeitgenossen aufgrund ihrer Höhe kritisiert, da sie den Blick vom Petersplatz auf die Kuppel Michelangelos verdeckt. Links und rechts der Fassade waren zwei Glockentürme geplant; sie wurden jedoch nicht fertiggestellt und erreichen nur die Höhe der restlichen Fassade, sodass sie mit jener zu verschmelzen scheinen.
Im Jahr 1626 war der Petersdom so weit fertiggestellt, dass er am 18. November von Papst Urban VIII. Barberini feierlich geweiht wurde. Nach dem Tod Madernos im Jahr 1629 wurde Gian Lorenzo Bernini vom Papst zum leitenden Architekten bestellt. 1637 erhielt er den Auftrag, die beiden Glockentürme zu vollenden, doch erwiesen sich seine Aufbauten als für die Fundamente zu schwer. Es bildeten sich Risse in der Fassade und der schon begonnene Südturm musste im Jahr 1641 bis auf die ursprüngliche Höhe wieder abgetragen werden. In der Folge arbeitete Bernini weiter an der künstlerischen Ausgestaltung der Basilika, in welcher schon 1624–35 unter seiner Leitung das monumentale, knapp 29 Meter hohe bronzene Baldachin-Ziborium über Petrusgrab und Papstaltar entstanden war. Ferner entwarf er den Petersplatz in seiner heutigen Gestalt mit den umlaufenden Kolonnaden.

## Petersplatz

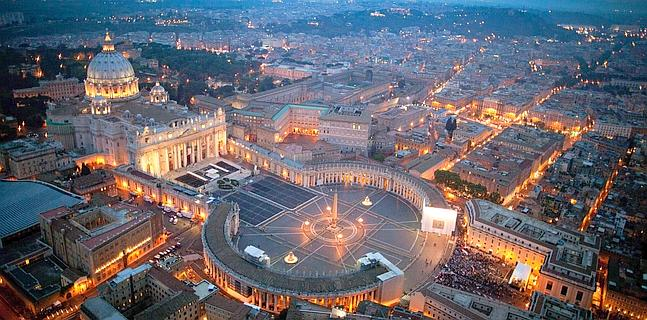
Abendliches Luftbild des Petersplatzes (2011)

Der von Gian Lorenzo Bernini entworfene Petersplatz ist queroval und misst an der breitesten Stelle 240 Meter. Zum Petersdom hin geht er in die Piazza Retta über, welche die Form eines gleichschenkeligen Trapezes hat. Dadurch lässt dieser Vorplatz die breite Hauptfassade der Basilika optisch schmaler erscheinen; gleichzeitig wird die Hauptkuppel betont.
In der Mitte des Petersplatzes steht der Vatikanische Obelisk, der aus dem Circus des Caligula und Nero stammt. Dieser Circus, in welchem der Apostel Petrus der Überlieferung nach hingerichtet worden sein soll, lag in der Antike südlich des heutigen Petersdomes. Im Fuß des Obelisken, der aus dem alten Ägypten stammt, soll sich die Asche Caesars und in seiner Spitze ein Splitter des Kreuzes Christi befinden. Er ist 25,31 Meter hoch, hat ein geschätztes Gewicht von 320 Tonnen und steht auf einem 8,25 Meter hohen Postament, dessen oberen Abschluss vier Bronzelöwen bilden. Die Aufrichtung des Obelisken an seinem heutigen Standort auf dem Petersplatz unter der Leitung von Domenico Fontana im Jahr 1586 galt in dieser Zeit als eine technische Meisterleistung.
An beiden Seiten des Petersplatz-Ovals befindet sich ein je 14 Meter hoher Brunnen. Der rechte wurde 1613 unter Papst Paul V. von Carlo Maderno, der linke 1677 von Carlo Fontana gestaltet.
Die den Platz umsäumenden Kolonnaden sind 17 Meter breit und sind symmetrisch auf zwei Brennpunkte wenige Meter nördlich und südlich des Obelisken ausgerichtet. An beiden ist im Boden eine Platte mit der Inschrift „Centro del Colonnato“ eingelassen. Steht man auf einer der Platten, sind alle vier Säulen der entsprechenden Kolonnadenhälfte exakt hintereinandergereiht, sodass es scheint, sie bestünden aus nur einer einzigen Säulenreihe (statt aus vier hintereinanderliegenden). Oberhalb der 284 in 71 Viererreihen angeordneten Säulen befinden sich 140 Statuen von Heiligen, die jeweils eine Höhe von ungefähr 3 Metern haben. Sie wurden von 1667 bis 1669 unter den Päpsten Alexander VII. und Clemens IX. aufgestellt.

## Bauwerk und Ausstattung

Schematischer Grundriss mit bezifferten Kunstwerken und Ausstattungsstücken

(Anmerkung: Die Nummerierung der Ausstattungsstücke durch Zahlen in Klammern entspricht jener des Grundrisses und zeigt so den jeweiligen Standort an.)

### Hauptfassade

Ostfassade, entworfen von Carlo Maderno

Die Ostfassade des Petersdomes bildet mit ihren 115 Metern Breite und fast 46 Metern Höhe den westlichen Abschluss des Petersplatzes. Geplant wurde sie von Carlo Maderno, der für beinahe den gesamten Ostteil der Architektur verantwortlich zeichnete. Seit einer Sanierung im Vorfeld des Heiligen Jahres 2000 erscheint die Fassade wieder in ihrem ursprünglichen Aussehen. Entstanden ist die Fassade unter Papst Paul V., der aus der Familie Borghese stammte und dessen Wappen im Tympanon des Dreiecksgiebels angebracht ist. Er wird auch von der lateinischen Inschrift auf dem Fries als Bauherr der Fassade genannt:
Laut Inschrift war die Fassade Anfang des Jahres 1612 vollendet. Allerdings beauftragte der Papst Carlo Maderno noch im selben Jahr, seitlich der Fassade zwei Glockentürme zu errichten. Deren Bau wurde jedoch auf der Höhe der restlichen Fassade eingestellt, sodass sie mit ihr optisch zu verschmelzen scheinen. Heute werden die Glockentürme von Uhren bekrönt, die gegen 1790 von Giuseppe Valadier entworfen wurden. Die beiden mit Mosaiken verzierten Ziffernblätter haben jeweils einen Durchmesser von über acht Metern. Im linken Turm befindet sich der Glockenstuhl.
Abgesehen von den Glockentürmen ist die dreigeschossige Fassade vertikal in sieben Achsen gegliedert. Den beiden unteren Geschossen sind in Kolossalordnung korinthische Pilaster und Säulen vorgeblendet; die vier mittleren Säulen tragen den tempelartigen Dreiecksgiebel. Zur Mitte hin wird die gesamte Fassade zunehmend raumgreifender und gewinnt an Plastizität, sodass von einer Staffelfassade gesprochen werden kann.
Das unterste Geschoss öffnet sich mit fünf Eingängen zum Petersplatz hin, welche in den dahinterliegenden Portikus führen und mit bronzenen Gittertüren versehen sind. Gerahmt werden der mittlere und die beiden äußeren Eingänge von antiken, aus Alt-St. Peter stammenden Säulen mit ionischen Kapitellen.
Am mittleren Geschoss sind fünf Balkone angebracht, von denen jener in der Mittelachse als Benediktionsloggia genutzt wird. Auf dieser zeigt sich ein neu gewählter Papst erstmals der Öffentlichkeit und spricht, wie auch zu den Hochfesten Weihnachten und Ostern, den Segen Urbi et orbi. Direkt unterhalb jenes Balkones ist ein Relief angebracht, das 1614 von Ambrogio Buonvicino geschaffen wurde und die Schlüsselübergabe von Jesus an Petrus zeigt.
Den oberen Abschluss der Fassade bildet ein Attika-Geschoss, das durch Lisenen untergliedert und mittig teilweise durch den Dreiecksgiebel verdeckt ist.
Bekrönt wird die Attika von einer Balustrade und 13 Statuen, die eine Höhe von ungefähr 6 Metern besitzen. Die mittlere Figur zeigt den segnenden Christus mit Kreuz, links von ihm ist Johannes der Täufer zu sehen. Die restlichen Skulpturen stellen elf Apostel dar, wobei Petrus fehlt. Dafür befindet sich seit 1847 eine von Giuseppe de Fabris geschaffene Petrus-Statue gemeinsam mit einer Skulptur des Paulus von Adamo Tadolini am sogenannten Sagrato, dem treppenartigen Vorplatz des Petersdomes.

### Portikus

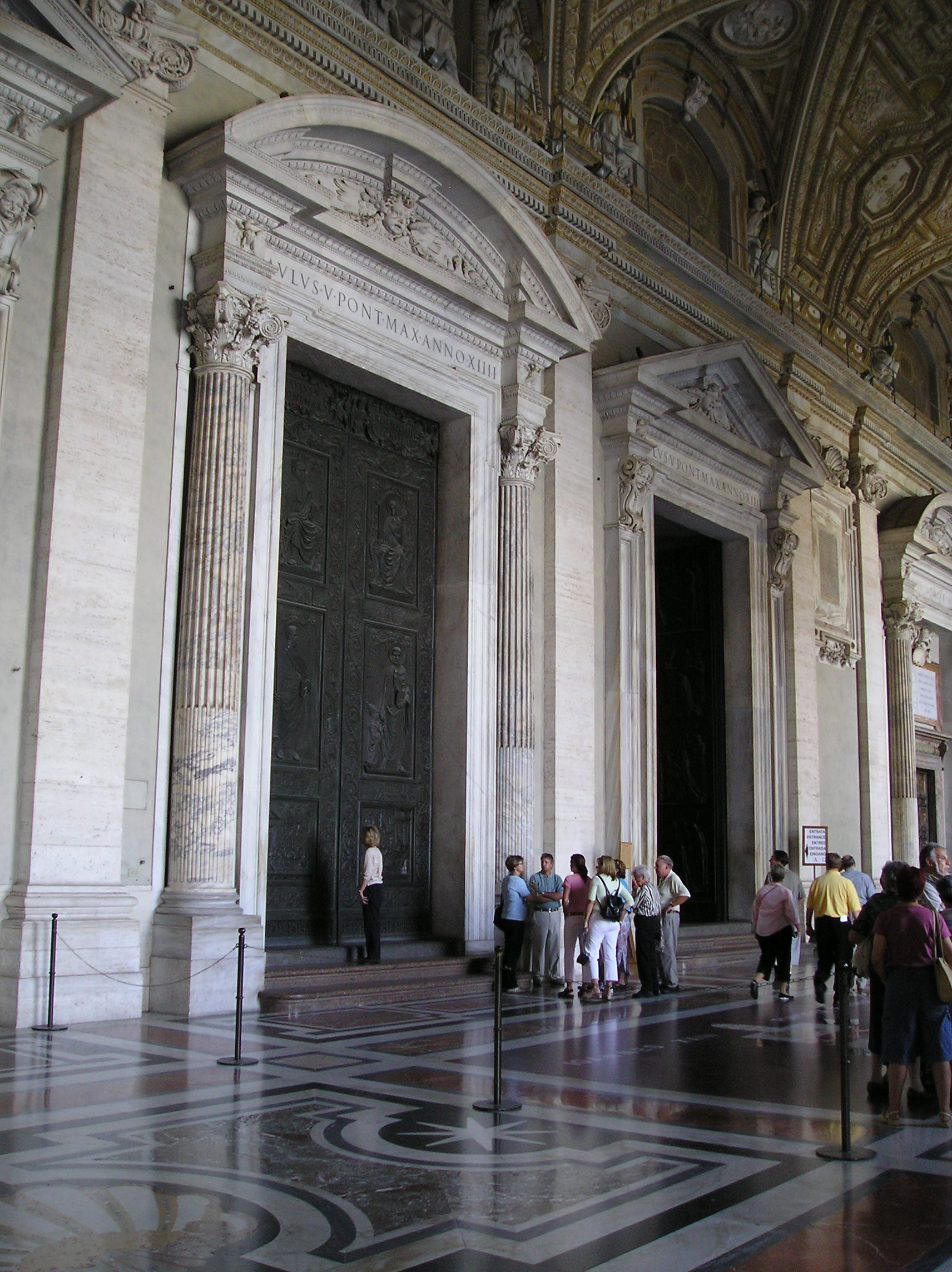
Das Innere des Portikus, in der linken Bildhälfte das Portal des Filarete

Der zwischen 1607 und 1614 errichtete Portikus des Petersdomes liegt direkt hinter dem untersten Geschoss der Ostfassade und wurde ebenfalls von Carlo Maderno entworfen. Er besitzt eine Breite von 71 Metern, ist 14 Meter tief und rund 20 Meter hoch.
An seiner Ostseite ist der Portikus durch fünf Eingänge mit bronzenen Gittertüren zum Petersplatz hin geöffnet.
Oberhalb des mittleren Einganges befindet sich in einer Lünette das Mosaik der Navicella (Nr. 1, Abb.). Dabei handelt es sich um eine Reproduktion des berühmten Mosaikes von Giotto di Bondone aus der Zeit um 1260, welches sich ursprünglich an der Hinterseite des Atriums von Alt-St. Peter befand, jedoch im Laufe der Jahrhunderte mehrmals versetzt, dadurch beschädigt und häufig restauriert wurde. 1674 wurde es schließlich durch den Mosaizisten Orazio Manenti in barocker Formensprache umfassend erneuert und am heutigen Platz angebracht. Das Motiv des Mosaiks folgt einer Episode des Matthäusevangeliums (Mt 14,24-33 ): Ein Boot, in welchem die Apostel sitzen, fährt mit vom Wind geblähtem Segel über den See Genezareth. Im Vordergrund der rechten Bildhälfte versucht Petrus, dem auf dem Wasser stehenden Jesus entgegenzugehen.
In der Lünette gegenüber vom Navicella-Mosaik ist seit 1649 ein Relief (Nr. 5) angebracht, das aus der Schule von Gian Lorenzo Bernini stammt. Es wurde um 1633 entworfen, 1646 fertiggestellt und stellt eine Szene aus dem Evangelium nach Johannes (Joh 21,15-17 ) dar, in welcher Jesus zu Petrus spricht: „Weide meine Schafe“. Damit übertrug er ihm nach katholischer Interpretation das (hohe)priesterliche (Hirten)Amt.
Die restlichen Lünetten unterhalb des Portikus-Gewölbes werden von 31 Figuren gerahmt, die Märtyrerpäpste darstellen.
Das Stichkappengewölbe selbst ist mit 32 Stuckreliefs geschmückt, welche Szenen aus dem Leben der Apostelfürsten Petrus und Paulus zeigen. Sie gehen auf Entwürfe von Giovanni Battista Ricci zurück.

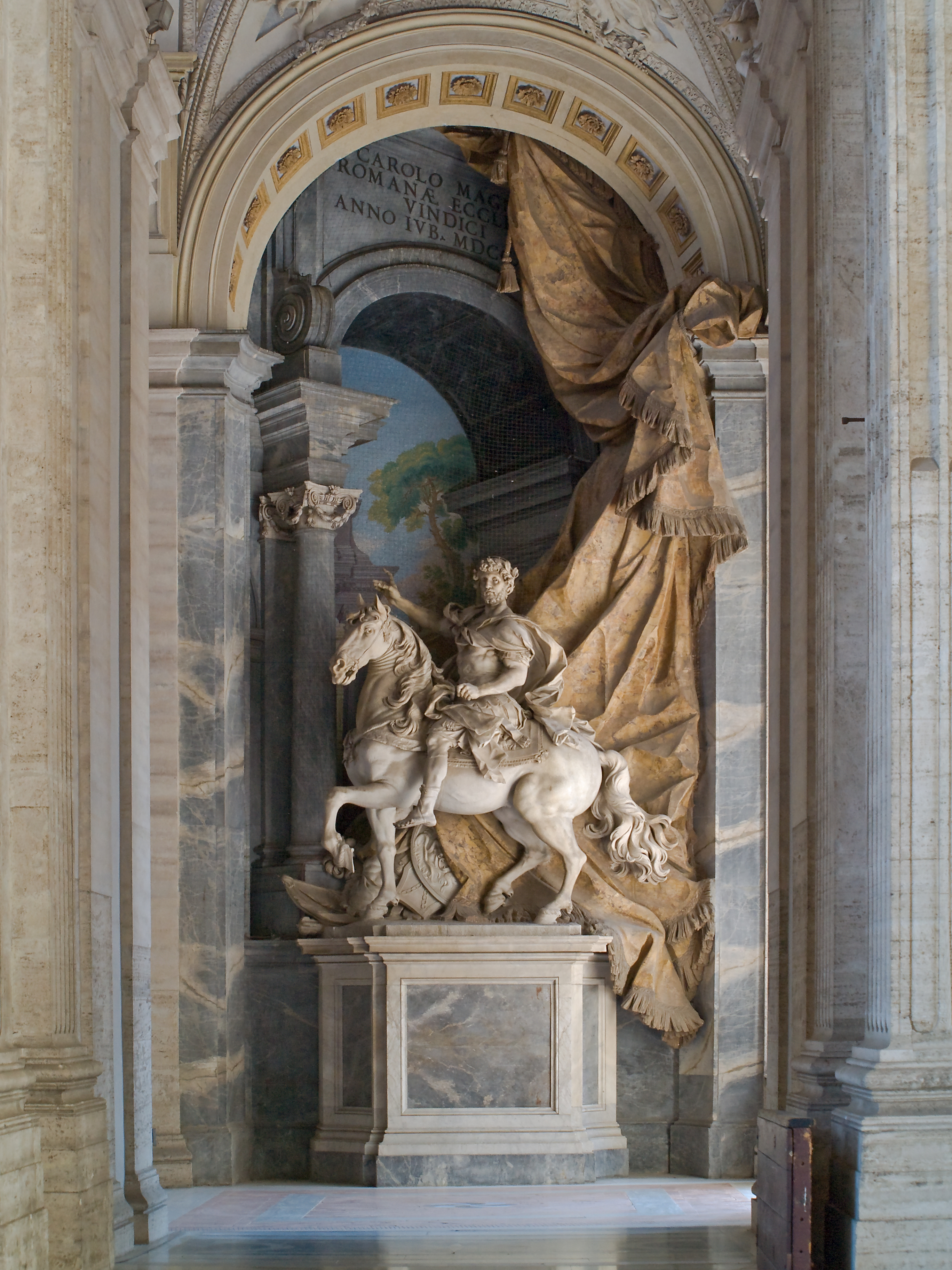
Reiterstandbild Karls des Großen von Agostino Cornacchini (1725)

An den Portikus schließen sich nördlich und südlich zwei durchgangartige Räume an, in denen jeweils ein Reiterstandbild aufgestellt ist.
Jenes im Süden (Nr. 2) wurde 1725 von Agostino Cornacchini geschaffen. Es zeigt Karl den Großen, der sich zu Weihnachten im Jahr 800 in Alt-St. Peter von Papst Leo III. zum Kaiser krönen ließ.
Der Raum im Norden ist Teil der Scala Regia, die in den Apostolischen Palast führt. Das hier befindliche Reiterstandbild (Nr. 8) stellt Konstantin den Großen dar, in die Schlacht an der Milvischen Brücke reitend. Die Skulptur stammt von Gian Lorenzo Bernini und entstand im Jahr 1670.

#### Portale

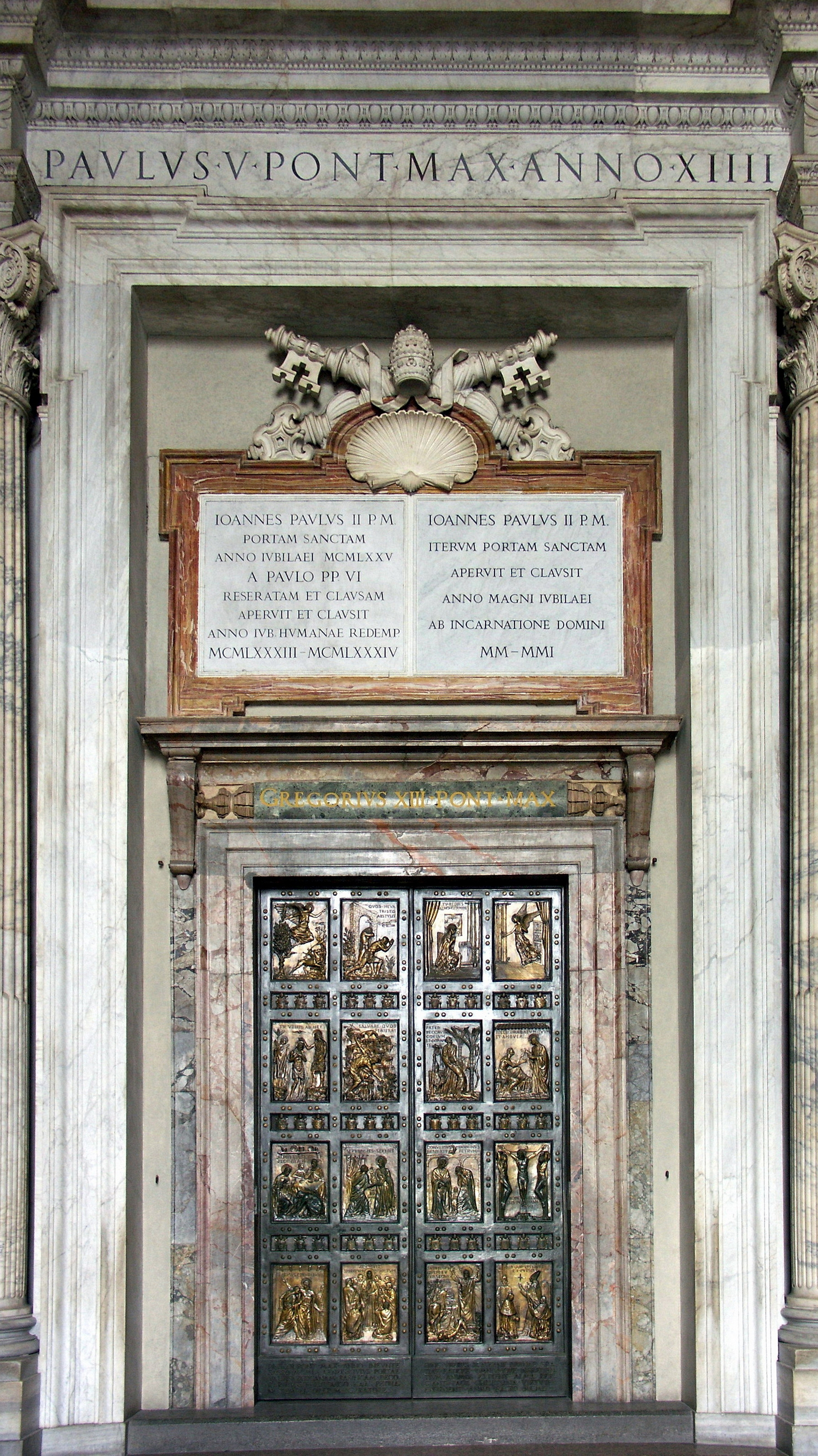
Heilige Pforte

In der Westwand des Portikus führen fünf Portale in den Innenraum des Petersdomes. Bis auf die mittlere sind alle Türen im 20. Jahrhundert entstanden.
Die Flügel des südlichsten, des sogenannten Todesportals (Nr. 3), schuf Giacomo Manzù zwischen 1961 und 1964. Als Darstellungen wurden Todesszenen gewählt, darunter die Ermordung Abels durch Kain, die Kreuzigung Jesu und der Tod von Papst Johannes XXIII. Die Innenseite der Türflügel zeigen die Eröffnung des Zweiten Vatikanischen Konzils.
Traditionell werden die verstorbenen Päpste durch das Todesportal getragen, woher die Bezeichnung rührt.
Rechts daneben befindet sich das Portal des Guten und des Bösen (Nr. 4), dessen Türflügel Luciano Minguzzi 1977 vollendete. Auf dem linken Türflügel sind sieben „böse“ Taten und auf dem rechten sieben „gute“ Taten abgebildet.
Im mittleren Portal befindet sich die Bronzetür des Filarete (Nr. 5), die nur zu besonderen Anlässen geöffnet wird. Sie wurde vom Florentiner Bildhauer und Architekten Antonio Averlino, genannt Filarete, ursprünglich für Alt-St. Peter angefertigt. Auf den Türflügeln sind unter anderem Jesus und Maria, die Apostel Petrus und Paulus, Szenen ihrer Martyrien sowie Ereignisse aus dem Leben des Stifters Papst Eugen IV dargestellt. Ursprünglich war das Portal 6,30 Meter hoch, wurde dann aber für die heutige Anbringung von Orazio Censone auf die Maße von 7,14 × 3,6 Metern vergrößert. Darauf verweist eine Inschrift im oberen Bereich der Türflügel.
Rechts vom mittleren Portal befindet sich das Portal der Sakramente (Nr. 6). Acht Reliefs auf den Türflügeln zeigen die sieben Sakramente der katholischen Kirche (Taufe, Firmung, Beichte, Kommunion, Ehe, Priesterweihe und Krankensalbung) sowie die Verkündigung der Sakramente an die Menschheit (oben links). Das Portal schuf Venanzo Crocetti im Jahr 1965.
Das nördlichste Tor im Portikus ist die Heilige Pforte des Petersdomes (Nr. 7). Ihre Torflügel wurden im Jahr 1949 vom Bistum Basel zum Dank dafür gestiftet, dass die Schweiz vom Zweiten Weltkrieg verschont geblieben war. Der Entwurf stammt von Vico Consorti; die Ausführung der Reliefs erfolgte anlässlich des Heiligen Jahres 1950. An den Flügeln, die mit 3,65 × 2,30 Metern im Vergleich zu den anderen Portalen im Portikus des Petersdomes relativ klein sind, sind 16 Szenen der Heilsgeschichte dargestellt.

### Innenraum

Hauptschiff gen Westen

Der Innenraum des Petersdomes hat eine Grundfläche von 20.139 m² und bietet etwa 20.000 Personen Platz. Die innere Länge der Basilika, die neben der Hauptkuppel zehn kleinere Nebenkuppeln besitzt, beträgt 186,30 Meter; das Querschiff ist 137,85 Meter breit.
Im Innenraum befinden sich 778 Säulen und 395 Statuen sowie 44 Altäre. Als Material verwendete man vor allem römischen Travertin aus Tivoli, Carrara-Marmor, Stuck und Bronze. Im Petersdom wurden zudem über 20 Grab- und Denkmäler von Päpsten und weiteren für die katholische Kirche bedeutenden Persönlichkeiten aufgestellt. Viele der Grabmäler sind Kenotaphe und beherbergen somit keine sterblichen Überreste.
Die meisten Altarbilder, aber auch die Verzierungen in den Kuppeln, sind in Mosaik ausgeführt. Den Anstoß dazu gab Papst Gregor XIII., der ein großer Verehrer dieser Kunstform war. Daher ließ er die nach ihm benannte gregorianische Kapelle im Petersdom mit Mosaiken ausschmücken und gründete im Zuge dessen auch eine Scuola del Mosaico („Mosaikschule“). Deren Schüler sollten diese Kunstform erlernen, studieren und pflegen. Im Laufe der Zeit wurden deshalb, aber auch aus konservatorischen und optischen Gründen, fast alle Altargemälde in der Basilika durch Mosaikkopien oder durch Neukreationen in Mosaik ersetzt. Die ursprünglichen Altarbilder befinden sich heute zum Großteil in der vatikanischen Kunstsammlung. Zählt man alle mit Mosaiken ausgeschmückten Flächen im Petersdom zusammen, bilden sie mit etwa 10.000 m² das größte Mosaik der Welt.

### Hauptschiff
Das Hauptschiff des Petersdomes wurde von Carlo Maderno als verlängerter östlicher Kreuzarm des von Michelangelo konzipierten Zentralbaus angelegt. Es ist bis zur Vierung 98 Meter lang und 27 Meter breit. Den oberen Abschluss des Hauptschiffs bildet ein 45 Meter hohes kassettiertes Tonnengewölbe, das 1614 geschlossen wurde und mit zum Teil vergoldeten Stuckaturen besetzt ist.

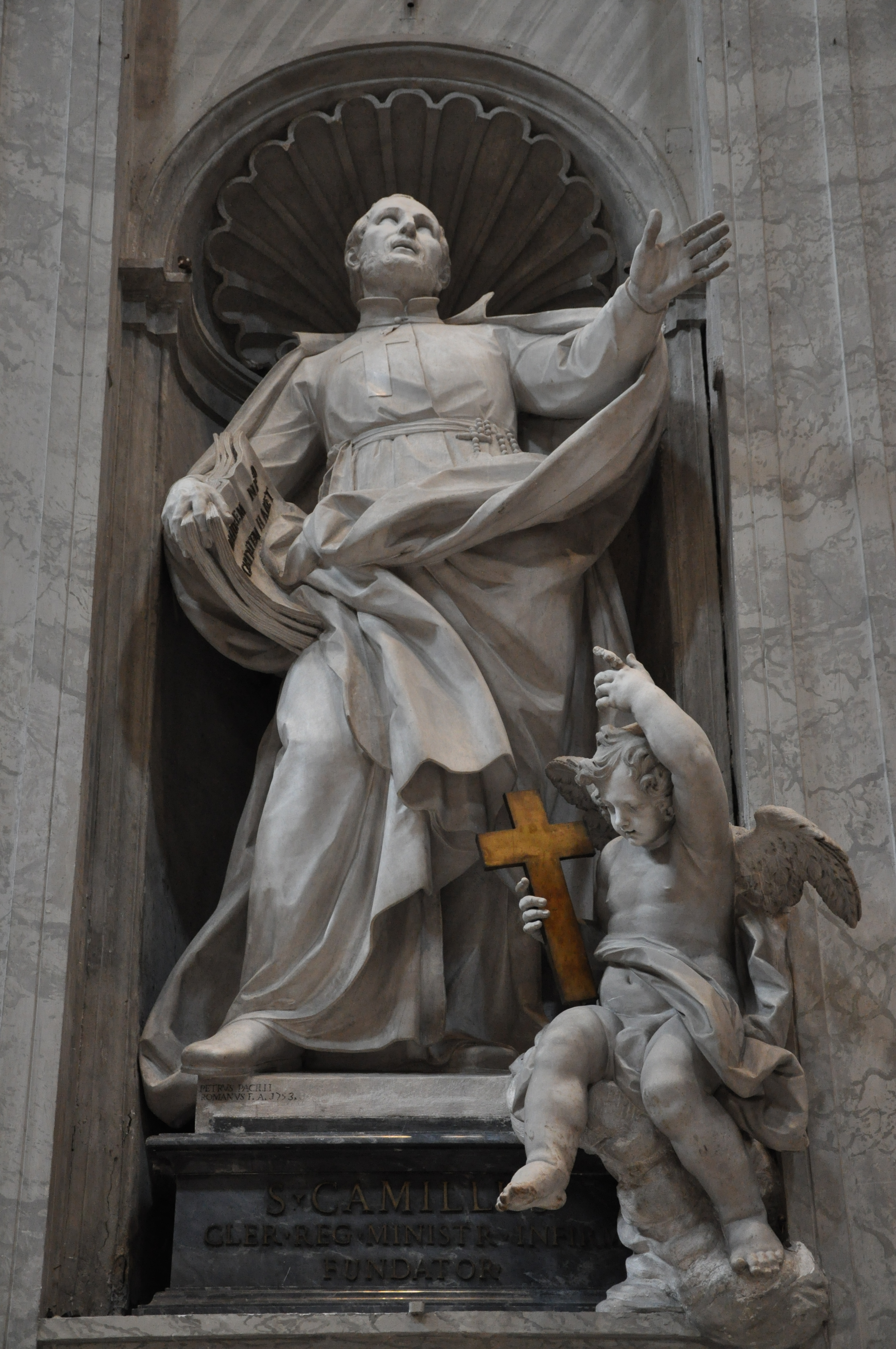
Figur des Ordensgründers Kamillus von Lellis

Das Hauptschiff wird durch monumentale Pfeiler in vier Joche gegliedert. Den Pfeilern sind an der dem Schiff zugewandten Seite seitlich korinthische Pilaster in Kolossalordnung vorgeblendet, zwischen denen sich jeweils zwei übereinander angeordnete Nischen befinden. In diesen Nischen stehen überlebensgroße Statuen von Ordensgründern (Nr. 72–75, 90–93), deren Reigen in den anderen Kreuzarmen fortgeführt wird. Die Figuren gehen auf die Planungen von Papst Clemens IX. zurück und wurden in den Jahren von 1706 bis 2011 geschaffen. Sie haben eine Höhe von 4,5 Metern (in den unteren Nischen) bzw. 5,5 Metern (in den oberen Nischen).
Zwischen den Pfeilern, in den Zwickeln der Bögen, die zu den Seitenschiffen führen, sind auf goldenem Grund überlebensgroße weibliche Allegorien aus Stuck angebracht. Sie symbolisieren Tugenden des Katholizismus und beziehen sich auf das (ehemalige) Patrozinium der dahinterliegenden Kapelle. Die Idee zu diesen Skulpturen stammte von Giacomo della Porta; sie wurde in den Jahren von 1600 bis 1650 umgesetzt.

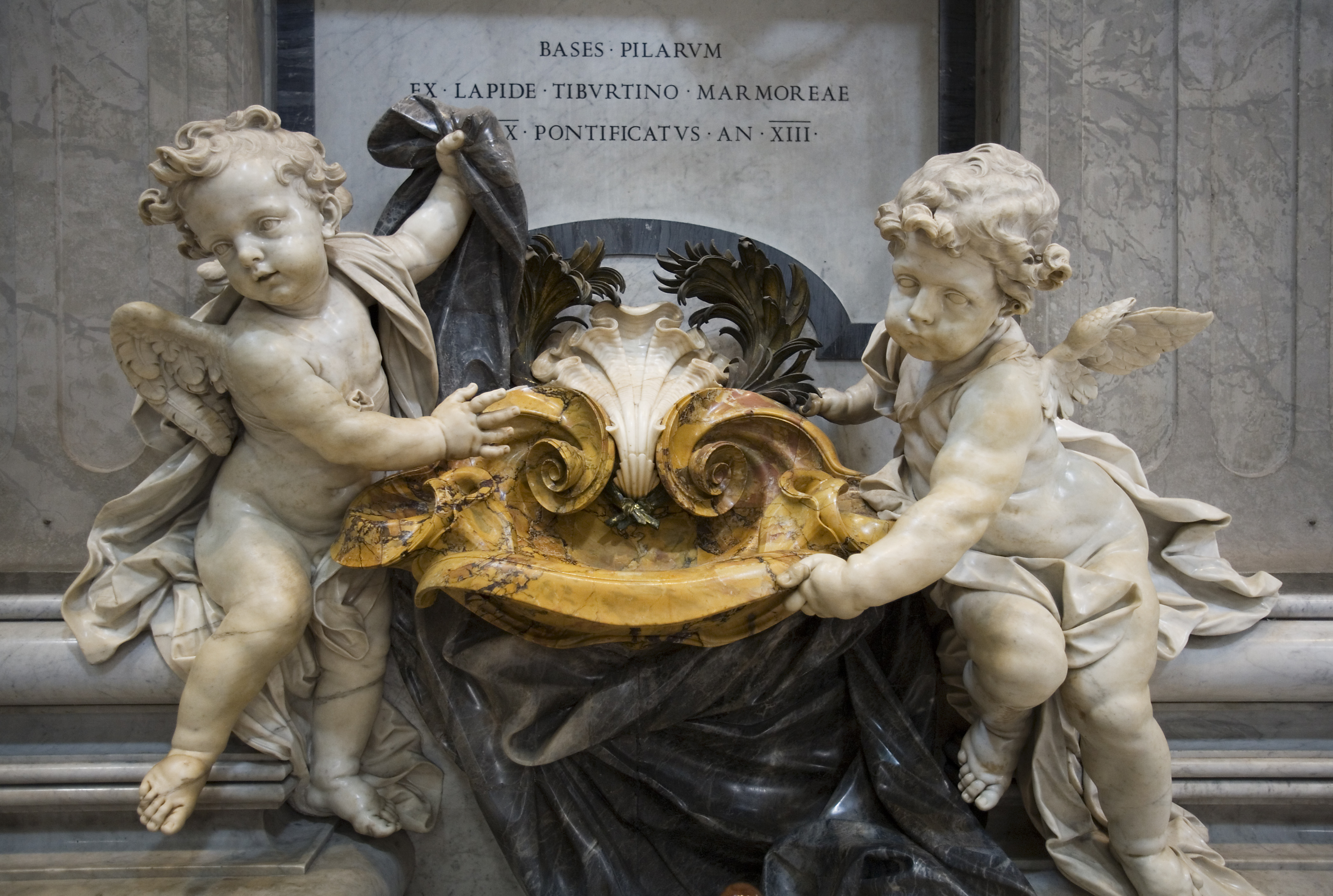
Weihwasserbecken

An den östlichsten Pfeilern des Hauptschiffs sind zwei Weihwasserbecken (Nr. 72, 93) angebracht, die von 1722 bis 1755 nach Entwürfen von Agostino Cornacchini geschaffen wurden. Die Becken verdeutlichen in ihrer Monumentalität die Größe des gesamten Kirchenraumes; so sind die Putten, die um die Becken drapiert sind, bis zu zwei Meter hoch.
Vor der Rückseite des Portals des Filarete, also des mittleren Eingangsportals, ist eine rote Porphyrscheibe in den Boden eingelassen, die sich in Alt-St. Peter vor dem Hochaltar befunden haben soll. Auf ihr soll Karl der Große im Jahr 800 von Papst Leo III. zum Kaiser gekrönt worden sein.
Im Hauptschiff des Petersdomes tagte von 1962 bis 1965 das Zweite Vatikanische Konzil.

#### Bronzestatue des hl.Petrus

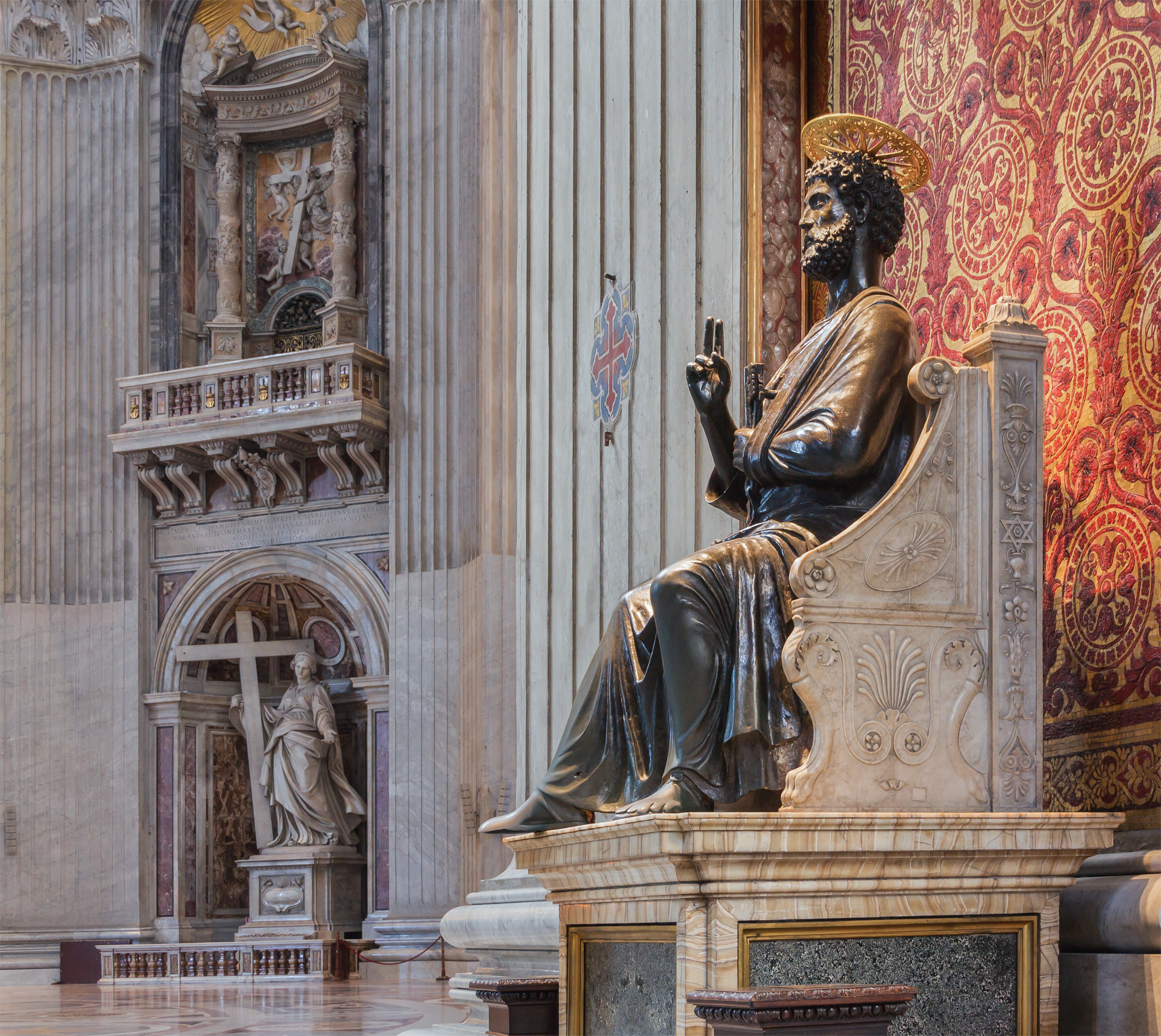
Bronzestatue des hl. Petrus

Am westlichen Ende des Hauptschiffs, am Übergang zur Vierung, ist die berühmte Bronzestatue des hl. Petrus (Nr. 89) aufgestellt. Sie wurde gegen Ende des 13. Jahrhunderts von Arnolfo di Cambio angefertigt und zeigt den sitzenden Apostelfürsten im Segensgestus. Möglicherweise diente eine antike Philosophenfigur, die zu einer Petrusstatue umgearbeitet und über dem Eingang von Alt-St. Peter angebracht wurde, als Vorbild; sie befindet sich heute in den vatikanischen Grotten (Abb.). Der rechte Fuß der Petrusfigur im Hauptschiff ist stark abgeflacht, denn zahlreiche Pilger erhoffen sich durch die Berührung des Fußes einen Segen. Angeblich wurde der Fuß im Laufe der Jahrhunderte mehrmals ersetzt.
Neben der Figur stehen zwei Leuchter, an denen Szenen aus dem Leben der Apostelfürsten Petrus und Paulus angebracht sind. Sie wurden 1971 von Egidio Giaroli geschaffen.
Der Baldachin, unter dem die Statue steht, ist mit Mosaiken besetzt, welche einen Brokatstoff imitieren. Über dem Baldachin hat Papst Pius IX. im Jahr 1871 ein Porträt von sich zusammen mit einer Inschrift anbringen lassen. Damit wollte er daran erinnern, dass sein Pontifikat die Länge von Petrus’ Amtszeit als Bischof von Rom übertroffen hatte.

### Seitenschiffe

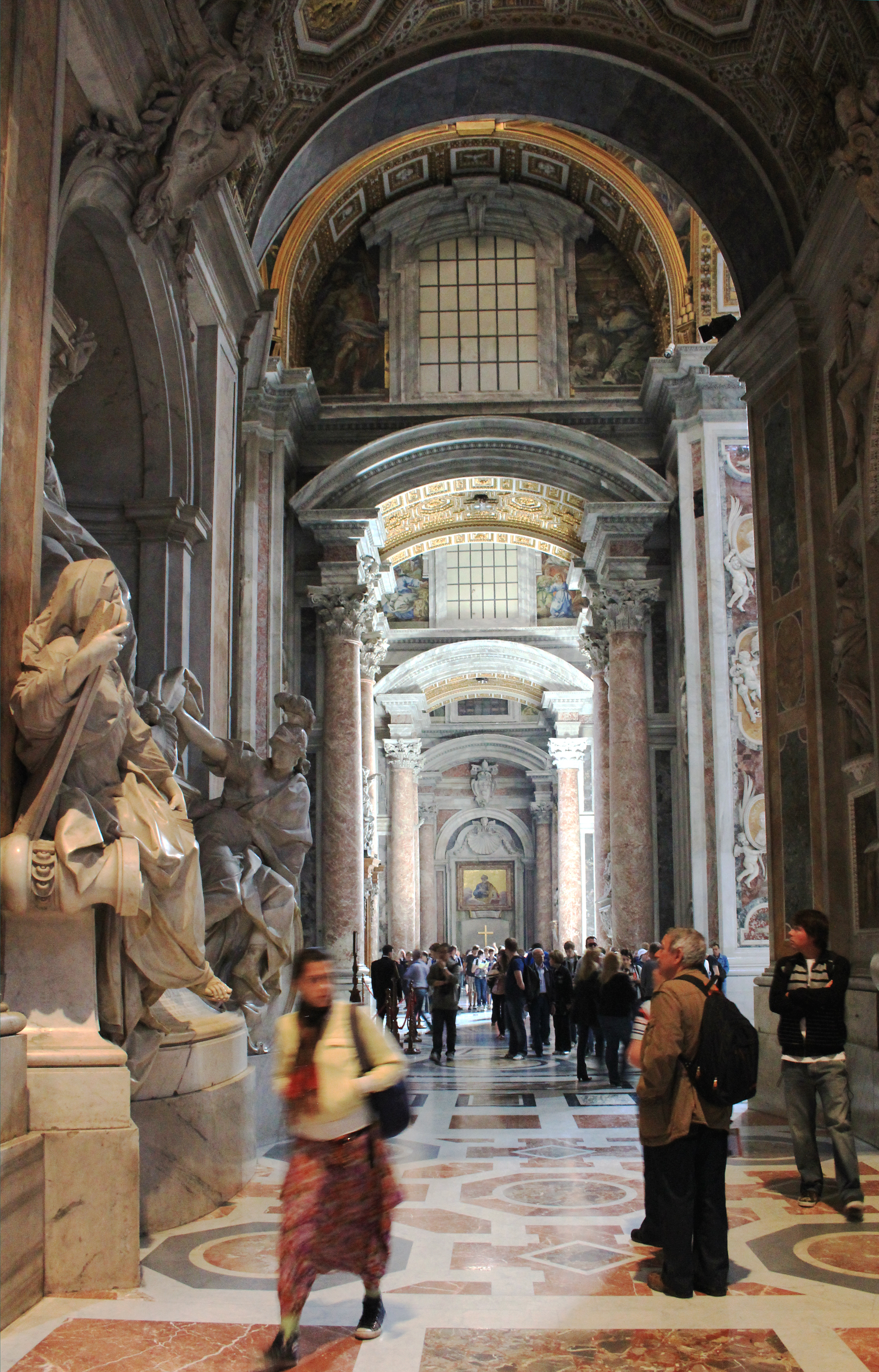
Blick durch das nördliche Seitenschiff gen Osten

Die Seitenschiffe des Petersdomes bestehen aus den Vestibülen der Seitenkapellen, die mit Durchgängen verbunden sind, welche hinter den Pfeilern des Hauptschiffes verlaufen. In den Durchgängen sind zu beiden Seiten Grab- bzw. Denkmäler aufgestellt. Die Vestibüle finden ihren oberen Abschluss in elliptischen Kuppeln, die eine Höhe von über 40 Metern erreichen. Die Innenflächen der Kuppeln sind mit Mosaiken verziert, die auf das jeweilige Patrozinium der Kapelle Bezug nehmen.
In den Laibungen der Bögen, die die Vestibüle mit dem Hauptschiff und mit den Kapellen verbinden, sind reliefartige Medaillons angebracht, die von Putten gehalten werden. Diese Reliefs zeigen alle selig- bzw. heiliggesprochenen Päpste von Petrus bis Benedikt II. Zwischen den Marmorreliefs sind die Insignien des Papsttums, Tiara und Schlüssel, dargestellt. Die Anregung zu diesem Bildprogramm kam von Papst Innozenz X.; bis zur Vollendung im Jahr 1650 waren daran über 40 Künstler beteiligt.
Im nördlichen Seitenschiff befinden sich die Kapelle der Pietà (Nr. 9), die Kapelle des hl. Sebastian (Nr. 13) und die Sakramentskapelle (Nr. 17). Am westlichen Ende des Seitenschiffes steht der Altar des hl. Hieronymus (Nr. 20), der sich bereits in der zu den navi piccole gehörenden Cappella Gregoriana befindet. Das südliche Seitenschiff beherbergt die Taufkapelle (Nr. 71), die Kapelle des Tempelgangs Mariens (Nr. 67) und die Chorkapelle (Nr. 63). Den Abschluss im Westen bildet der Altar der Verklärung Christi (Nr. 59), der in der Cappella Clementina steht.

#### Kapelle der Pietà

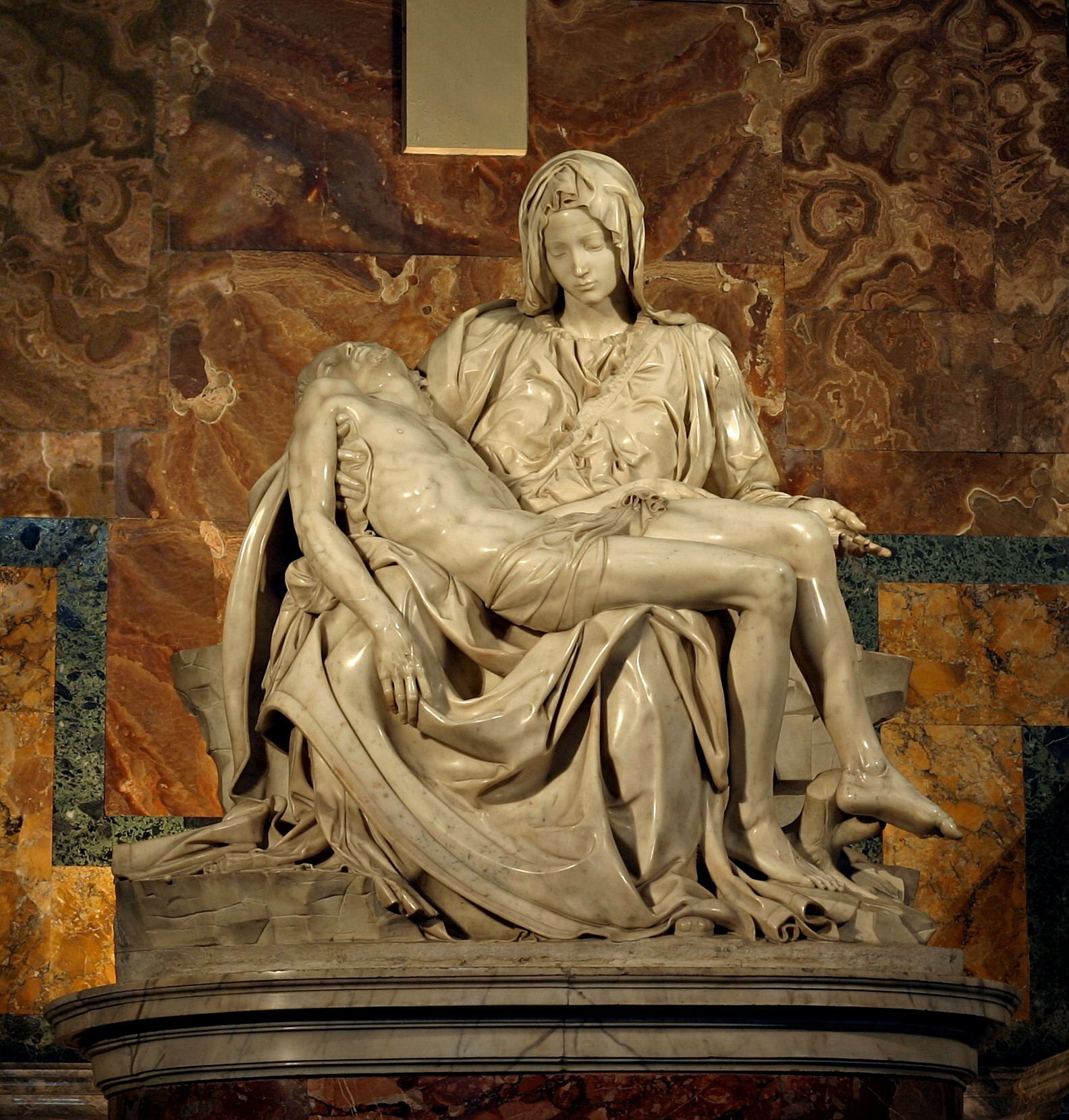
Pietà von Michelangelo

Die östlichste Kapelle im nördlichen Seitenschiff ist die Kapelle der Pietà (Nr. 9). Sie ist nach der auf ihrem Hauptaltar aufgestellten Römischen Pietà von Michelangelo benannt, die sich dort seit der Mitte des 18. Jahrhunderts befindet und zuvor mehrmals den Aufstellungsort innerhalb des Petersdomes wechselte. Bevor die Pietà in die Kapelle kam, war jene dem heiligen Kreuz gewidmet. Das mittelalterliche Kruzifix, das bis zu diesem Zeitpunkt auf dem Altar stand, befindet sich heute in einer Seitennische der Kapelle, in der auch zwei Altäre stehen, die dem hl. Joseph und dem hl. Nikolaus gewidmet sind.
Das Fresko im Gewölbe der Kapelle wurde in den Jahren von 1629 bis 1632 von Giovanni Lanfranco geschaffenen. Es stellt Szenen aus der Passion Christi und den Triumph des Kreuzes dar.
Michelangelos Pietà, die heute vor einem schlichten Kreuz aufgestellt ist, hat eine Höhe von 1,75 Metern und ruht auf einer 1,68 Meter breiten Standplatte. Der Auftrag zu diesem Kunstwerk wurde im Jahr 1492 von dem Kardinal Jean Bilhères de Lagraulas erteilt. Der Künstler vollendete das Werk im Jahr 1499, als er 24 Jahre alt war. Auf dem Brustband Mariens ist eine Inschrift angebracht: MICHAEL·A[N]GELVS·BONAROTVS·FLORENT[INVS]·FACIEBA[T] ((Der Florentiner Michelangelo Buonarroti hat dies gemacht).)
Seit einem Attentat auf die Pietà im Jahr 1972, bei dem die Figur schwer beschädigt wurde, ist die Kapelle mit Panzerglas gesichert. Allerdings gibt es in der Sakristei des Petersdomes und den Vatikanischen Museen Nachbildungen der Pietà, die man aus nächster Nähe betrachten kann.
Die Mosaike in der Kuppel des Vestibüls der Pietàkapelle (Abb.) wurden von Pietro da Cortona entworfen und zeigen Szenen aus der Apokalypse. So ist dargestellt, wie Engel Menschen mit einem Zeichen versehen und wie der Engel des Heils den Engel des Todes zurückweist. In den Pendentifs der Kuppel sind mit Jeremia, Noah, Abraham und Mose Protagonisten und Propheten des alten Testaments dargestellt.
Über der Rückseite der heiligen Pforte (Nr. 7), die direkt in das Vestibül der Pietàkapelle führt, ist ein Mosaik des hl. Petrus (Abb.) angebracht, das Giovanni Battista Calandra im 17. Jahrhundert schuf und das 1774 an seinen heutigen Ort versetzt wurde.

#### Kapelle des hl.Sebastian

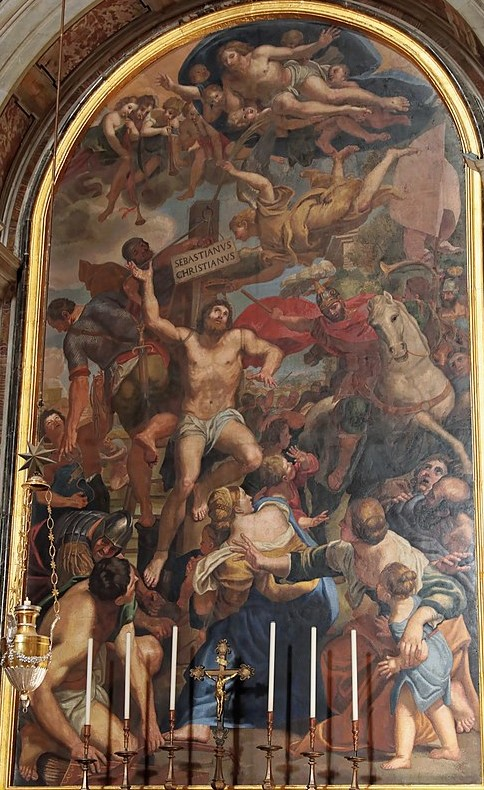
Altarbild der Kapelle des hl. Sebastian

Die mittlere Kapelle des nördlichen Seitenschiffes ist dem hl. Sebastian gewidmet. Das Bild über ihrem Altar zeigt den Kapellenpatron kurz vor seinem Martyrium: Er wird an einen Pfahl gebunden, an dessen oberem Ende ein Schild mit der Aufschrift SEBASTIANVS – CHRISTIANVS angebracht ist. Sebastian blickt zum oberen Teil des Bildes auf, wo Christus, begleitet von Engeln, dargestellt ist. Rechts neben dem Pfahl vertreibt ein reitender Centurio eine Menschenmenge, die sich unter ihm versammelt hat. Über dem Centurio ist ein Engel dargestellt, der Sebastian die Zeichen des Märtyrers, Krone und Palmzweig, überreicht. Das Mosaik ist 9,30 Meter hoch und wurde um das Jahr 1736 geschaffen. Es ersetzte ein Ölbild von Domenichino, das der Künstler zwischen den Jahren 1625 und 1632 schuf und welches zugleich als Vorbild für das Mosaik diente. Das Gemälde befindet sich heute in der Kirche Santa Maria degli Angeli e dei Martiri.
Im Sebastianaltar ist seit seiner Seligsprechung im Jahr 2011 Papst Johannes Paul II. beigesetzt. An den Wänden der Kapelle sind zudem Monumente für die Päpste Pius XI. (rechts, Nr. 12) und Pius XII. (links, Nr. 14, Abb.) angebracht.
Das Mosaik in der Kuppel des Vestibüls der Kapelle (Abb.) stellt eine Prozession von Märtyrern zum thronenden Gottvater dar. Die Zwickel der Kuppel zeigen, wie auch im Vestibül der Pietàkapelle, Figuren des alten Testamentes: Ezechiel, Abel, Jesaja und Zacharias. Das Bildprogramm wurde unter anderem nach einem Entwurf von Pietro da Cortona in den Jahren zwischen 1625 und 1663 geschaffen.

#### Sakramentskapelle
Die Sakramentskapelle (Nr. 17) ist die westlichste Kapelle des nördlichen Seitenschiffes. Wie auch die gegenüberliegende Chorkapelle, ist sie vom restlichen Kirchenraum durch ein Speisegitter abgeteilt, das von Francesco Borromini entworfen wurde. Die Kapelle beherbergte bis 1638 die Sakristei des Petersdomes.
Die Wände und die Decke der Sakramentskapelle sind mit zum Teil vergoldeten Stuckaturen verziert, die Giovanni Battista Ricci entworfen hat. Auf dem Hauptaltar ist der von Gian Lorenzo Bernini 1674 geschaffene Tabernakel aufgestellt (Abb.). Der turmartige Aufbau des Tabernakels, dessen Gestaltung unter anderem durch den Tempietto di Bramante inspiriert wurde, besteht aus vergoldeter Bronze, Silber und Lapislazuli. Er wird von zwei knienden Engeln aus vergoldeter Bronze flankiert und ist von Figuren der zwölf Apostel und der des auferstandenen Christus bekrönt. In der Altarnische hinter dem Tabernakel ist ein Ölbild von Pietro da Cortona angebracht, das die heilige Dreifaltigkeit zeigt. Es wurde zwischen 1628 und 1632 angefertigt und ist eines der wenigen Altarbilder im Petersdom, das nicht durch ein Mosaik ersetzt wurde.
An der Ostwand der Kapelle befindet sich ein Altar, dessen Mosaik die Ekstase des hl. Franziskus zeigt. Vorlage hierfür war ein Gemälde von Domenichino aus der Zeit um 1630. Der Altar wird von zwei antiken gewundenen Säulen gerahmt, die zusammen mit weiteren Säulen dieser Art in Alt-St. Peter vor dem Petrusgrab aufgestellt waren.
Das Kuppelmosaik des Vestibüls der Sakramentskapelle (Abb.) ist, wie auch jenes der Sebastianskapelle, von Pietro da Cortona entworfen worden. Es stellt die Vision des letzten der sieben Siegel dar. Die Darstellungen in den Pendentifs der Kuppel zeigen vier Szenen des alten Testaments, die Brot zum Thema haben.

#### Taufkapelle

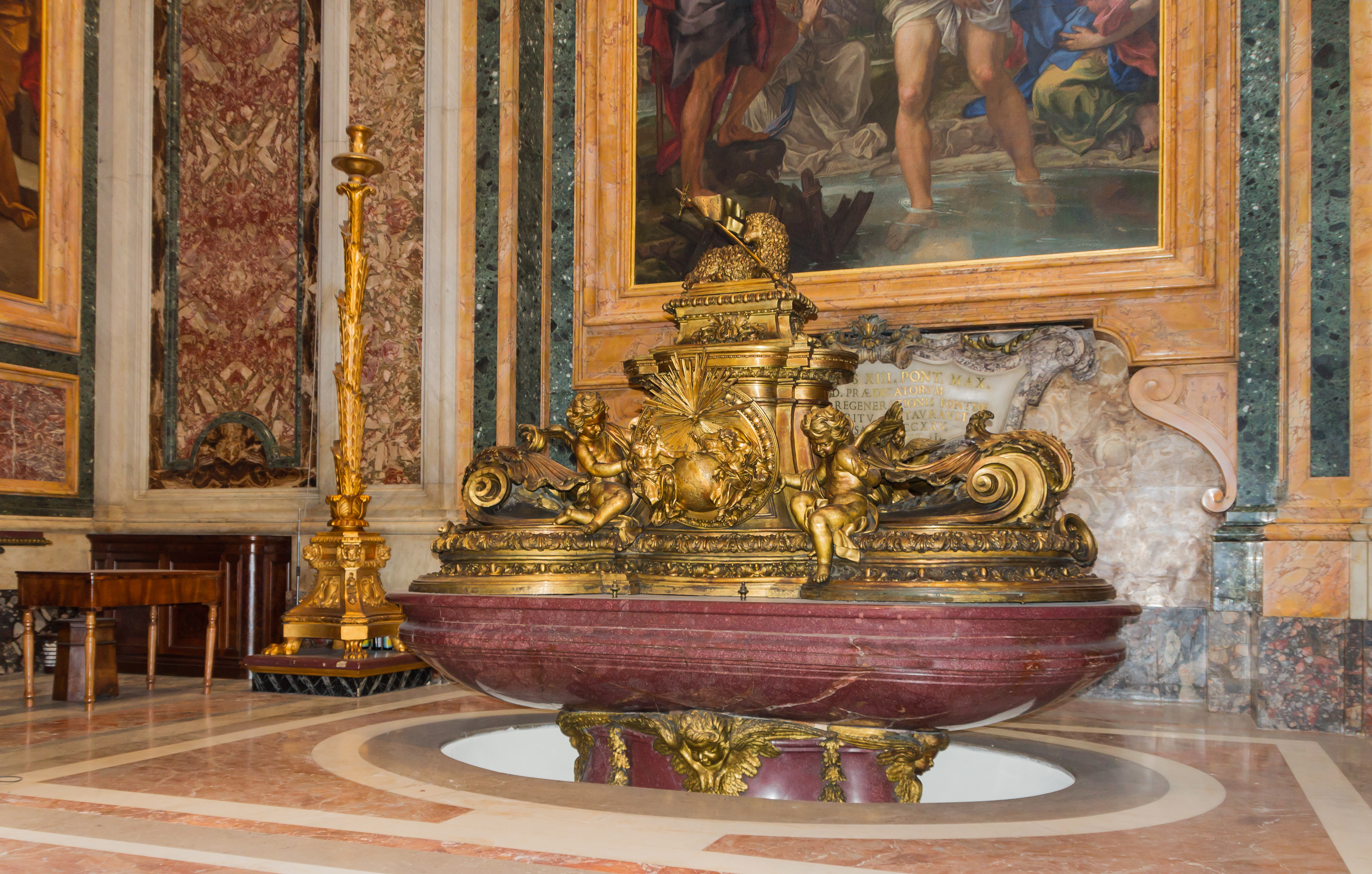
Taufbrunnen

Die östlichste Kapelle im südlichen Seitenschiff (Nr. 71) ist die Taufkapelle des Petersdomes. In ihrem Zentrum steht ein Taufbrunnen, der aus einem antiken Porphyrsarkophag aus dem Mausoleum des Hadrian geschaffen wurde. Später wurde in diesem Sarkophag Kaiser Otto II. bestattet. Im Jahr 1600, als man das Atrium von Alt-St. Peter im Zuge des Baues der heutigen Basilika abbrechen musste, wurde der Leichnam des Kaisers in einen einfachen Steinsarg umgebettet und in die vatikanischen Grotten verlegt. Das Taufbecken geht in seiner heutigen Gestaltung auf Carlo Fontana zurück, der den Sarkophag 1692 umarbeitete und die bronzene Abdeckung entwarf. Diese Abdeckung ist mit einem von Putten gehaltenen Relief verziert, welches die Dreifaltigkeit zeigt. Darüber ist das Agnus Dei dargestellt.
Das Bild hinter dem Taufbrunnen stellt die Taufe Jesu im Jordan dar (Abb.). Es hatte ein Gemälde von Carlo Maratta als Vorbild, das bis 1730 in der Kapelle hing, als es durch das heutige Mosaik ersetzt wurde. Die beiden Bilder an den Seitenwänden der Kapelle beziehen sich ebenfalls auf das Thema Taufe. So ist links dargestellt, wie Petrus die hll. Processus und Martinianus tauft. Dieses Mosaik hatte ein Bild von Giuseppe Passeri zum Vorbild. Das rechte Mosaik zeigt die Taufe des Zenturios Cornelius (Apg 10,24-48 ), ebenfalls durch Petrus. Vorlage hierfür war ein Ölgemälde von Andrea Procaccini.
Zur Weihnachtszeit wird in der Taufkapelle die Krippe des Petersdomes aufgebaut, deren zentrale Figuren Papst Johannes Paul II. im Jahr 1985 vom Oberammergauer Bildschnitzer Heinrich Zunterer geschenkt wurden.
Das Mosaik in der Kuppel des Kapellenvestibüls (Abb.) nimmt ebenfalls das Thema Taufe auf: Hier sind Jesus und Gottvater und darum herum die drei Arten der Taufe (durch Wasser, Blut – also durch das Martyrium – und durch Begierde) dargestellt. Die Kuppelpendentifs zeigen Allegorien der vier Kontinente, die damals bekannt waren: Europa, Afrika, Asien und Amerika. Die Entwürfe zu diesen Bildern stammten von Francesco Trevisani; an ihnen wurde von 1738 bis 1746 gearbeitet.

#### Kapelle des Tempelgangs

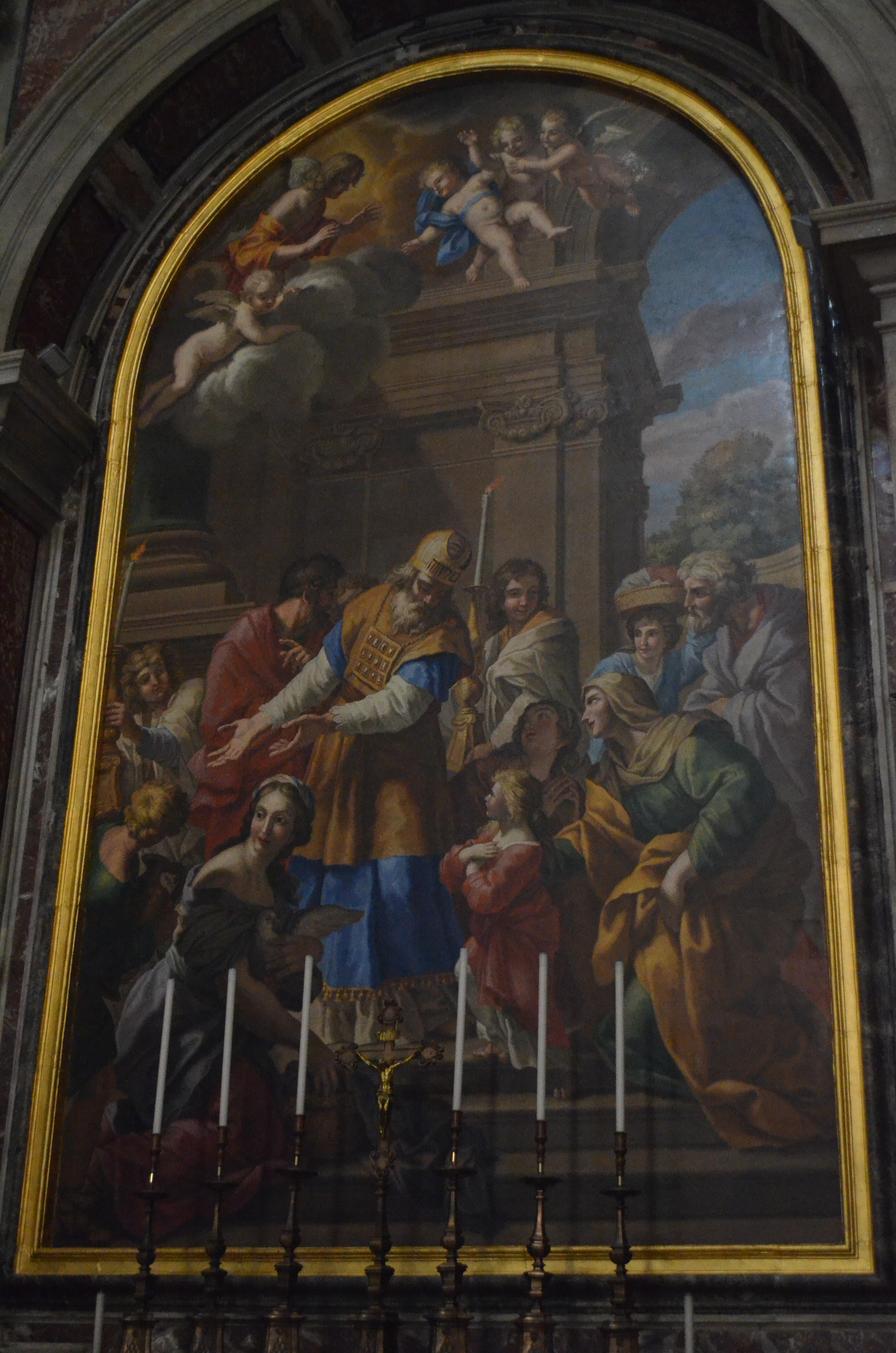
Altarbild der Kapelle des Tempelgangs

Die mittlere Kapelle des südlichen Seitenschiffes ist dem Tempelgang Mariens gewidmet. Diese Thematik, die in den Apokryphen überliefert wird, ist auch auf dem Altarbild (Nr. 67) der Kapelle dargestellt: Das Mosaik, das ein Gemälde von Giovanni Francesco Romanelli aus dem Jahr 1627 kopiert, zeigt, wie die dreijährige Maria die Stufen zum Jerusalemer Tempel hinaufsteigt, wo sie von einem Hohepriester empfangen wird. Hinter Maria sind ihre Eltern, Anna und Joachim, dargestellt. Unter der Mensa des Altares befindet sich der gläserne Sarg des heiliggesprochenen Papstes Pius X.
An den Seitenwänden der Kapelle sind, ähnlich wie in der gegenüberliegenden Sebastiankapelle, zwei Papstdenkmäler aufgestellt: links das von Benedikt XV. (Nr. 68, Abb.), rechts eine Darstellung von Johannes XXIII. (Nr. 66).
In der Kuppel des Vestibüls des Tempelgangkapelle (Abb.) sind mit den Motiven Maria als apokalyptisches Weib bei Gottvater und dem Kampf vom Guten gegen das Böse Szenen aus der Apokalypse dargestellt. Die Pendentifs zeigen Noah, Gideon, Bileam und Aaron. Entworfen wurden diese Mosaike 1704 von Giuseppe Bartolomeo Chiari.

#### Chorkapelle

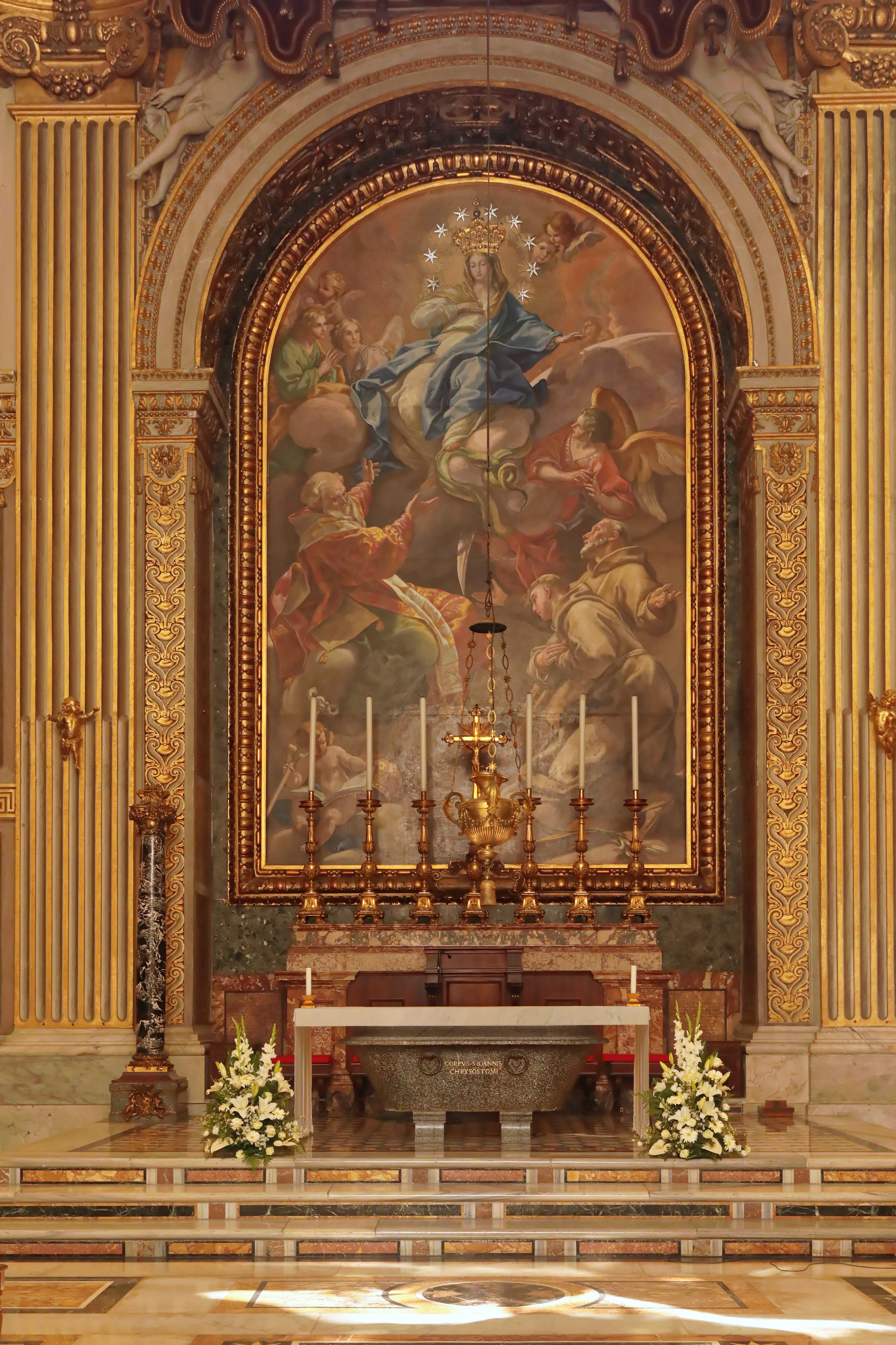
Innenansicht und Altar der Chorkapelle

Die Chorkapelle (Nr. 63) ist die westlichste Kapelle im südlichen Seitenschiff und ähnelt sowohl in ihrer äußeren Gestalt als auch im Grundriss der gegenüberliegenden Sakramentskapelle. So ist auch die Chorkapelle durch ein Gitter in ihrem Eingang vom restlichen Kirchenraum abgetrennt. Dieses Gitter wurde im Jahr 1758 von Giuseppe Giardoni geschaffen und ersetzte eine Gittertür von Francesco Borromini.
In der Chorkapelle, in der auch eine Zeit lang die Pietà von Michelangelo stand, hält das Kapitel des Petersdomes seit 1614 das Stundengebet ab. Das Chorgestühl, in dem das Kapitel dazu Platz nimmt, wurde von Gian Lorenzo Bernini entworfen. Die Decke und die Wände der Kapelle sind mit vergoldeten Stuckaturen besetzt; von Giovanni Battista Ricci geschaffene Stuckreliefs zeigen die Mysterien der Freuden der Immaculata.
Das von einem Baldachin bekrönte Altarmosaik (Nr. 62) ist der Patronin der Kapelle, der Maria Immaculata gewidmet. Es entstand um 1745 nach Vorlagen von Pietro Bianchi und Enrico Ennuo. Im oberen Teil des Altarbildes ist Maria in der Ikonografie der Unbefleckten Empfängnis dargestellt, thronend auf einer von Engeln umgebenden Wolke. Die rechte Bildhälfte zeigt die hll. Franz von Assisi und Antonius von Padua, die Maria verehren. Links ist Johannes Chrysostomos im Ornat eines Patriarchen dargestellt. Reliquien dieses Heiligen sollen 1626 im Altartisch der Chorkapelle beigesetzt worden sein. Die Darstellung Mariens auf dem Altarbild wurde 1854 von Papst Pius IX. anlässlich der Verkündigung des Dogmas der Unbefleckten Empfängnis gekrönt. Zum 50-jährigen Jubiläum des Dogmas ließ Papst Pius X. dem Altarbild zwölf diamantenbesetzte Sterne hinzufügen, die einen Nimbus um das Haupt Mariens bilden.
Neben dem Altar ist eine antike Säule aus schwarzem Marmor aufgestellt; sie war ein Geschenk von Papst Pius VI. und dient als Osterleuchter der Kapelle.
Das Mosaik in der Kuppel des Vestibüls der Kapelle (Abb.) zeigt Gottvater mit den vier apokalyptischen Thronwesen und den 24 Ältesten. In den Pendentifs der Kuppel sind die Propheten Daniel, Jona, Habakuk und König David dargestellt. Die Bildkomposition geht unter anderem auf Marcantonio Franceschini zurück.

#### Grab- und Denkmäler in den Durchgängen der Seitenschiffe
In den Durchgängen, die die Vestibüle der Seitenschiffkapellen verbinden, stehen zu beiden Seiten Grab- bzw. Denkmäler, die vor allem verschiedenen Päpsten, aber auch einigen für die katholische Kirche bedeutsamen Persönlichkeiten gewidmet sind.
Im östlichsten Durchgang vom nördlichen Seitenschiff steht an der Südwand das Monument für Christine von Schweden (Nr. 10). Es wurde im Jahr 1700 von Carlo Fontana entworfen. Christine von Schweden, die Tochter des schwedischen Königs Gustav Adolf, der im Dreißigjährigen Krieg auf der Seite der deutschen Protestanten kämpfte, konvertierte 1655 in Innsbruck zum Katholizismus. Dieses Ereignis zeigt das Relief am Sarkophag des Monumentes. Oben auf dem Sarkophag sind zwei Putten dargestellt, die mit Zepter, Schwert und einer Krone spielen. Über den Putten ist ein Bronzemedaillon mit dem Konterfei von Christine angebracht.
Gegenüber dem Monument für Christine von Schweden befindet sich das Grabmal für Papst Leo XII. (Nr. 11) von Giuseppe de Fabris aus dem Jahr 1836. Es zeigt den segnenden Papst vor der sog. Sedia gestatoria, einem tragbaren Papstthron, stehend. Darüber sind Allegorien der Religion (links) und Gerechtigkeit (rechts) dargestellt.
Im mittleren Durchgang des nördlichen Seitenschiffes, zwischen den Vestibülen der Sebastians- und der Sakramentskapelle, sind die Grabmäler für Mathilde von Tuszien und Papst Innozenz XII. aufgestellt. Das Monument für Mathilde von Tuszien (Nr. 15) befindet sich an der Südseite des Durchgangs und wurde nach einem Auftrag Urbans VIII. im Jahr 1635 von Gian Lorenzo Bernini konzipiert. Das Relief auf dem Sarkophag des Monumentes stellt den Kniefall von Heinrich IV. vor Papst Gregor VII. dar, der sich vor dem Hintergrund des Gangs nach Canossa ereignete. Der Handlungsort, die Burg Canossa, war zu diesem Zeitpunkt die Residenz von Mathilde. Über dem Sarkophag ist selbige zusammen mit Tiara und Schlüsseln als Wahrerin des Papsttums dargestellt.
Das Grabmal für Papst Innozenz XII. (Nr. 16) wurde von Filippo della Valle 1746 geschaffen und zeigt den Papst zwischen der Allegorie der Barmherzigkeit (links) und Justitia (rechts). Es steht an der Nordseite des Durchgangs.
An der Nordwand des westlichsten Durchgangs im nördlichen Seitenschiff, der das Vestibül der Sakramentskapelle mit der Capellea Gragoriana verbindet, befindet sich das Grabmal von Papst Gregor XIII. (Nr. 18), das von Camillo Rusconi im Jahr 1723 vollendet wurde. Das Relief auf dem Sarkophag des Grabmals zeigt die gregorianische Kalenderreform, die Gregor XIII. im Jahr 1582 vollzog. Zu den Seiten des Sarkophags stehen zwei Allegorien der Religion. Unter dem Sarkophag ist ein Drache dargestellt, das Wappentier der Familie Boncompagni, aus der Gregor XIII. stammte. Über dem Sarkophag thront eine Marmorfigur des Papstes in Segensgestus.
An der gegenüberliegenden Seite des Durchgangs ist das Grabmal von Gregor XIV. (Nr. 19) angebracht. Es wurde von Prospero da Brescia in den Jahren von 1590 bis 1591 geschaffen und ist im Vergleich zu den anderen Papstmonumenten im Petersdom relativ schlicht gehalten: Ein einfacher Sarkophag steht in einem Bogen. Im Giebel des Bogens tragen zwei Engel das Wappen des Papstes. Daneben sind weibliche Allegorien der Religion (links) und der Gerechtigkeit (rechts) dargestellt. Grund für die schlichte Gestaltung ist einer Überlieferung zufolge ein Geldmangel in den päpstlichen Kassen, der durch das kostspielige Leben des Pontifex verursacht wurde.

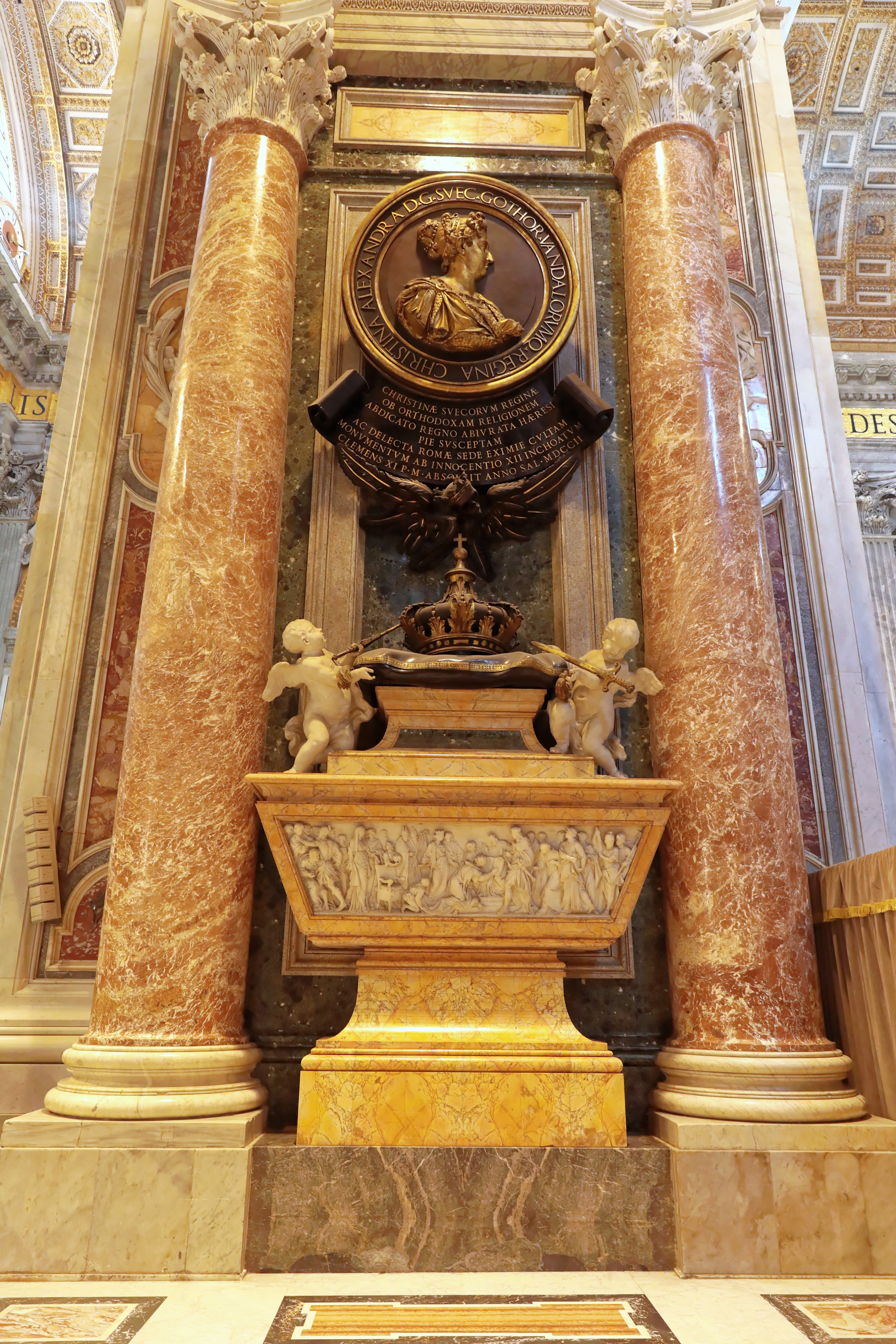
Monument für Christine von Schweden (Detail)
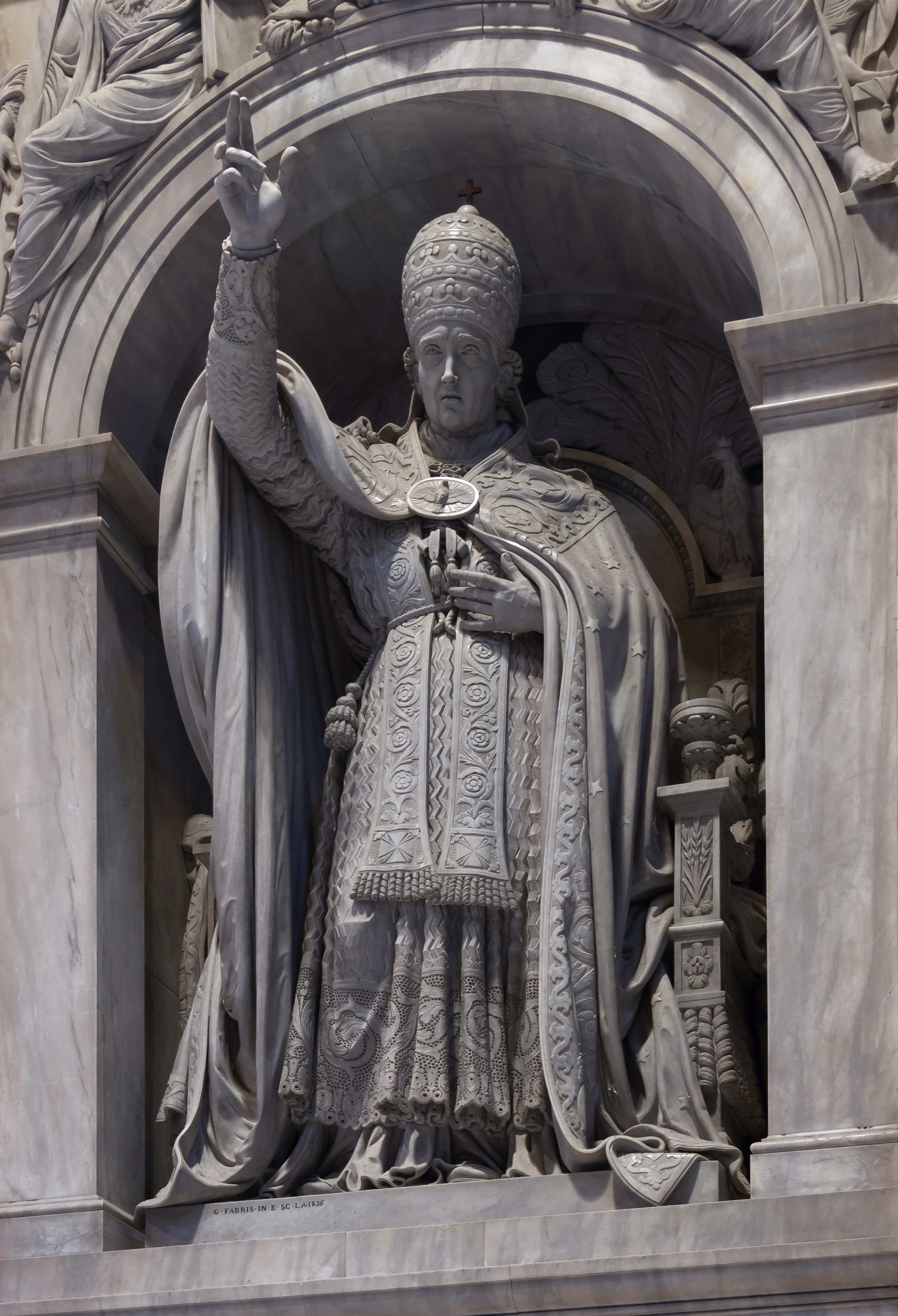
Grabmal für Leo XII.
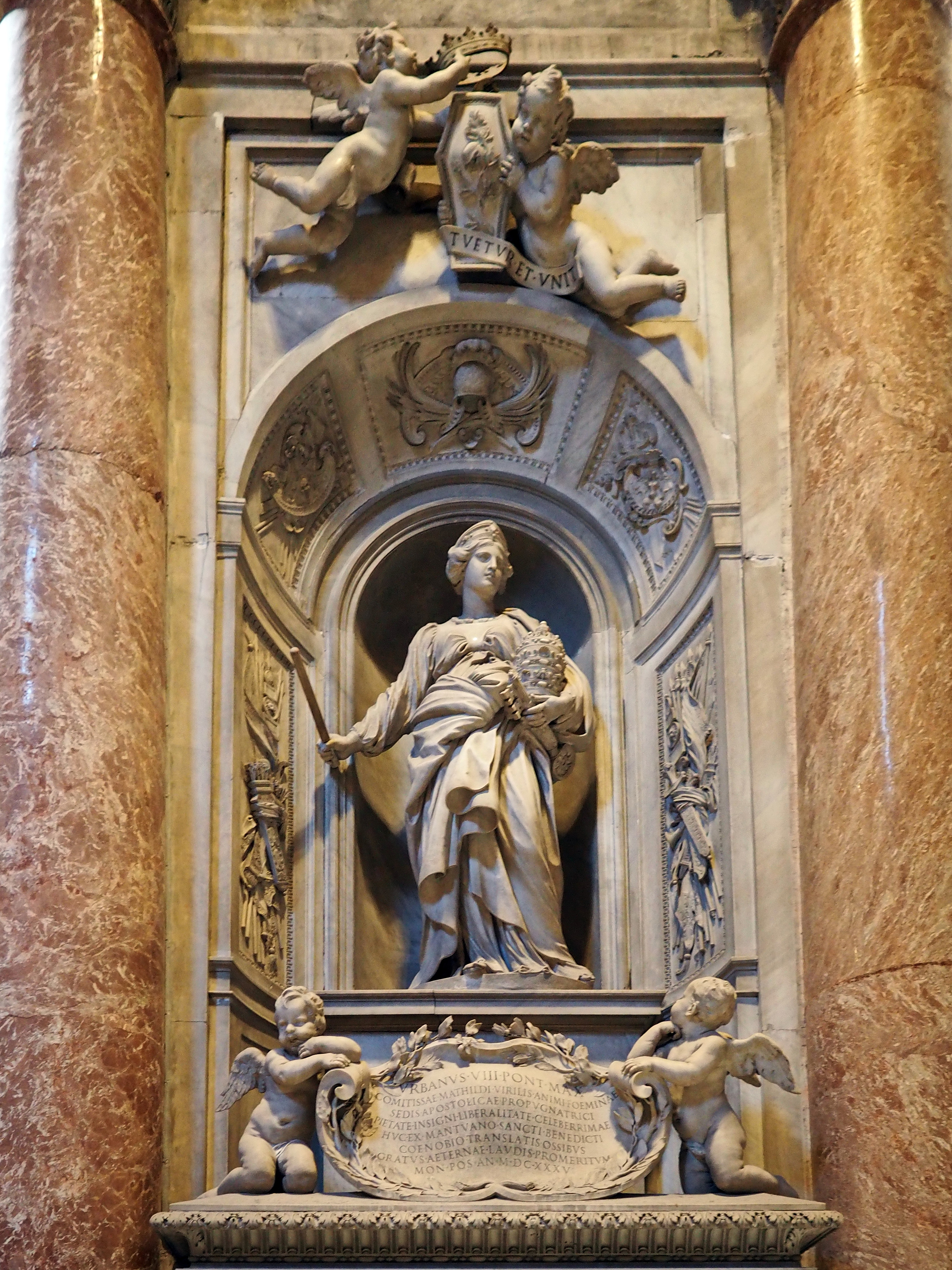
Monument für Mathilde von Tuszien
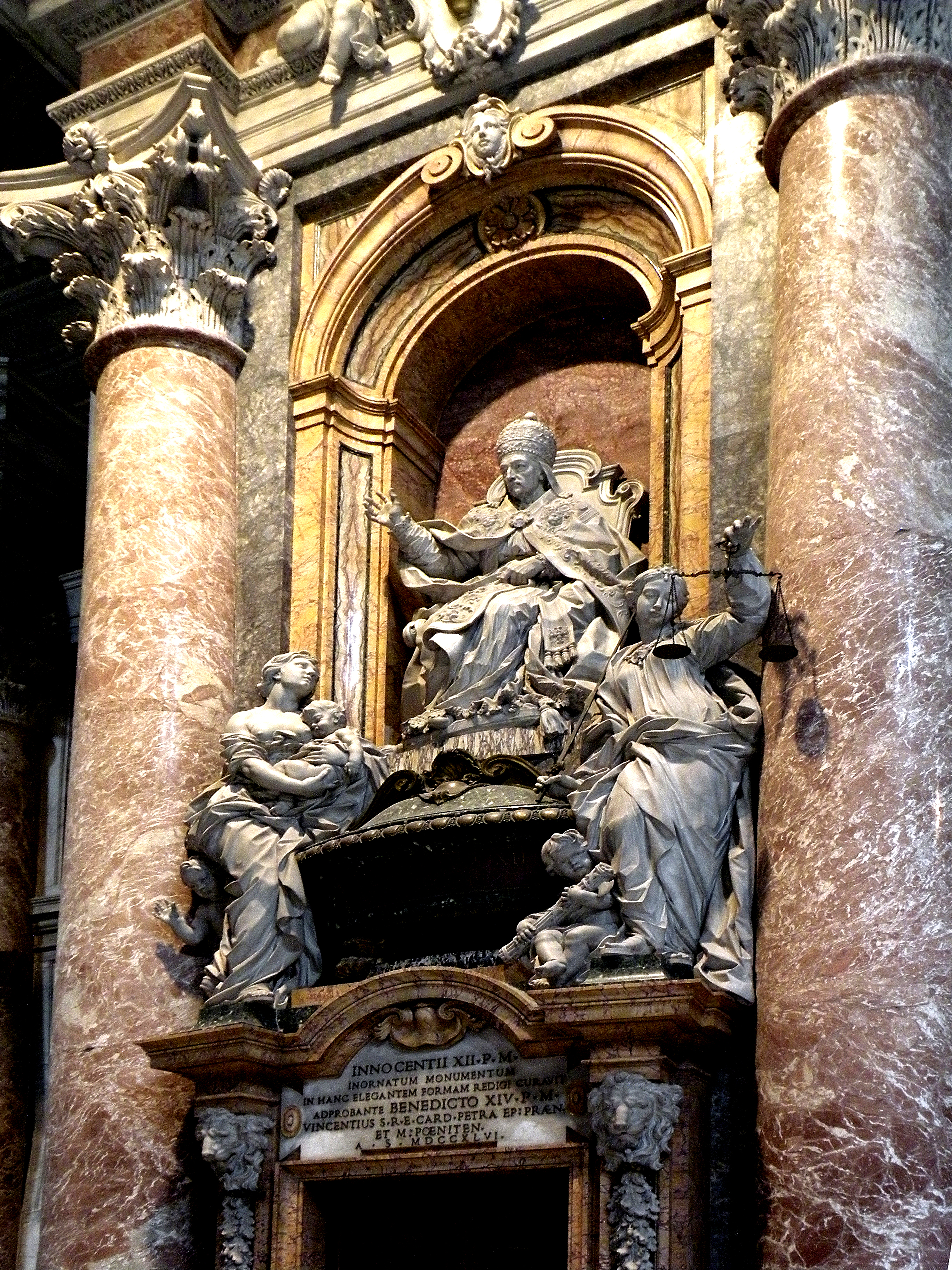
Grabmal für Innozenz XII.
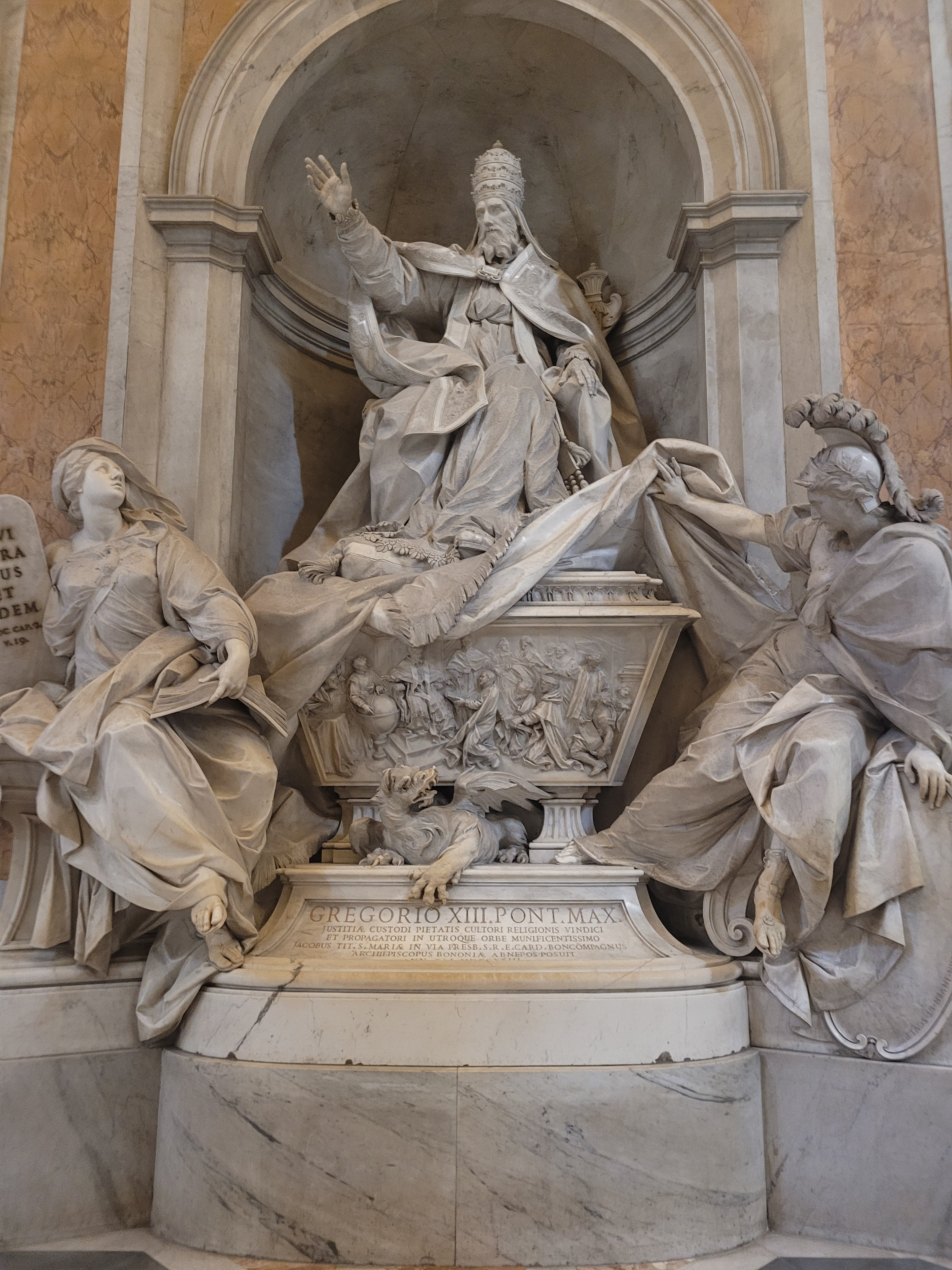
Grabmal für Gregor XIII.

Die beiden Monumente im östlichsten Durchgang des südlichen Seitenschiffes sind dem englischen Herrschergeschlecht der Stuarts gewidmet. So befindet sich an der Südwand des Durchgangs das Grabmal von Maria Clementina Sobieska (Nr. 69), welche die Gemahlin des englischen Königs Jakob III. war. Das Grabmal, das im Jahr 1745 von Filippo Barigioni entworfen wurde, zeigt über dem Sarkophag eine weibliche Allegorie der Liebe, die zusammen mit einem Putto ein Porträtmedaillon von der Verstorbenen hält. Dieses Porträt ist in Mosaik ausgeführt und wurde von Pietro Paolo Cristofari geschaffen. Unterhalb des Grabmals befindet sich ein Zugang zu Dach und Kuppel des Petersdomes.
Gegenüber, an der Nordseite des Durchgangs, ist das sogenannte Denkmal der letzten Stuarts (Nr. 70) aufgestellt. Dieses ist dem Ehemann von Maria Clementina Sobieska, König Jakob III., und seinen Söhnen Charles Edward und Henry Benedict gewidmet, die auch im oberen Bereich des pyramidenartigen Monumentaufbaues dargestellt sind. Der untere Bereich des Denkmals zeigt ein geschlossenes Portal, zu dessen Seiten zwei Todesgenien stehen.
Das monumentale Wandgrabmal von Papst Innozenz VIII. (Nr. 65) befindet sich im Durchgang zwischen den Vestibülen der Tempelgangs- und der Chorkapelle an der nördlichen Seite. Es wurde von Antonio Pollaiuolo in Bronze geschaffen und 1498 fertiggestellt. Das Grabmal besteht aus einem Sarkophag mit einem darauf liegenden Abbild des Toten und einer darüber befindlichen thronenden Figur des Pontifex. Es wurde ursprünglich in Alt-St. Peter errichtet und im 17. Jahrhundert in den neuen Petersdom transferiert. Es ist das einzige Grabmal, das aus dem Bestand der konstantinischen Basilika in die neue Kirche übernommen wurde.
An der gegenüberliegenden Durchgangsseite ist ein Denkmal für Papst Pius X. (Nr. 64) angebracht, dessen Gebeine im Altar der Tempelgangkapelle ruhen. Das Denkmal wurde 1923 von Enrico Astorri entworfen und zeigt den Papst mit zum Himmel erhobenen Armen. Auf dem Portal unterhalb der Marmorfigur sind Szenen aus dem Leben Pius’ X. dargestellt.
Im westlichsten Durchgang des südlichen Seitenschiffes steht an der Südwand das Grabmal Papst Leos XI. (Nr. 60), das 1644 von Alessandro Algardi geplant wurde. Es zeigt den Papst über einem Sarkophag thronend, umgeben von den weiblichen Allegorien der Stärke (links) und der Großzügigkeit (rechts). Der Sarkophag ist mit einem Relief verziert, das zwei Szenen zeigt, die sich vor dem Beginn von Leos nur 27 Tage währenden Pontifikates ereigneten, als er Apostolischer Nuntius in Frankreich war: Die Ablehnung des Protestantismus durch den französischen König Heinrich IV. und die Unterzeichnung des Friedens von Vervins.
Gegenüberliegend, an der Nordwand des Durchgangs, befindet sich das Grabmal von Papst Innozenz XI. (Nr. 61). Es wurde von Pierre-Étienne Monnot geschaffen und zeigt den Papst, von den Allegorien des Glaubens (links) und der Stärke (rechts) umrahmt. Der Sockel, auf dem die Marmorfigur des Papstes steht, zeigt den Sieg über die Türken vor Wien, der sich während seines Pontifikats ereignete. Der Leichnam von Innozenz XI. ist im Altar der Verklärung Christi aufgebahrt.

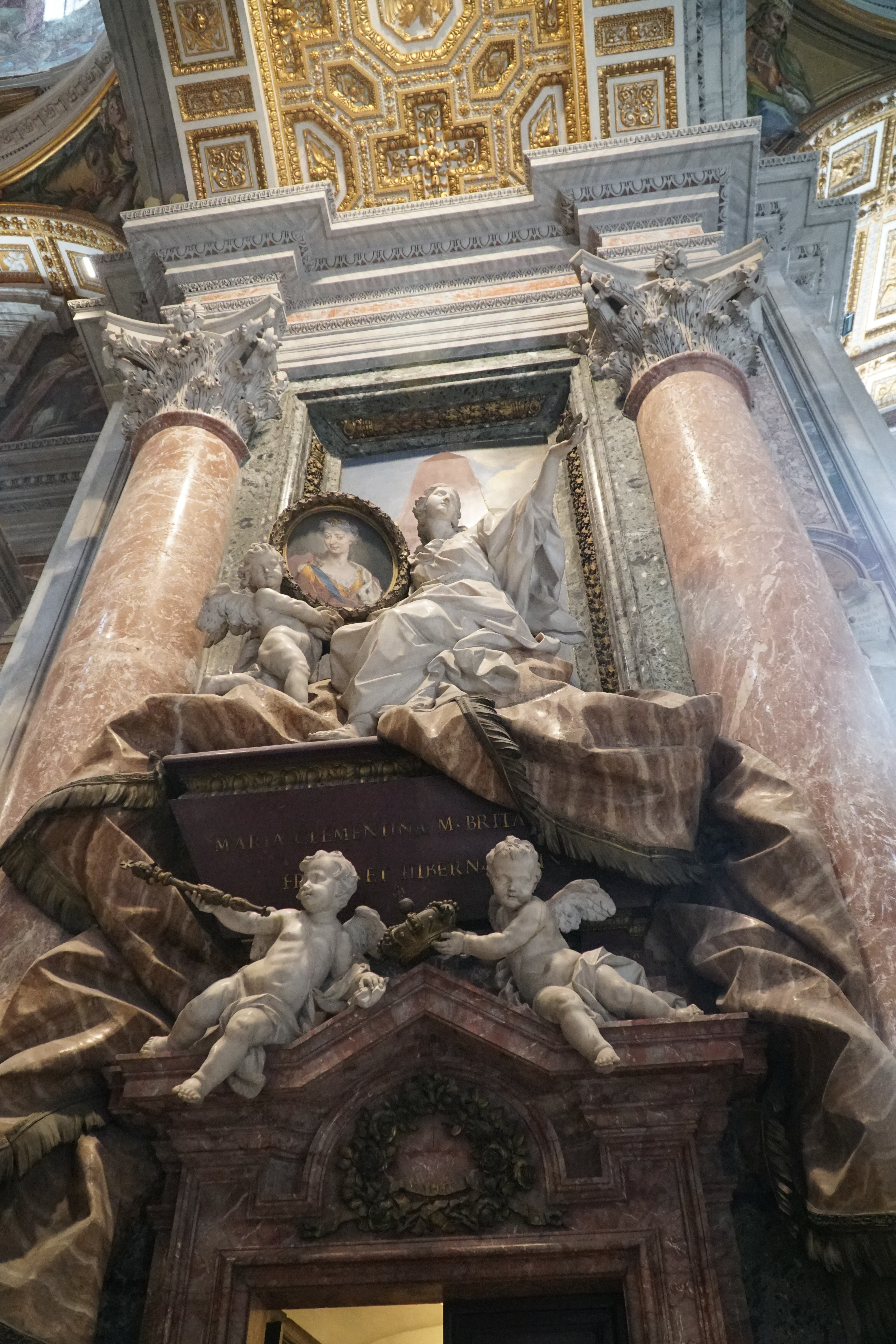
Grabmal für Maria Clementina Sobieska (Detail)
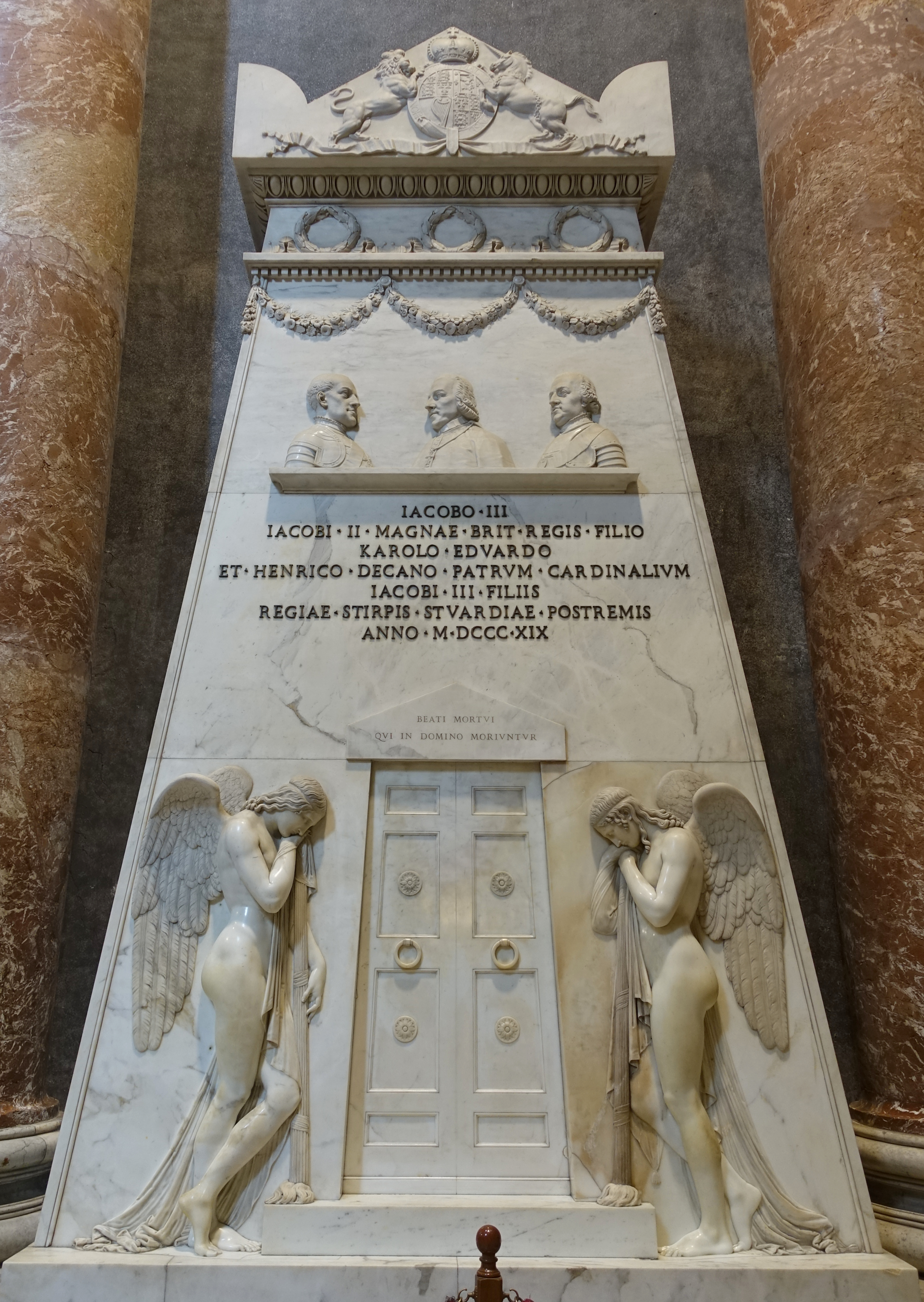
Denkmal der letzten Stuarts
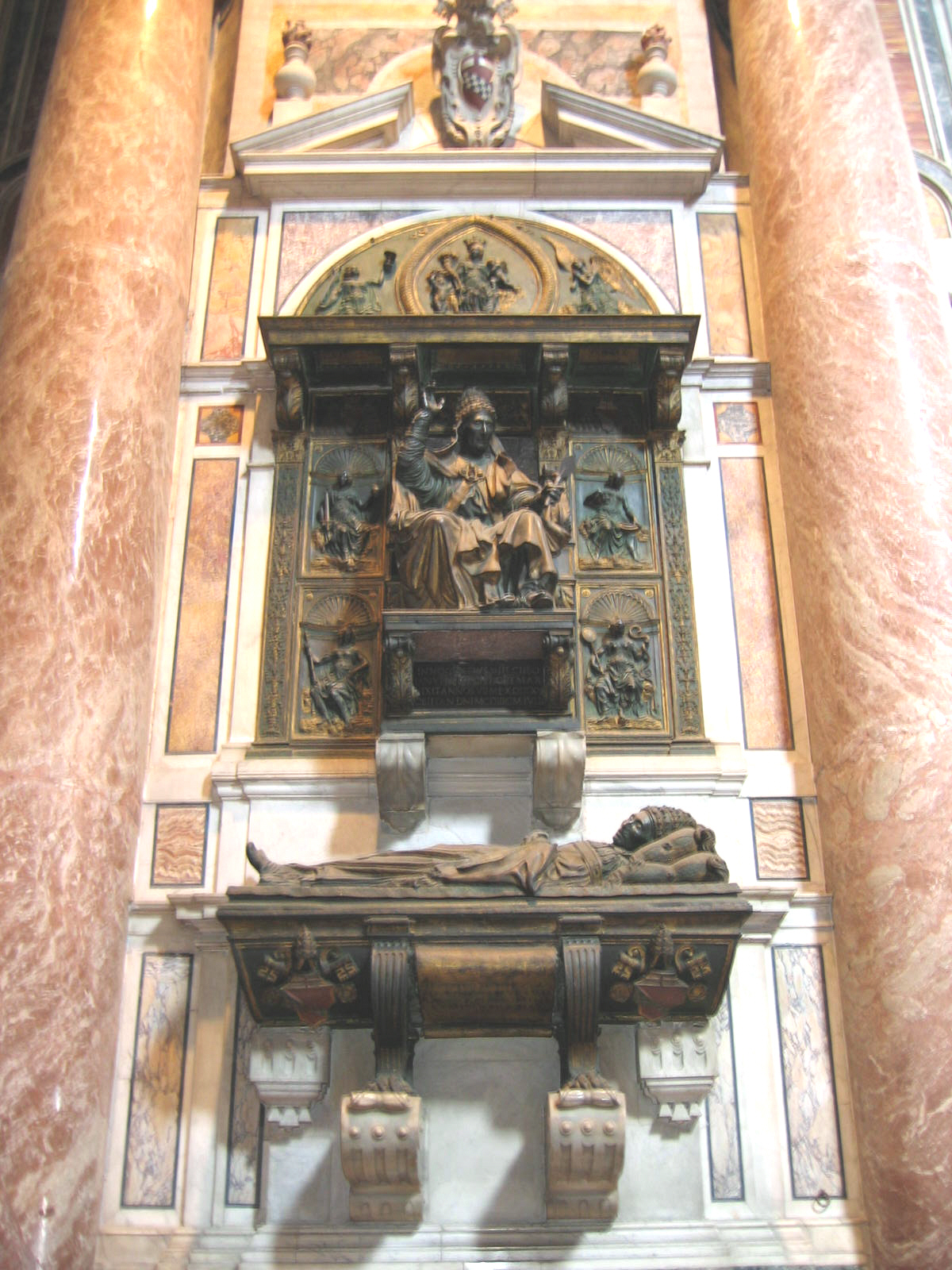
Grabmal für Innozenz VIII.
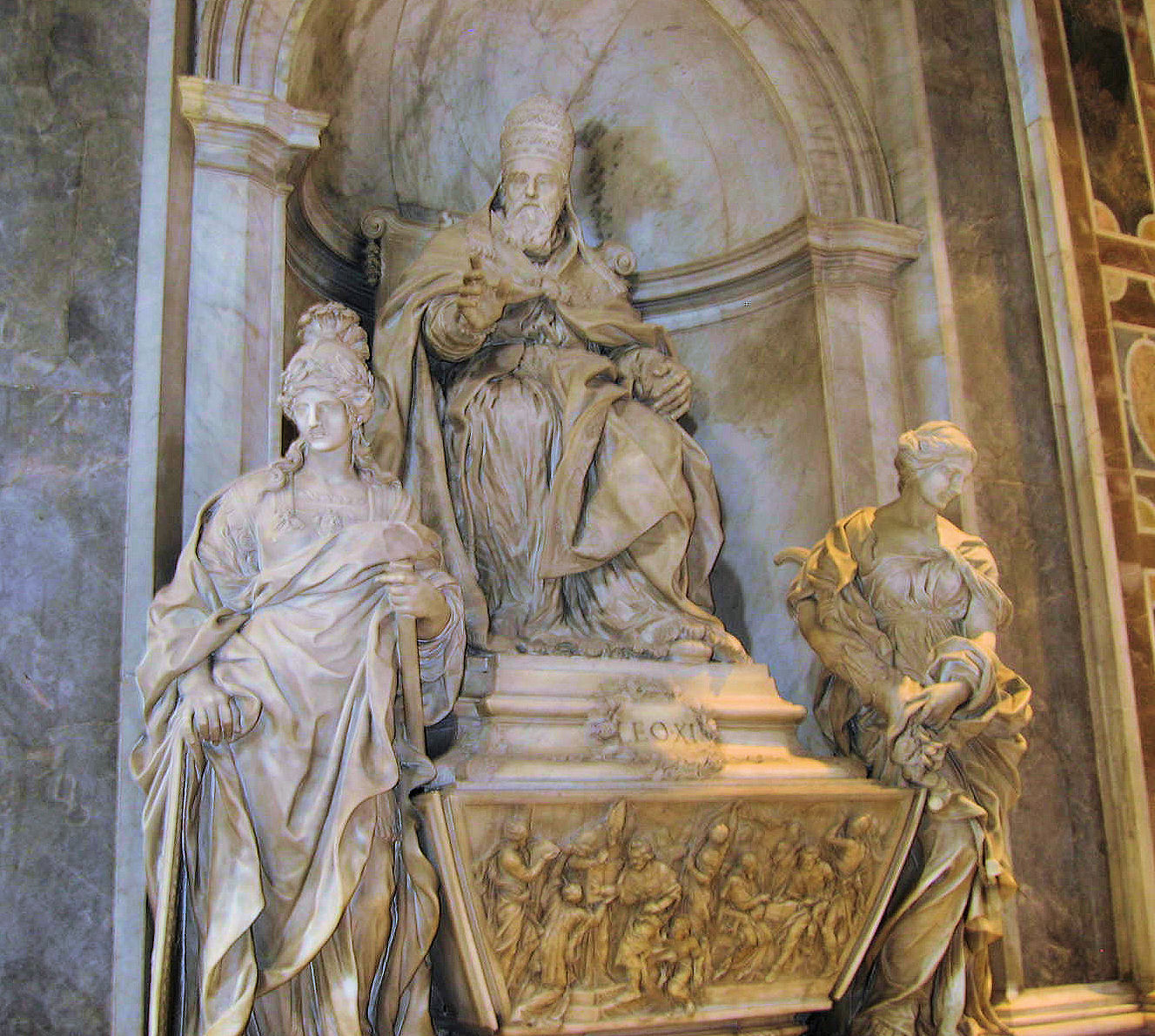
Grabmal für Leo XI.
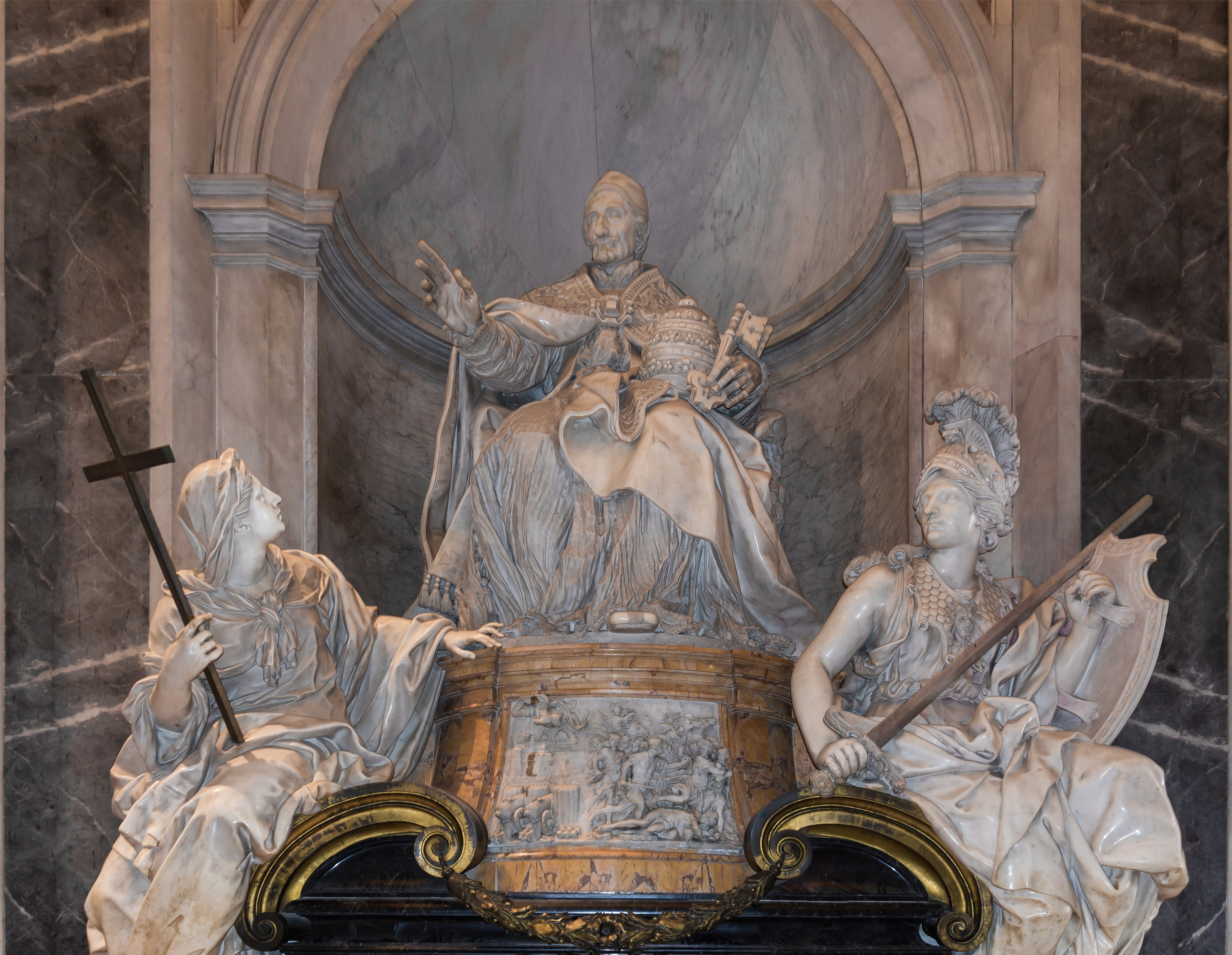
Grabmal für Innozenz XI.

### Vierung
Die Vierung des Petersdomes bildet zusammen mit dem Papstaltar das räumliche wie liturgische Zentrum der Basilika. Über ihr wölbt sich die monumentale Kuppel von Michelangelo. Unterhalb des Papstaltares, über dem sich das bronzene Ziborium erhebt, liegt das vermutete Petrusgrab, um welches die Vatikanischen Grotten mit der Confessio angelegt sind. Die heutige Gestaltung der Vierung entwarf zum Großteil Gian Lorenzo Bernini.

#### Hauptkuppel und Vierungspfeiler

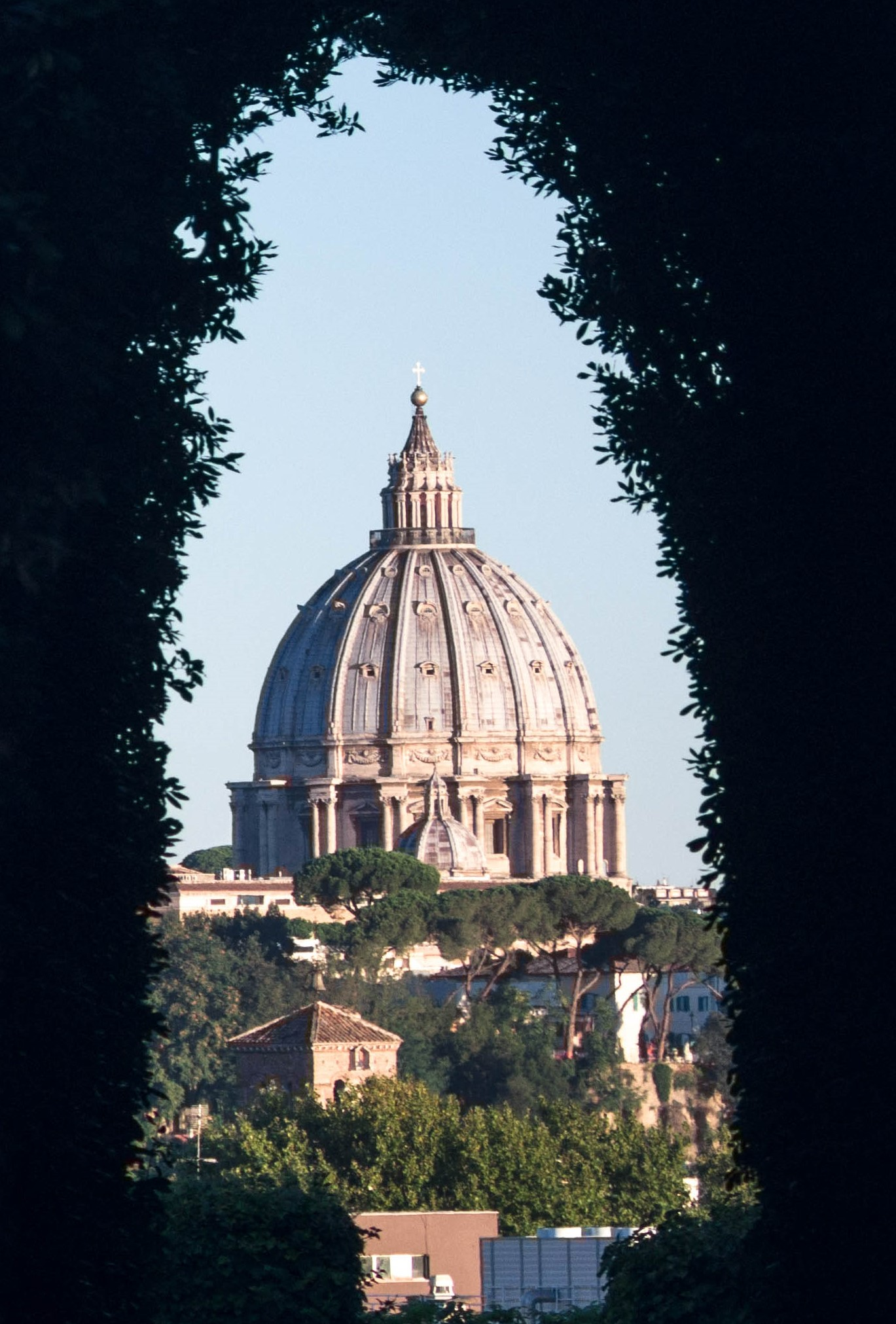
Ansicht der Hauptkuppel durch das Schlüsselloch der Villa del Priorato di Malta

Die doppelschalige, 16-eckige Hauptkuppel des Petersdomes geht auf die Pläne von Michelangelo zurück und gilt als das größte freitragende Bauwerk der Welt, das aus Ziegeln errichtet wurde. Im Jahr 1591 wurde die Kuppel unter Giacomo della Porta sieben Meter höher als ursprünglich geplant vollendet. Sie hat einen Durchmesser von 42,34 Metern und ist 43,20 Meter hoch (das Pantheon ist 86 Zentimeter breiter, dafür aber niedriger). Zusammen mit der Laterne (Abb.), die eine Höhe von 16,6 Metern hat, dem Tambour und den 53 Meter hohen Vierungspfeilern ergibt sich eine Gesamthöhe von 133,30 Metern; im Inneren sind es 117,57 Meter.
Den horizontalen Schubkräften der Kuppel wird durch zwei aus Eisenketten bestehende Ringanker von 190 Spannen Durchmesser entgegengewirkt. Nachdem mehr als 100 Jahre nach Fertigstellung der Kuppel vertikal verlaufende Risse in dieser auftraten, bekamen drei Mathematikprofessoren den Auftrag von Papst Benedikt XIV., die Ursache dafür zu finden und Lösungsvorschläge zu unterbreiten. Sie erstellten 1743 eine Abhandlung, die (im Gegensatz zur früheren Dimensionierung von Bauwerken meist auf empirischer Basis) als erste wissenschaftliche Untersuchung und Berechnung der Statik eines Bauwerks und somit als Vorläuferin der heutigen, modernen Tragwerksplanung gelten kann. Sie erkannten richtig, dass am Kuppelfuß viel zu große, nach außen wirkende horizontale Schubkräfte, dem Tambour und Strebepfeiler zu wenig Widerstand entgegensetzten, auftraten, und empfahlen die Stabilisierung der Kuppel mit fünf weiteren, um sie gelegten Eisenketten. Schadensbegünstigend war bei dieser Kuppel auch, dass die Ketten ohne Vorspannung formschlüssig in das Mauerwerk eingelegt wurden und ihre stabilisierende Wirkung erst nach einer gewissen Anspannung und Dehnung, wenn die Kuppel bereits verformt und rissig war, einsetzte.
Der Tambour, auf dem die Kuppel steht, wird von außen durch Säulenpaare gegliedert. Hinter diesen befinden sich Strebepfeiler, welche die Last der Kuppel auf die darunterliegenden Vierungspfeiler und -gewölbe ableiten. Zwischen den Tambourpfeilern befinden sich großformatige Fenster, die für eine gute Ausleuchtung der gesamten Vierung sorgen.
Die Laterne der Kuppel ist über mehr als 551 Stufen zu erreichen, die mit einem Lift zur Dachterrasse abgekürzt werden können (dann nur noch 320 Stufen). Die Treppenanlage, die zwischen den beiden Kuppelschalen verläuft, macht die statische Konstruktion anschaulich. Ein Blick vom Tambourumgang in das Innere von Basilika und Kuppel verdeutlicht die Ausmaße des Kirchenbaues. Von der die Laterne umgebenden Plattform (Abb.) bietet sich ein Panoramablick über den vatikanischen Hügel, den Petersplatz und das umgebende Rom.

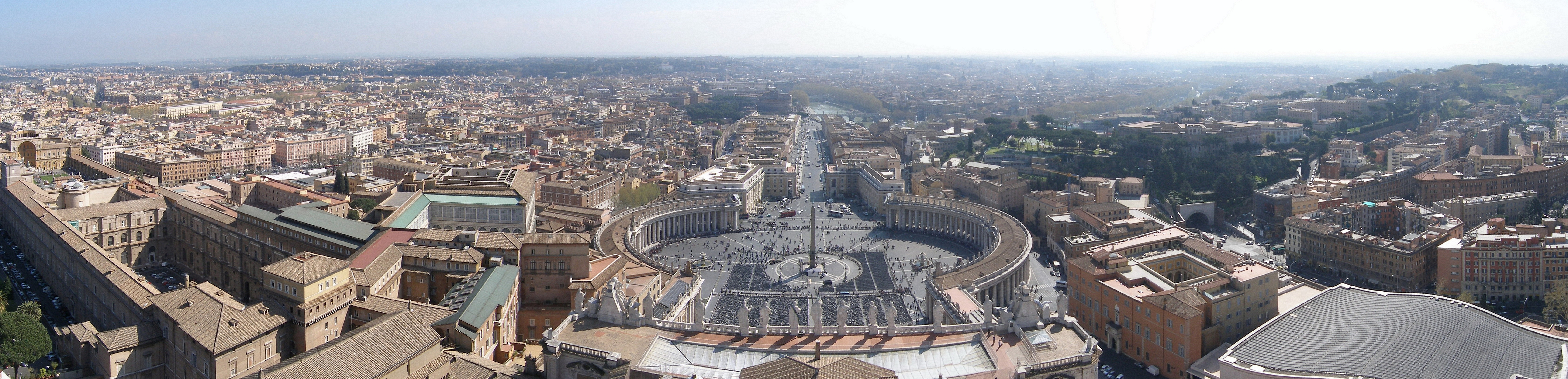
Panoramabild: Vatikanische Museen, der Petersplatz und die Vatikanische Audienzhalle von der Hauptkuppel des Petersdomes aus gesehen

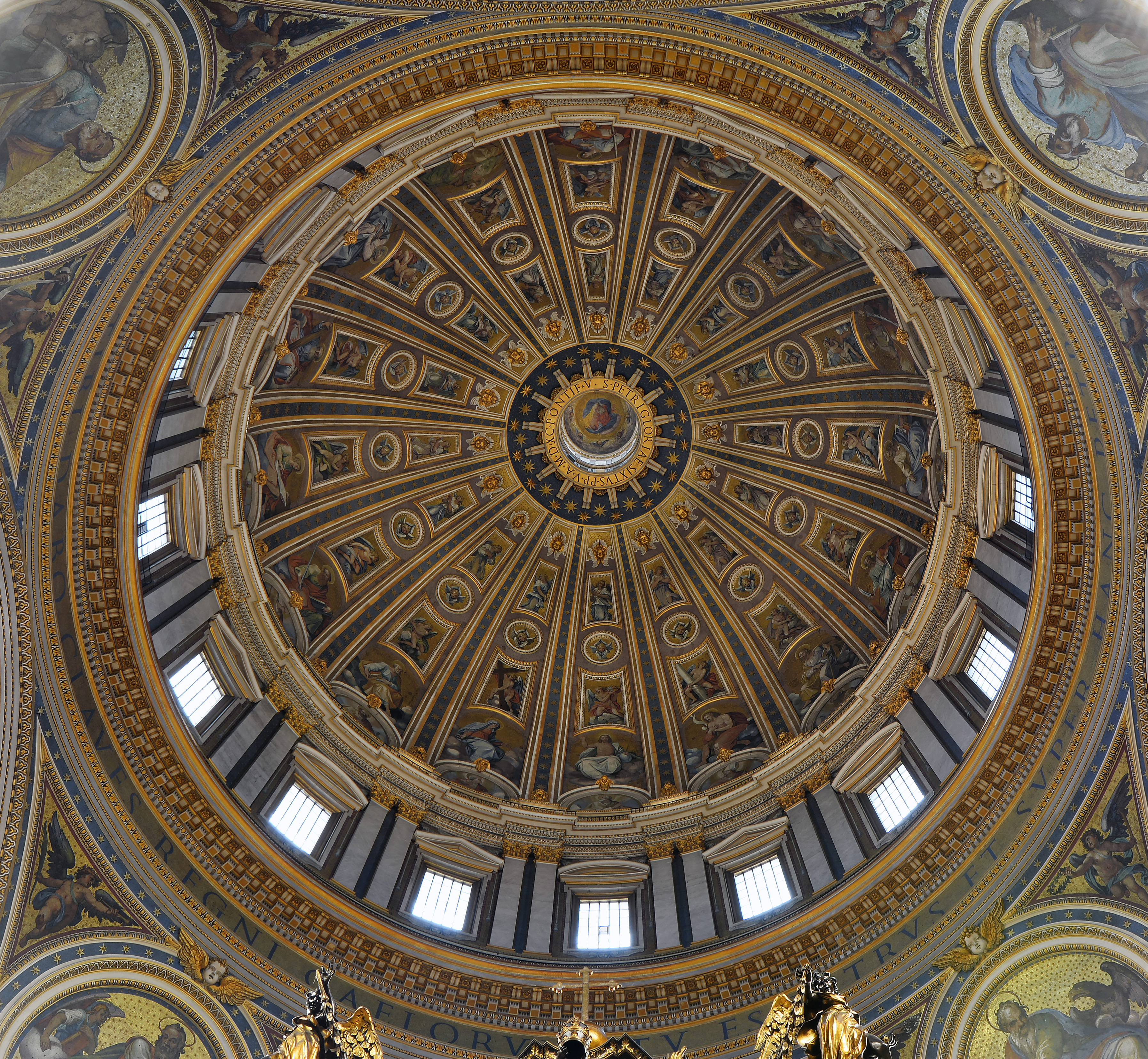
Inneres der Hauptkuppel

Die Innenflächen der Kuppel hatte Michelangelo eigentlich schlicht und nur von goldenen Stuckkartuschen geziert geplant. Dieser Entwurf entsprach nach der Fertigstellung der Kuppel jedoch nicht mehr dem aktuellen Zeitgeschmack. Daher beauftragte der Kardinal Cesare Baronio den Künstler Giuseppe Cesari im Jahr 1603 damit, ein Bildprogramm für die Kuppel zu entwerfen. Dabei bestand eine Schwierigkeit für den Künstler darin, das Bildprogramm an die bereits vorhandenen Rippen der Kuppel anzupassen.
Die von Cesari entworfenen Mosaiken sollen einen Blick in das Himmelsgewölbe darstellen. Darauf weisen unter anderem auch die Sterne hin, die sich auf den Kuppelrippen und im Goldgrund der Darstellungen wiederfinden. Das Bildprogramm ist in verschiedene Figurengruppen unterteilt, die in konzentrischen Kreisen angeordnet sind. Die unterste Figurengruppe in den Lünetten der Kuppelsegmente zeigt heilige Bischöfe, die, da sie keine Attribute bei sich tragen, keinen bestimmten Personen zugeordnet werden können.
In der Ebene darüber ist am westlichen Scheitel Christus als Pantokrator dargestellt, der von Maria (links) und Johannes dem Täufer (rechts) flankiert wird. Diese Anordnung erinnert an die Darstellungsform der Deesis, die sich unter anderem an einigen Apsiden römischer Kirchen wiederfindet. Die weiteren Personen der zweiten Figurengruppe stellen die zwölf Apostel zusammen mit Paulus dar. Dessen Darstellung befindet sich links von der des Petrus; dieser wiederum ist links von Maria abgebildet.
In den oberen Ebenen sind in Kartuschen Engel, Seraphim und Cherubim dargestellt. Seinen oberen Abschluss findet das Bildprogramm im Gewölbe der Laterne, welches den segnenden Gottvater zeigt. Am Übergang zur Laterne steht auf Latein in blauen Majuskeln die Widmungsinschrift der Kuppel:
Komplettiert wird das Bildprogramm durch die Mosaike in den Kartuschen der Kuppelpendentifs oberhalb der Vierungspfeiler. Sie gehen auf Giovanni de Vecchi und Cesare Nebbia zurück und wurden bereits in den Jahren von 1598 bis 1600 ausgeführt. Die Mosaike zeigen die vier Evangelisten, die das oben in der Kuppel dargestellte in ihren Evangelien verkündeten. Die Evangelisten sind zusammen mit ihren Symbolen abgebildet (vom südwestlichen Vierungspfeiler aus, im Uhrzeigersinn: Matthäus mit geflügeltem Mensch, Johannes mit Adler, Markus mit Löwe und Lukas mit Stier). Die Kartuschen, in denen sich die Mosaike befinden, haben jeweils einen Durchmesser von ungefähr 8,5 Metern.
Die großen fünfeckigen Vierungspfeiler, die die Kuppel, den Tambour und die Pendentifs tragen, haben einen Umfang von gut 71 Metern und eine Diagonale von je 24 Metern.
Sie gehen auf die ursprünglichen Planungen von Donato Bramante zurück und wurden unter Bernini vier bedeutenden Reliquien gewidmet: dem Schweißtuch der Veronika, einem Stück vom wahren Kreuz, der Heiligen Lanze und dem Haupt des Apostels Andreas. Letzteres wurde 1964 nach Patras überführt. In jedem Pfeiler befindet sich ein, über Wendeltreppen erreichbarer, Tresor zur Aufbewahrung der jeweiligen Reliquie. Welche Reliquie sich in welchem Pfeiler befindet bzw. befand, ist jeweils durch eine ungefähr 5 Meter hohe Skulptur gekennzeichnet, die in einer Nische in der dem Papstaltar zugewandten Pfeilerseite steht:
Der südwestliche Vierungspfeiler beherbergt das Schweißtuch der hl. Veronika. Sie ist in der von Francesco Mochi geschaffenen Figur (Nr. 80) in der Nische des Pfeilers dargestellt. Im nordwestlichen Pfeiler befindet sich das Partikel vom wahren Kreuz. In seiner Nische steht eine Statue der hl. Helena (Nr. 84), die Andrea Bolgi schuf. Helena, die Mutter Kaiser Konstantins, soll einer Überlieferung nach das Kreuz Jesu in Jerusalem gefunden und nach Rom gebracht haben. In der Nische des nordöstlichen Pfeilers steht die Skulptur des hl. Longinus (Nr. 88), die von Bernini geschaffen wurde. Longinus soll bei der Kreuzigung Christi seine Lanze in Jesu Seite gestochen haben und anschließend Christ geworden sein. Jene Lanze soll sich in diesem Pfeiler befinden. Im südöstlichen Vierungspfeiler befand sich der Schädel des hl. Andreas, dessen von François Duquesnoy geschaffene Figur (Nr. 76) in der Nische des Pfeilers steht.
Oberhalb der Nischen und Skulpturen befinden sich Balkone, bestimmt zur Aussetzung bzw. Präsentation der Reliquien. Über den Balkonen ist ein Relief angebracht, welches die jeweilige Reliquie (mit Ausnahme des Andreaskreuzes am südöstlichen Pfeiler) von Engeln umspielt zeigt. Die Reliefs sind von jenen gewundenen Säulen gerahmt, die in Alt-St. Peter vor dem Hochaltar standen und dort eine Pergola bildeten.

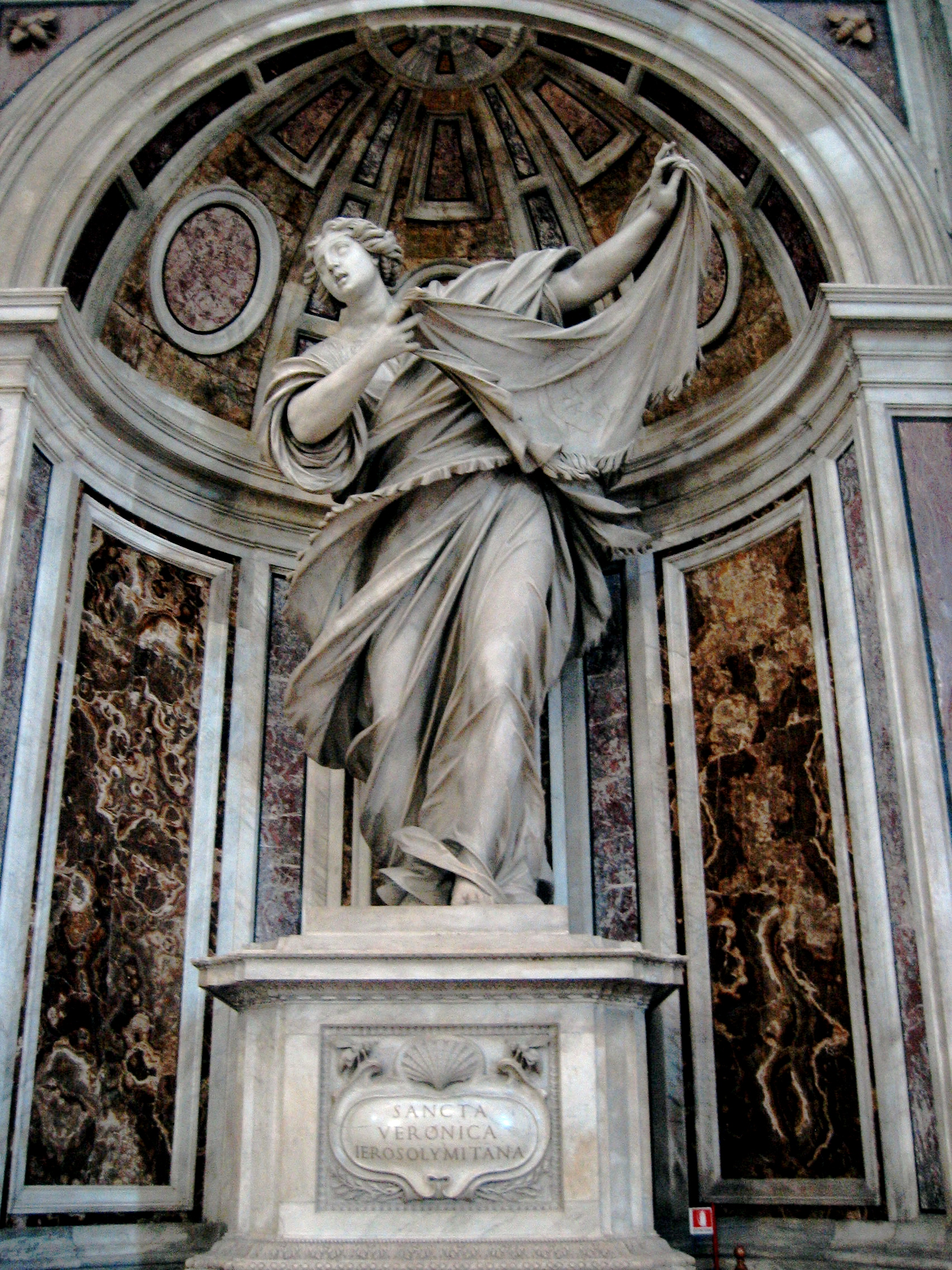
Figur der hl. Veronika von Francesco Mochi
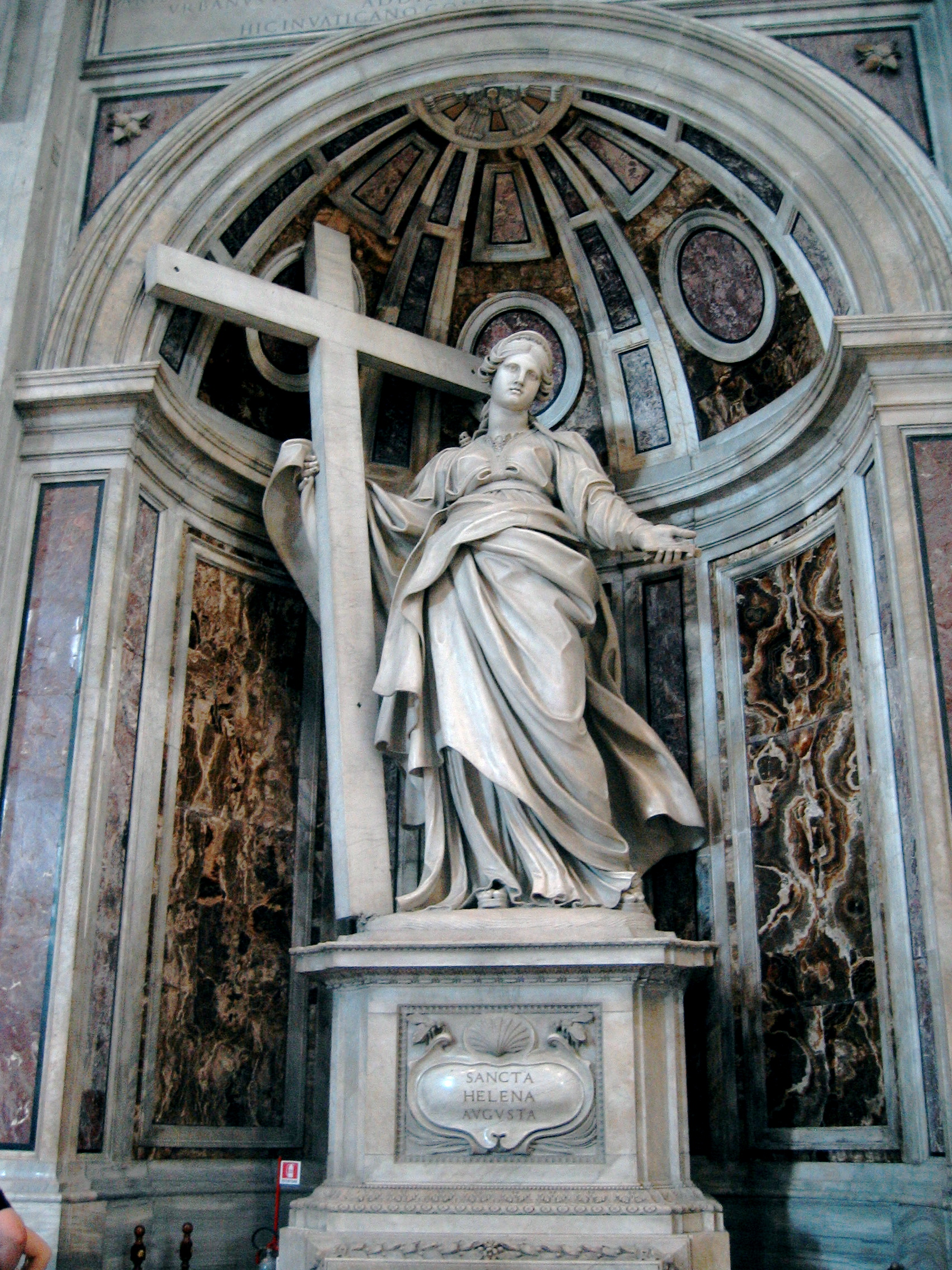
Figur der hl. Helena von Andrea Bolgi
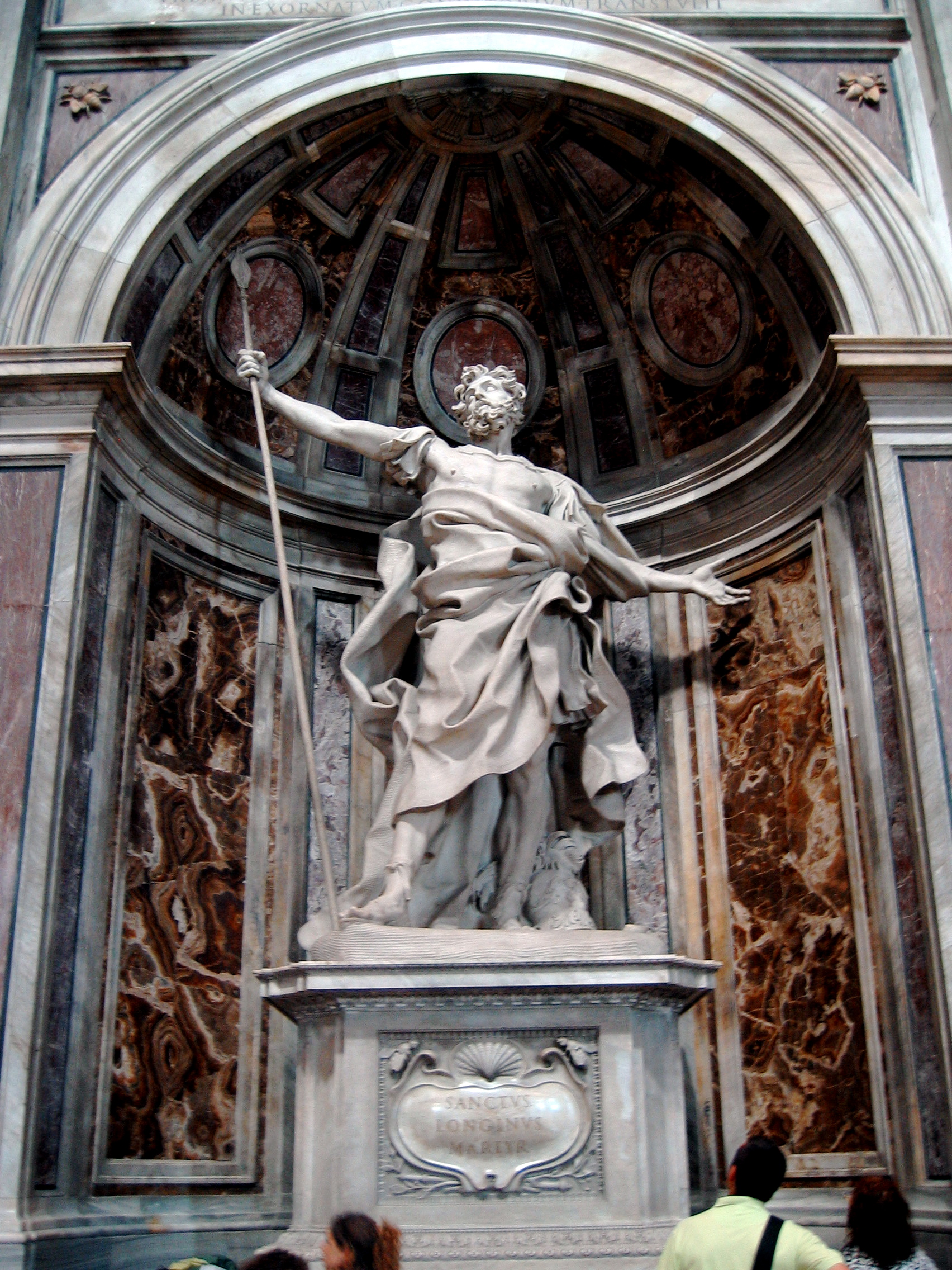
Figur des hl. Longinus von Bernini
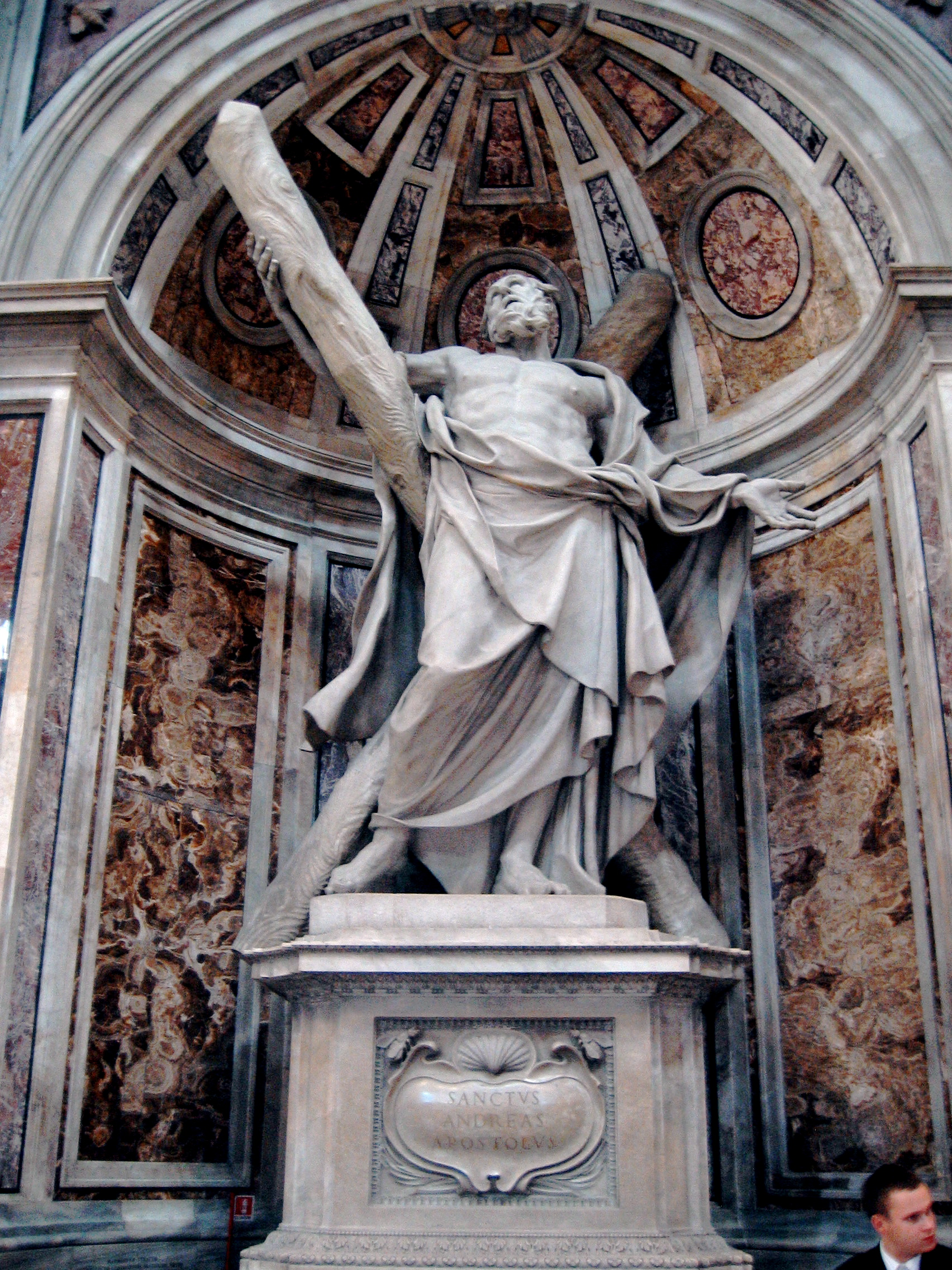
Figur des hl. Andreas von François Duquesnoy

#### Baldachin-Ziborium

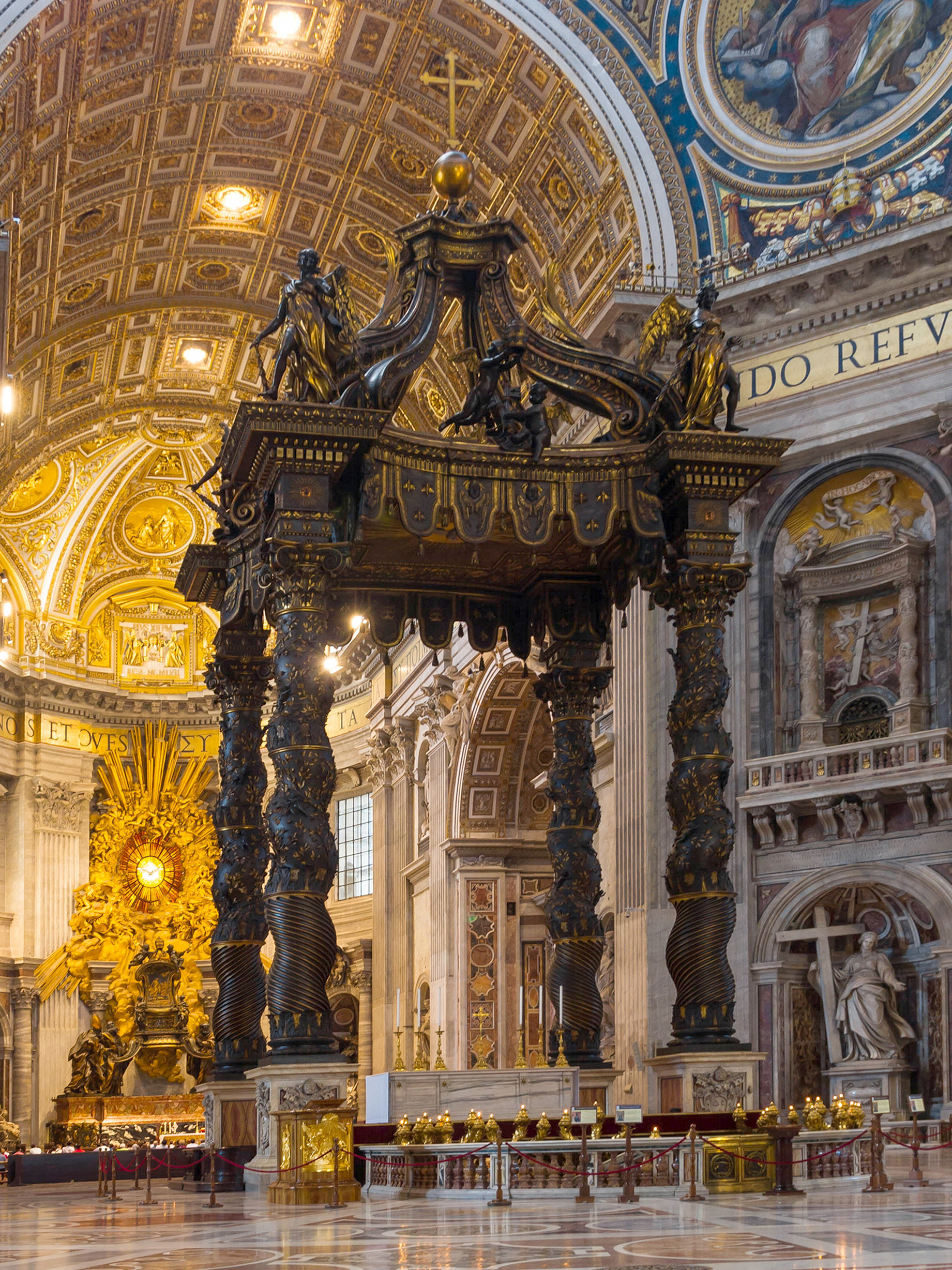
Baldachin-Ziborium, im Hintergrund sind der Helenapfeiler und die Cathedra Petri

An der Stelle, an der der heutige Papstaltar steht – im Zentrum der Vierung des Petersdomes direkt unterhalb der Hauptkuppel –, befand sich auch schon der Hochaltar von Alt-St. Peter, der mit einem Ziborium überbaut war. An diesen Gedanken anknüpfend, aber auch um dem Petrusgrab im Neubau eine optische Markierung zu geben, beauftragte Papst Urban VIII. Gian Lorenzo Bernini im Jahr 1624, ein neues Ziborium (Nr. 82) zu gestalten. Es wurde in teilvergoldeter Bronze ausgeführt. Um die für den Guss benötigten 93 Tonnen Material rasch zu beschaffen, ließ der Papst, der der Familie Barberini entstammte, im Jahr 1625 unter anderem die antike Decke des Pronaos (= Vorhalle) des Pantheons einschmelzen. Diese Maßnahme löste unter den Einwohnern Roms große Empörung aus. Ihre entrüstete Bemerkung Quod non fecerunt barbari, fecerunt Barberini (Was die Barbaren nicht gemacht haben, machten die Barberini) ist Sprichwort geworden.
Bei der Planung und Ausführung wurde Bernini von Francesco Borromini unterstützt. Paolo Portoghesi meint sogar, dass der Entwurf von Borromini stammt, da er seinem dynamisch-plastischen Stil nähersteht als dem Berninis. Konkret sei sogar Borromini damit beauftragt gewesen, wie man an der Zeichnung 762, die sich in der Albertina in Wien befindet, erkennen kann. In der endgültigen Ausführung wurde das Ziborium mit einem Baldachin überfangen. Die Inspiration für die gewundenen Säulen stammt von einer Pergola, die in Alt-St. Peter vor dem Petrusgrab stand. Die dort verwendeten antiken griechischen Säulen befinden sich heute unter anderem über den Balkonen der Vierungspfeiler. Die Schäfte der bronzenen Säulen sind im oberen Teil mit Lorbeer- und Olivenranken umwunden. Ihren Abschluss finden sie in kompositen Kapitellen, auf denen die Kämpfer des Baldachins ruhen. Im Jahr 1625 waren die Säulen fertiggestellt und wurden auf marmorne Postamente gesetzt. Auf ihnen ist das Wappen Papst Urbans VIII. angebracht; oberhalb der Wappenschilde sind schmerzverzogene Gesichter dargestellt. Außer den Wappen auf den Säulenpostamenten verweisen auch die Bienen (die Wappentiere der Barberini), die sich an den Säulen und an den Lambrequins (Zierblenden) des Baldachins wiederfinden, auf Papst Urban VIII. Und auch die Sonnenmasken an den Kämpfern oberhalb der Säulen sind heraldische Anspielungen auf die Familie Barberini.
Als krönenden oberen Abschluss befinden sich an den vier Ecken des Ziboriums vier Engel mit fahnenartigen Bändern in den Händen. An der unteren Innenseite des Baldachins ist eine Darstellung der Heiliggeisttaube im Strahlenkranz. Auf dem Tuch tummeln sich Putten, die mit Attributen der Apostelfürsten Petrus und Paulus und den Insignien des Papsttums (Buch, Schwert, Tiara und Schlüssel) spielen. Hinter den stehenden Engeln streben vier Voluten in die Höhe, die in einer Konsole enden. Den oberen Abschluss des Baldachins bildet in knapp 29 m Höhe ein goldenes, auf einer stilisierten Weltkugel stehendes Kreuz. Ursprünglich war die Figur eines auferstandenen Christus geplant, die sich jedoch für die Konstruktion als zu schwer erwies.
Das Ziborium wurde am 29. Juni 1633, zum Fest Peter und Paul, enthüllt. 1635 wurden die letzten kleinen Details vollendet.
Im Jahr 2024 wurde der Baldachin in einem Zeitraum von mehr als acht Monaten restauriert. Die auf 700.000 Euro veranschlagten Reinigungskosten sollen die Kolumbusritter, eine konservative US-amerikanische Vereinigung von Katholiken, übernommen haben. Es war dies die erste Restaurierung seit rund 250 Jahren, die letzte fand im Jahr 1758 statt. Bei den jüngsten Arbeiten wurden verschiedene Gegenstände der damaligen Arbeiter gefunden, darunter auch ein Kinderschuh. Es wird deshalb angenommen, dass seinerzeit auch Minderjährige im Einsatz waren.

#### Papstaltar und Ambo

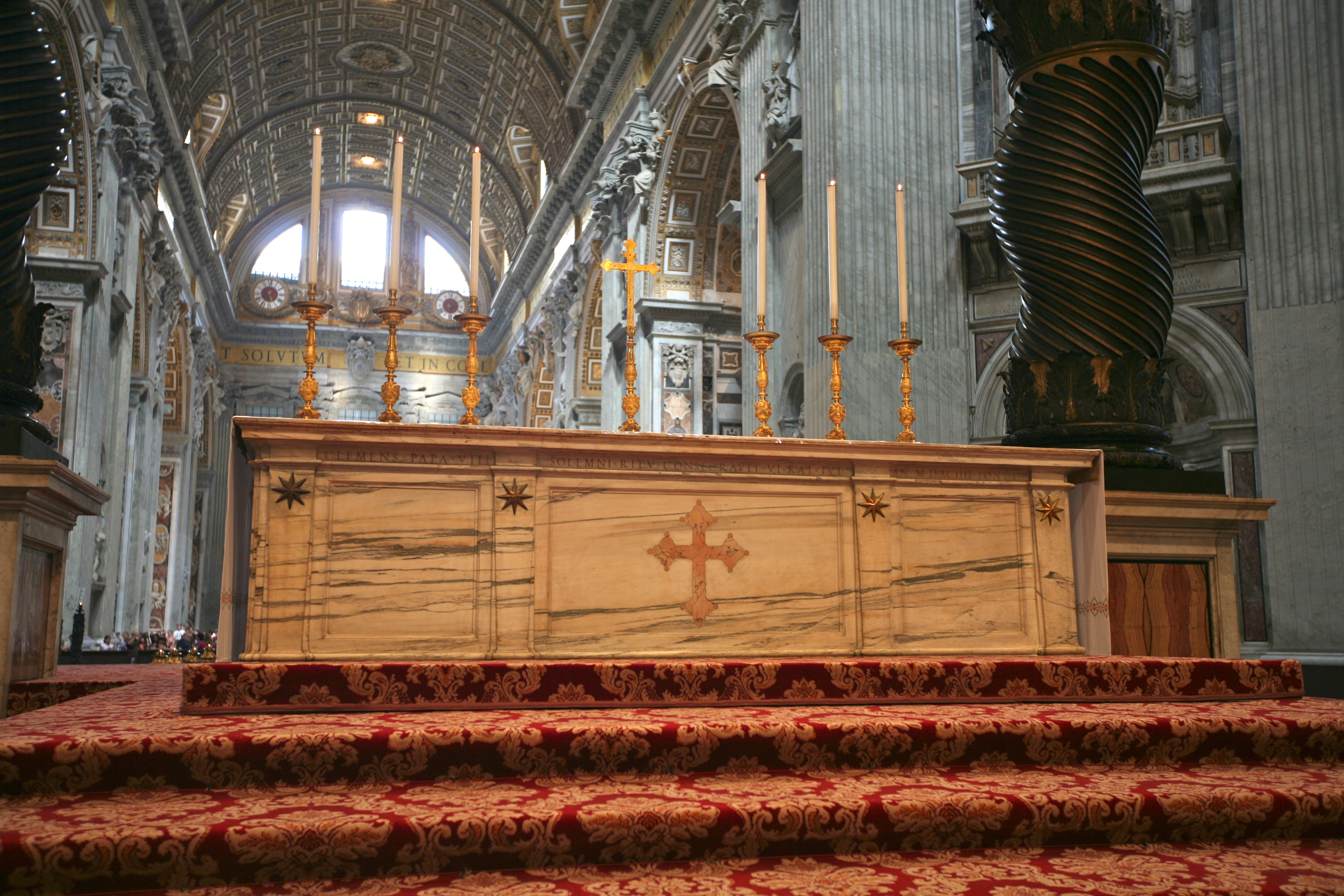
Papstaltar im Petersdom

Unter dem Baldachin und direkt über dem mutmaßlichen Petrusgrab steht der Papstaltar des Petersdomes. Er wurde im Jahr 1594 von Papst Clemens VIII. in Auftrag gegeben, damit nach der Fertigstellung der Kuppel und dem endgültigen Abriss der Apsis von Alt-St. Peter an diesem Ort wieder die heilige Messe gefeiert werden konnte.
Als Material für den Altar diente ein Architrav aus parischem Marmor vom Nerva-Forum. Die Mensa ist 4,35 Meter lang, 2 Meter breit und zusammen mit dem Stipes 1,23 Meter hoch. An den Langseiten ist der Altarblock durch jeweils vier Lisenen untergliedert, auf denen insgesamt acht achtstrahlige Sterne aus vergoldeter Bronze angebracht wurden, die dem Wappen des Auftraggebers Clemens VIII. entlehnt sind. Die westliche Altarseite ist zudem mit einem eingelassenen marmornen Dreipasskreuz verziert. Zu hohen Festtagen wird der Altar mit goldbestickten Antependien in der jeweiligen liturgischen Farbe geschmückt.
Seit der päpstlichen Pfingstmesse 2011 wird im Petersdom ein neuer Ambo (Nr. 78) verwendet, der zur Liturgie links vor dem Baldachin aufgestellt wird. Er war ein Geschenk zum 60-jährigen Priesterjubiläum von Papst Benedikt XVI. Das Lesepult wurde in barocken Formen aus Nussbaum in der Münchner Schreinerei Petzuch hergestellt. Es ist mit drei aus Lindenholz geschnitzten Reliefs verziert, die vom Holzbildhauer Georg Bergmeister aus St. Ulrich im Südtiroler Grödner Tal geschaffen wurden und den hl. Petrus (links), den hl. Paulus (rechts) sowie die Verkündigung an Maria (Mitte) darstellen. Die Vergoldungen stammen von Josef Mittlböck-Jungwirth aus Schönau.

#### Confessio und Vatikanische Grotten

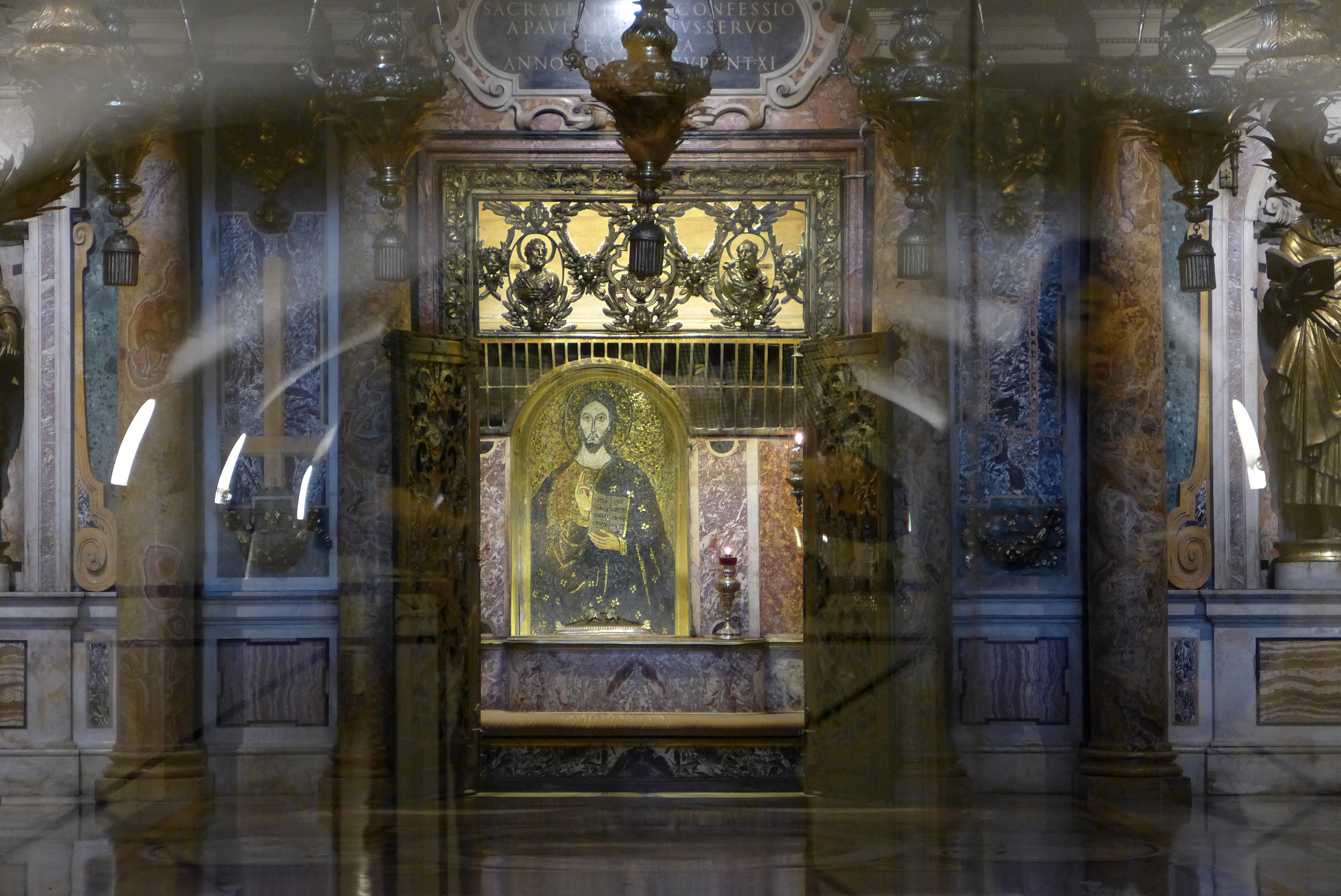
Blick in die Confessio mit der Palliennische von den Vatikanischen Grotten aus

Vor bzw. unter dem Baldachin und dem Papstaltar befindet sich die Confessio (Nr. 87) des Petersdomes, die ab 1615 unter Papst Paul V. von Carlo Maderno angelegt wurde. Gemäß der Überlieferung soll sich hier, direkt unter dem Altar, das Grab des hl. Petrus befinden.
Der Ort des mutmaßlichen Grabes wird in der Westwand der Confessio durch die sogenannte Palliennische markiert. In dieser werden die Pallien aufbewahrt, die jährlich am Hochfest Peter und Paul den neu ernannten Metropoliten angelegt werden. Am hinteren Ende der Palliennische befindet sich ein Mosaik aus dem 9. Jahrhundert, das Christus als Pantokrator zeigt; an ihren Seitenwänden sind Bildnisse der Apostelfürsten Petrus und Paulus angebracht.
Seitlich der Nische sind zwei vergoldete Bronzefiguren aufgestellt, die ebenfalls die Apostelfürsten darstellen. Sie wurden gegen 1616 von Ambrogio Buonvicino entworfen. Im östlichen Teil der Confessio befindet sich eine 16-stufige Doppeltreppe, die in die Oberkirche führt. Über sie steigt der Papst an einigen Festtagen zum Petrusgrab hinab. Die Confessio ist von 92 Öllampen gesäumt, die, wie auch die wertvollen Marmorinkrustationen an den Wänden, die Heiligkeit des Ortes verdeutlichen sollen.
Der Confessio gegenüber schließen sich die vatikanischen Grotten an, die sich wie die Confessio auf dem ursprünglichen Bodenniveau der konstantinischen Basilika befinden und erst durch Erhöhung des Bodenniveaus unter Antonio da Sangallo entstanden. Um das Petrusgrab herum, das auch hier wie in der Oberkirche die räumliche Mitte bildet, sind fünf Nationalkapellen angeordnet. In den Grotten befinden sich zudem zahlreiche Papstgrabmäler. Zuletzt wurde hier Benedikt XVI. am 5. Januar 2023 in jenem Grab beigesetzt, in welchem bis zu ihrer Seligsprechung bereits Johannes XXIII. und Johannes Paul II. bestattet waren.

### Kreuzarme

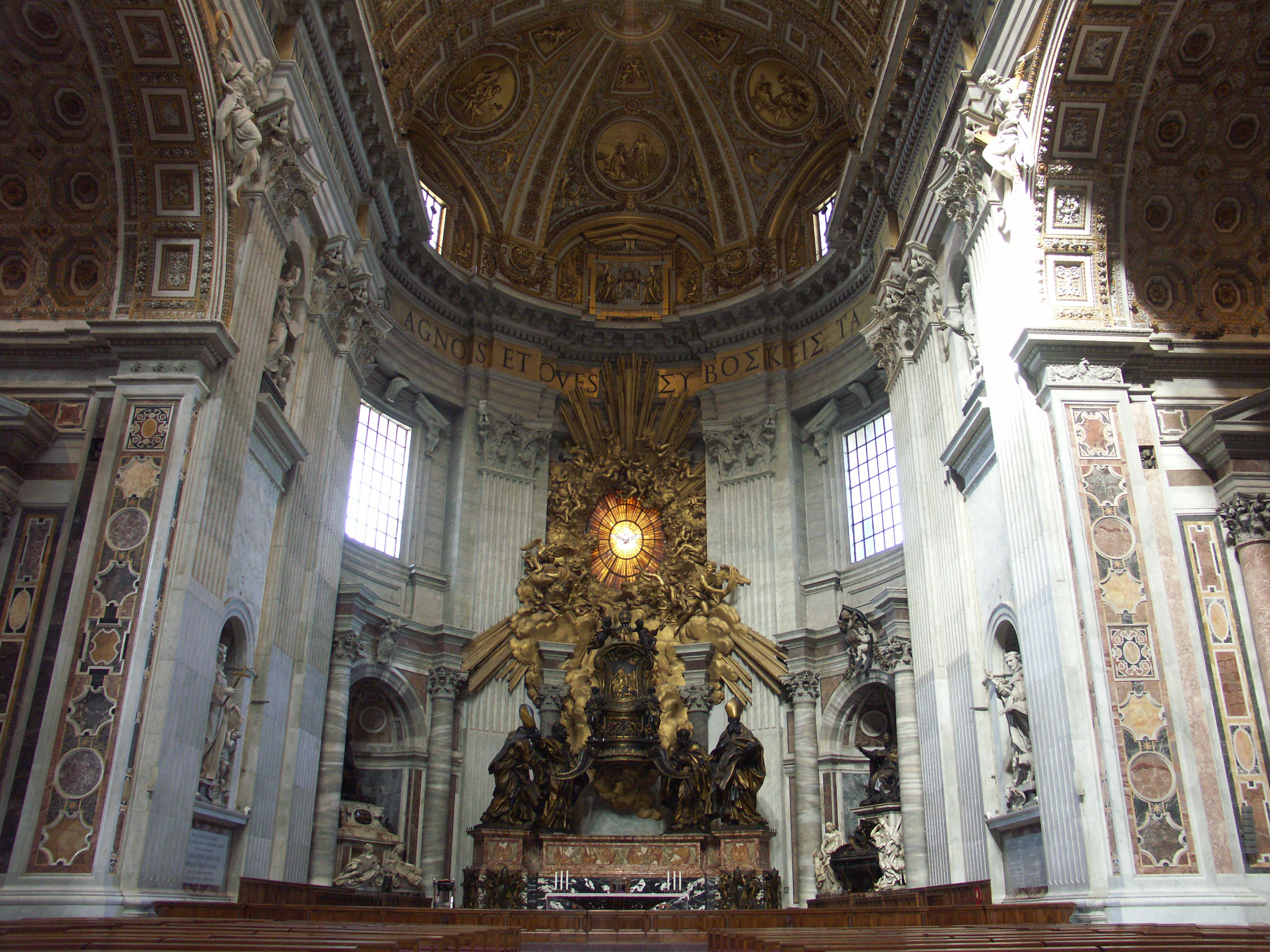
Blick in den westlichen Kreuzarm

Die Kreuzarme des Petersdomes gehen auf die Planungen Michelangelos zurück und führen von der Vierung aus in die Himmelsrichtungen Norden, Westen und Süden. Dadurch verleihen sie der Basilika zusammen mit dem Mittelschiff einen Grundriss in der Form eines Lateinischen Kreuzes; der nördliche und der südliche Kreuzarm bilden dabei gemeinsam das Querschiff. Alle Kreuzarme sind auf ähnliche Weise wie das Hauptschiff gegliedert; so stehen auch hier in den Nischen zwischen den Pilastern der seitlichen Pfeiler Figuren von Ordensgründern (Nr. 85, 86, 26, 30 und Nr. 81, 83, 37, 41 sowie Nr. 77, 79, 49, 53) und in den Zwickeln der Bögen, die zu den Kapellen der navi piccole führen, sind, wie auch im Hauptschiff, weibliche Allegorien von Tugenden dargestellt.
Jeder der Kreuzarme ist in zwei Joche gegliedert und endet in einer Apsis, die durch Pilaster zu einem Fünfachtelschluss geformt wird. In den Kalotten der Apsiden sind runde Stuckreliefs angebracht, die Szenen aus den Viten der Apostelfürsten Petrus und Paulus darstellen. Unterhalb von jedem der jeweils drei großen Apsisfenster befindet sich eine von Säulen flankierte Konche, in der entweder ein Altar oder ein Papstgrabmal aufgestellt ist.

#### Westlicher Kreuzarm
Die Apsis des westlichen Kreuzarmes wird vom Altar der Cathedra Petri dominiert, zu dessen Seiten zwei Papstgrabmäler aufgestellt sind. In der Konche links neben dem Altar befindet sich das Grabmal von Papst Paul III. (Nr. 40, Abb.), ein Werk von Guglielmo della Porta, der es im Jahr 1549 vollendete. Es besteht aus einer erhöht thronenden Monumentalfigur des Papstes, vor deren Sockel zwei Allegorien drapiert sind. Diese sollen die Gerechtigkeit und die Klugheit symbolisieren und die Gesichter der Mutter und der Schwester des verstorbenen Papstes tragen.
Rechts von der Cathedra steht das von Bernini geschaffene Grabmal des Papstes Urban VIII. (Nr. 38, Abb.), an welchem der Künstler von 1623 bis 1644 arbeitete. Es ist ähnlich wie das gegenüberliegende Grabmal von Paul III. aufgebaut; so wird auch das Grabmal von Urban VIII. von einer auf einem erhöhten Sockel thronenden Figur des verstorbenen Papstes dominiert. Vor dem Sockel ist ein Skelett dargestellt, welches den Namen des Verschiedenen auf ein Pergament schreibt. Das Skelett wird von den Allegorien der Liebe (links) und der Gerechtigkeit (rechts) gerahmt.
In der Apsiskalotte zeigen drei Stuckreliefs die Martyrien von Petrus (links) und von Paulus (rechts) sowie die Berufung Petri zum Jünger Jesu am See Genezareth (Mitte).

##### Cathedra Petri

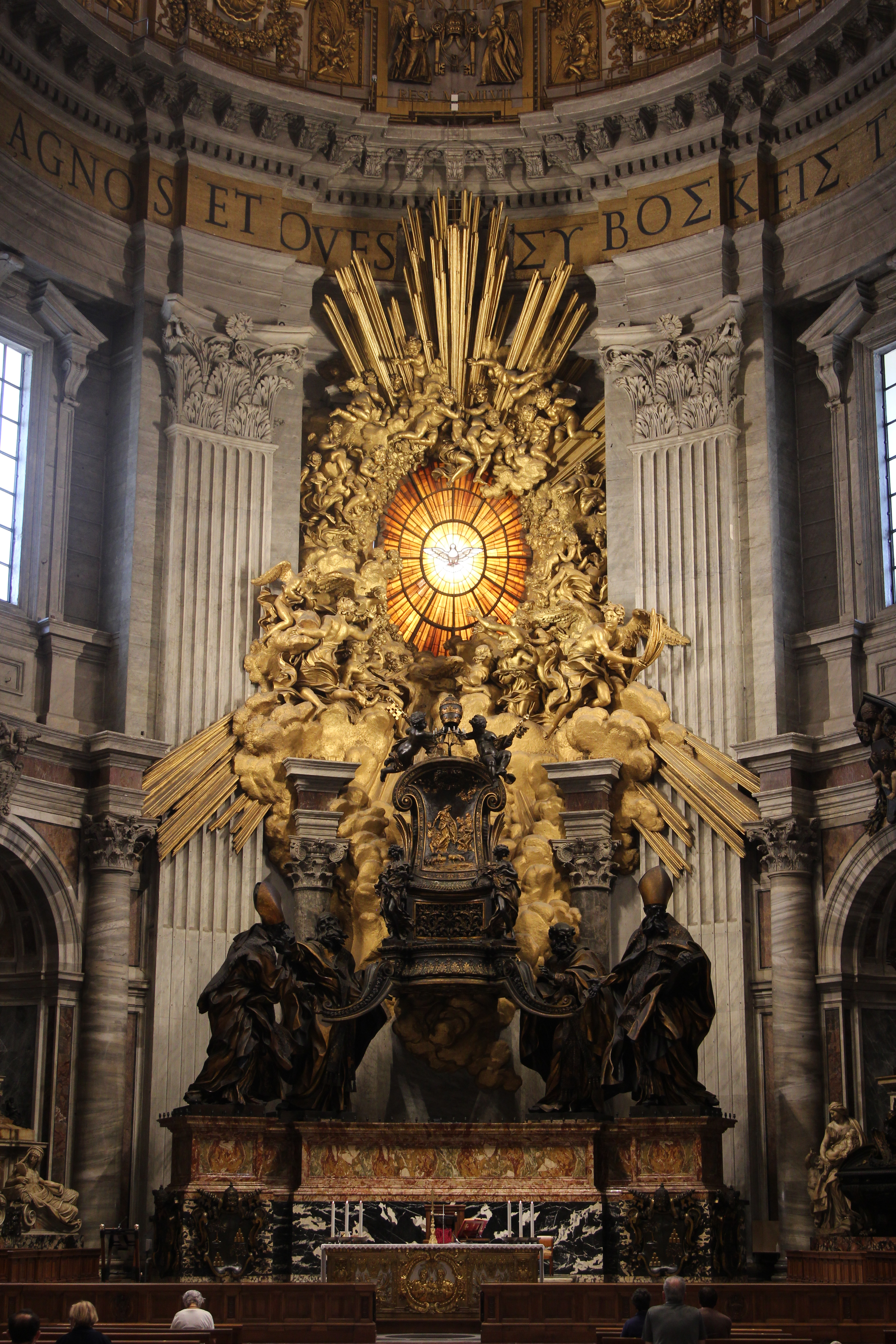
Cathedra Petri in der Apsis des westlichen Kreuzarms (2020)

Im Scheitel der westlichen Apsis steht die 1666 von Gian Lorenzo Bernini und einigen seiner Schüler vollendete Cathedra Petri (Nr. 39). Im Zentrum dieses monumentalen Altaraufbaues befindet sich eine Art Thron, der mit Reliefs verziert ist. Dieser Thron bildet den Bronzemantel für einen darin befindlichen Stuhl aus Holz und Elfenbein, der mutmaßlich der Bischofsthron, die Kathedra, des hl. Petrus gewesen sein soll; wahrscheinlicher ist es aber, dass es sich um einen zur Krönung Karls des Kahlen angefertigten Stuhl aus dem 9. Jahrhundert handelt. Dieser Stuhl könnte dann nach der Krönungsfeier dem Papst oder der Peterskirche vermacht worden sein. Die Voluten, auf denen der Bronzethron steht, werden von vier monumentalen Figuren der Kirchenlehrer (von links nach rechts) Ambrosius, Athanasius, Johannes Chrysostomos und Augustinus gehalten, die zum Teil vergoldet sind.
Über dem Altaraufbau erhebt sich eine 25 Meter hohe, aus vergoldetem Stuck und Bronze geschaffene Engelsglorie, die ebenfalls von Bernini entworfen wurde. In ihrem Zentrum befindet sich ein Alabasterfenster, welches die Heiliggeisttaube zeigt (Abb.).
Im Zuge der Liturgiereform wurde Anfang der 1980er Jahre die historische Altarmensa vor der Cathedra abgebrochen und durch einen frei stehenden Volksaltar auf einer organisch geformten Bronzekonstruktion ersetzt. Unter Papst Benedikt XVI. wurde dieser Altar wiederum entfernt und stattdessen im Oktober 2008 ein frei stehender Altar mit einem vergoldeten, durchbrochenen Antependium mit Darstellungen der Apostel Petrus und Paulus errichtet.
Im Jahr 2024 erfuhr die Cathedra Petri eine aufwändig Restaurierung, wobei die darin befindliche Stuhl-Reliquie entnommen wurde und für einige Wochen auf einem Sperrholzsockel in der Ottoboni-Sakristei aufgestellt war. Zuletzt war der Holzthron, der zwischen 1968 und 1974 wissenschaftlich untersucht worden ist, im Jahr 1867 öffentlich ausgestellt. Im Zuge der Restaurierung wurde der Volksaltar wieder durch den bronzenen ersetzt.

#### Nördlicher Kreuzarm
Im nördlichen Kreuzarm des Petersdomes wurde von 1869 bis 1870 das Erste Vatikanische Konzil abgehalten. In den Konchen seiner Apsis sind, wie auch im gegenüberliegenden südlichen Kreuzarm, drei Altäre aufgestellt.
Der mittlere Altar (Nr. 28) ist den Märtyrern Processus und Martinianus gewidmet, deren Gebeine auch im Tisch dieses Altares aufbewahrt werden; sie wurden im 9. Jahrhundert in die Basilika übertragen. Das Altarbild zeigt das Martyrium der beiden durch Folter. Es ist einem Gemälde von Valentin de Boulogne (Abb.) nachempfunden, das vorher an dieser Stelle angebracht war und ab 1709 in das heutige Mosaik übertragen wurde. In zwei Mosaikmedaillons, die seitlich des Altares angebracht sind, sind die hll. Antonius Maria Claret (links) und Joaquina von Vedruna (rechts) dargestellt. Die Bilder entstanden um 1988.
In der linken Konche der Apsis befindet sich der Altar des hl. Erasmus (Nr. 29), dessen Altarbild auf Nicolas Poussin zurückgeht (Abb.). Es wurde Ende der 1730er Jahre in die heute über dem Altar angebrachte Mosaikkopie übertragen und zeigt das legendäre Martyrium des Altarpatrons: Erasmus liegt gefesselt auf einer Bank, unter ihm bischöfliche Paramente und eine Mitra. Während ein Mann aus dem aufgeschlitzten Bauch den Darm des Heiligen zieht, der von einem anderen auf einer Winde aufgewickelt wird, versucht ein Priester, Erasmus zur Verehrung eines Götzen (eine Figur des Herakles) zu bewegen. Die Medaillons neben dem Altar zeigen die hll. Wladimir I. (links) und Olga von Kiew (rechts).
In der rechten Konche der Apsis steht der Altar des hl. Wenzel (Nr. 27). Das Altarbild zeigt den Heiligen im königlichen Gewand, zu einem Engel aufblickend. Auf einem Relief im Hintergrund des Bildes ist der Mord an Wenzel durch seinen Bruder dargestellt. Vorbild des heutigen Mosaiks von 1743 war ein Gemälde von Angelo Caroselli (Abb.), welches dieser in den Jahren um 1630 schuf. Die Mosaikmedaillons seitlich des Altares zeigen die hll. Kyrill und Method.

#### Südlicher Kreuzarm

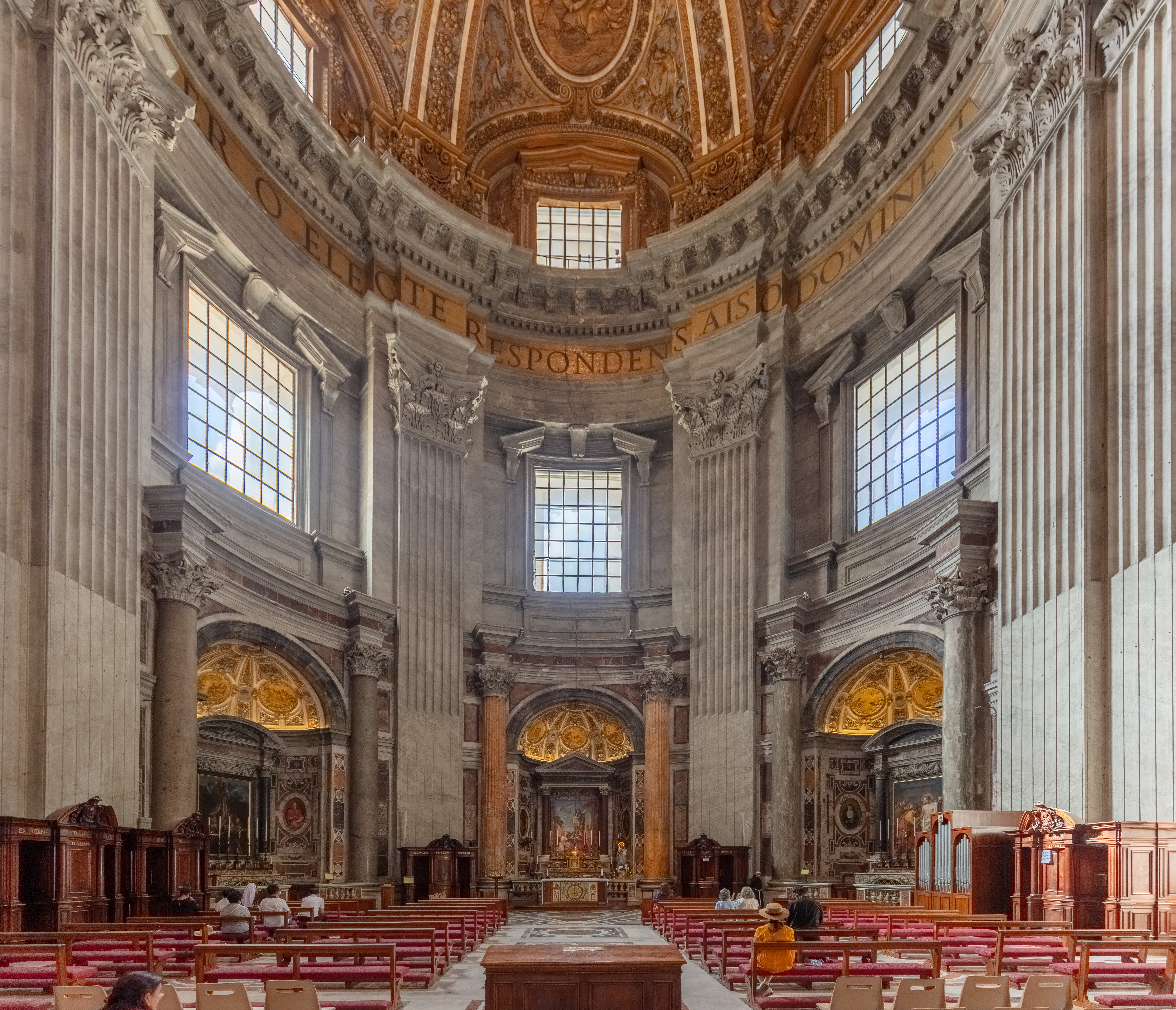
Blick in den südlichen Kreuzarm

Der mittlere Altar (Nr. 51, Abb.) in der Apsis des südlichen Kreuzarms ist dem hl. Joseph gewidmet. Das Altarbild zeigt ihn als Schutzpatron der Kirche: Joseph steht vor einer steinernen Kathedra, das Jesuskind auf dem Arm. Unter ihm knien ein Engel mit einem Schiff als Symbol für die Kirche und ein Jüngling mit Palmzweig, einem Symbol für die Menschheit. Im Hintergrund ist die Kuppel des Petersdomes zu sehen. Das Mosaik stammt aus dem Jahr 1963 und wurde von Achille Funi gestaltet. Im Altartisch wurden bereits im Jahr 1628 Reliquien der Apostel Simon und Judas Thaddäus beigesetzt. Sie waren auch auf dem ursprünglichen Altarblatt abgebildet, welches dort bis 1821 verblieb. Heute erinnern an die Heiligen die ovalen Mosaikmedaillons zu beiden Seiten des Altares, die Mitte des 19. Jahrhunderts entstanden sind.
An der Stelle des Mosaiks des hl. Joseph war von 1924 bis 1963 jenes der Kreuzigung des hl. Petrus angebracht, das sich heute über dem Altar in der linken Konche (Nr. 52) der Apsis befindet. Schon zuvor erfuhr das Bild mehrere Versetzungen. Vorbild für das Mosaik, das eigentlich für die Sakristei der Basilika geschaffen worden war, war ein Bild Guido Renis aus dem Jahr 1605 (Abb.). Das in dunklen Farben gehaltene Werk zeigt die Aufrichtung des Kreuzes, an welches der Apostelfürst zugleich kopfüber angeheftet wird. Der Altartisch beherbergt den Sarkophag des heiliggesprochenen Papstes Leo IX. Neben dem Altar sind seit den 1980er Jahren zwei Mosaikmedaillons angebracht, die die hll. Laurentius Ruiz (links) und Antonio Maria Gianelli (rechts) darstellen.
Der rechte Altar (Nr. 50) ist dem hl. Thomas gewidmet. Das Altarmosaik wurde 1822 von Vincenzo Camuccini entworfen. Es zeigt, wie der Heilige im Kreise der Apostel die Seitenwunde des auferstandenen Christus berührt. Unter der Mensa des Thomasaltares liegen die Gebeine des heiliggesprochenen Papstes Bonifatius IV. Die Medaillons neben dem Altar zeigen die hll. Magdalena Gabriela von Canossa (links) und Maria Mazzarello (rechts).

### Navi piccole
Als navi piccole („kleine Kirchenschiffe“) werden die Abschnitte des Umgangs bezeichnet, der hinter den Vierungspfeilern gelegen ist und somit die Kreuzarme verbindet. Östlich an die navi schließen sich die Seitenschiffe des Langhauses an, die dort ihren westlichen Abschluss finden. Der nordöstliche Abschnitt des Umgangs wird als Cappella Gregoriana, der nordwestliche als Kapelle der hll. Erzengel Michael und Petronilla bezeichnet, der südwestliche Teil als Kapelle der Madonna von der Säule und der südöstliche als Cappella Clementina. Jede dieser Kapellen wird von einer Kuppel bekrönt; über den Kuppeln der beiden östlichen Kapellen erhebt sich außen jeweils eine pavillonartige Kuppel, die rein optische Zwecke erfüllt.

#### Cappella Gregoriana

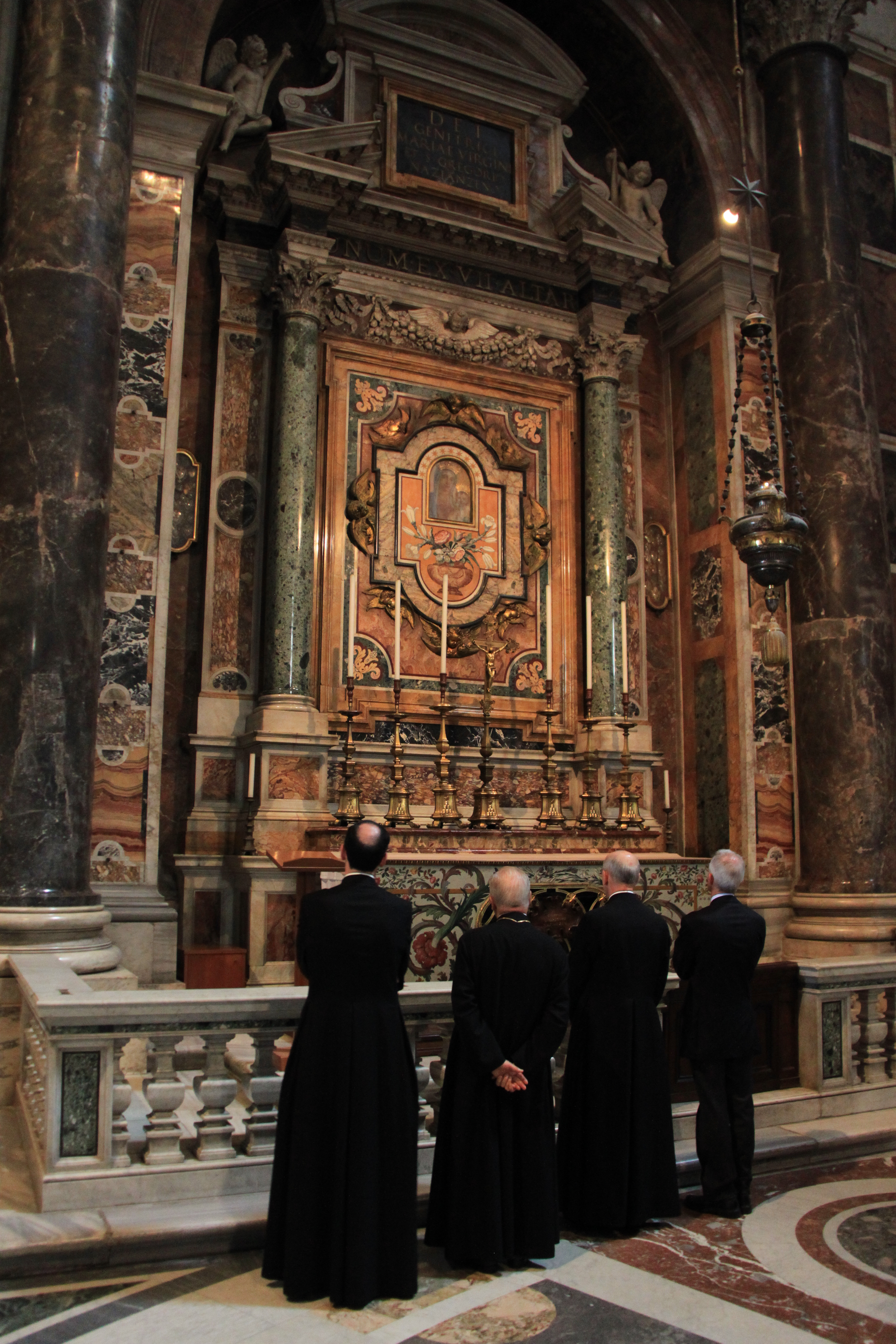
Altar der Madonna del Soccorso in der Cappella Gregoriana

Die Cappella Gregoriana befindet sich im Nordosten der navi piccole und verbindet das Mittel- und das nördliche Seitenschiff mit dem nördlichen Kreuzarm. Sie war die erste Kapelle des neu gebauten Petersdomes und wurde am 11. Juni 1580 geweiht. Zuvor hatte Papst Gregor XIII., nach dem die Kapelle benannt ist, Giacomo della Porta mit der Ausstattung beauftragt. Für die Dekoration mit afrikanischem Marmor wurden Spolien aus dem Tempel des Romulus, der Engelsburg und den Caracalla-Thermen verwendet.
Am Hauptaltar der Kapelle (Nr. 23) befindet sich das Gnadenbild der Madonna del Soccorso („Mutter der immerwährenden Hilfe“). Mit der feierlichen Anbringung des Gnadenbildes im Jahr 1578 war die Kapelle vollendet. Das Fresko der Maria mit Kind stammt bereits aus Alt-St. Peter und wurde in der neuen Basilika an dieser prominenten Stelle angebracht, da man es für das älteste Marienbildnis in Rom hielt. Nach heutigen Kenntnissen wurde es jedoch erst im frühen 12. Jahrhundert geschaffen. Die barocke Umrahmung der Madonna durch Cherubim und Marmorintarsien geht auf Sebastiano Torrigiani zurück. Im Tisch des Altares der Madonna del Soccorso befinden sich Reliquien des hl. Gregor von Nazianz.
Auf das Marien-Patrozinium der Kapelle spielt auch das Mosaikdekor ihrer Kuppel an. Hier sind marianische Symbole dargestellt; in den Pendentifs der Kuppel sind die vier Kirchenväter zu sehen.
An der Ostseite des Longinuspfeilers, am Ende des nördlichen Seitenschiffs, steht der Altar des hl. Hieronymus (Nr. 20). Das Mosaik, das über dem Altar angebracht ist, geht auf ein Gemälde von Domenico Zampieri zurück und wurde von 1730 bis 1732 geschaffen. Es zeigt die letzte Kommunion des Kirchenvaters Hieronymus, der in ein Büßergewand gekleidet, vor einem Altar hockt. In der Bildmitte ist Ephräm der Syrer dargestellt, der an Hieronymus eine Hostie austeilt, dahinter reicht ein weiterer Priester den Wein. Links neben Hieronymus ist sein Heiligenattribut, ein Löwe, dargestellt. Unter der Mensa des Altares ruhen seit 2001 die Gebeine des 2014 heiliggesprochenen Papstes Johannes XXIII. (Abb.).
Schräg gegenüber vom Hieronymusaltar, an der Ostwand der Kapelle, steht das Grabmal Gregors XVI. (Nr. 22) von Luigi Amici aus dem Jahr 1854. An der Nordwand der Kapelle ist ein weiteres Grabmal (Nr. 24) aufgestellt, welches Benedikt XIV. gewidmet ist. Es wurde von Pietro Bracci entworfen und zeigt den verstorbenen Papst zwischen Allegorien der Weisheit und der Uneigennützigkeit.
Gegenüberliegend vom Grabmal Benedikts XIV., an der Nordseite des Longinuspfeilers, befindet sich der Altar des hl. Blasius (Nr. 25). Das Altarmosaik, eine Kopie eines Bildes von Pierre Subleyras, entstand von 1741 bis 1751. Es zeigt den Altarpatron beim Zelebrieren einer Messe; davon ist der im Vordergrund dargestellte Kaiser Valens so ergriffen, dass er ohnmächtig zu Boden sinkt. Im Altartisch des Blasiusaltars befinden sich Reliquien des hl. Josaphat Kunzewitsch.

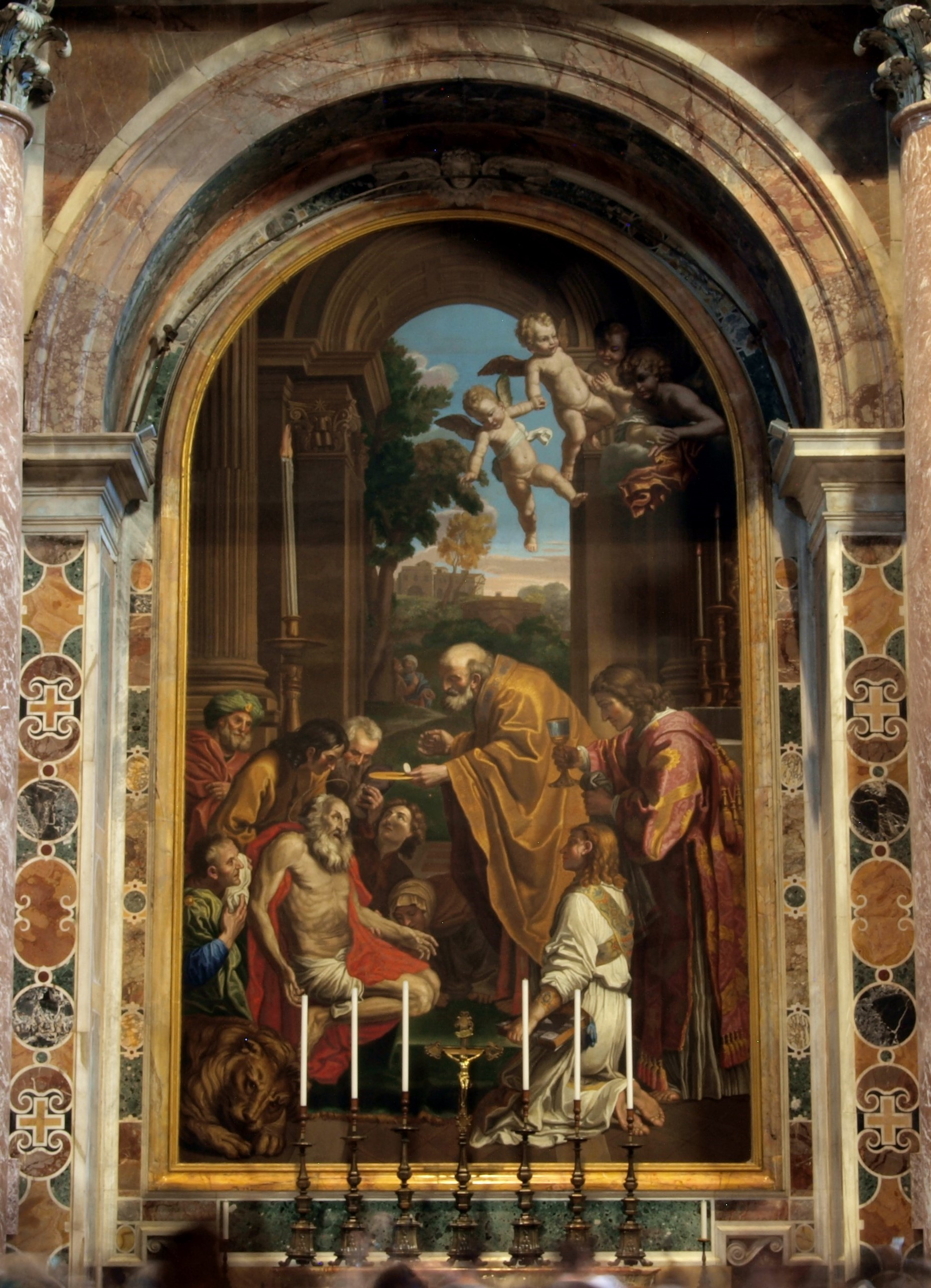
Altar des hl. Hieronymus
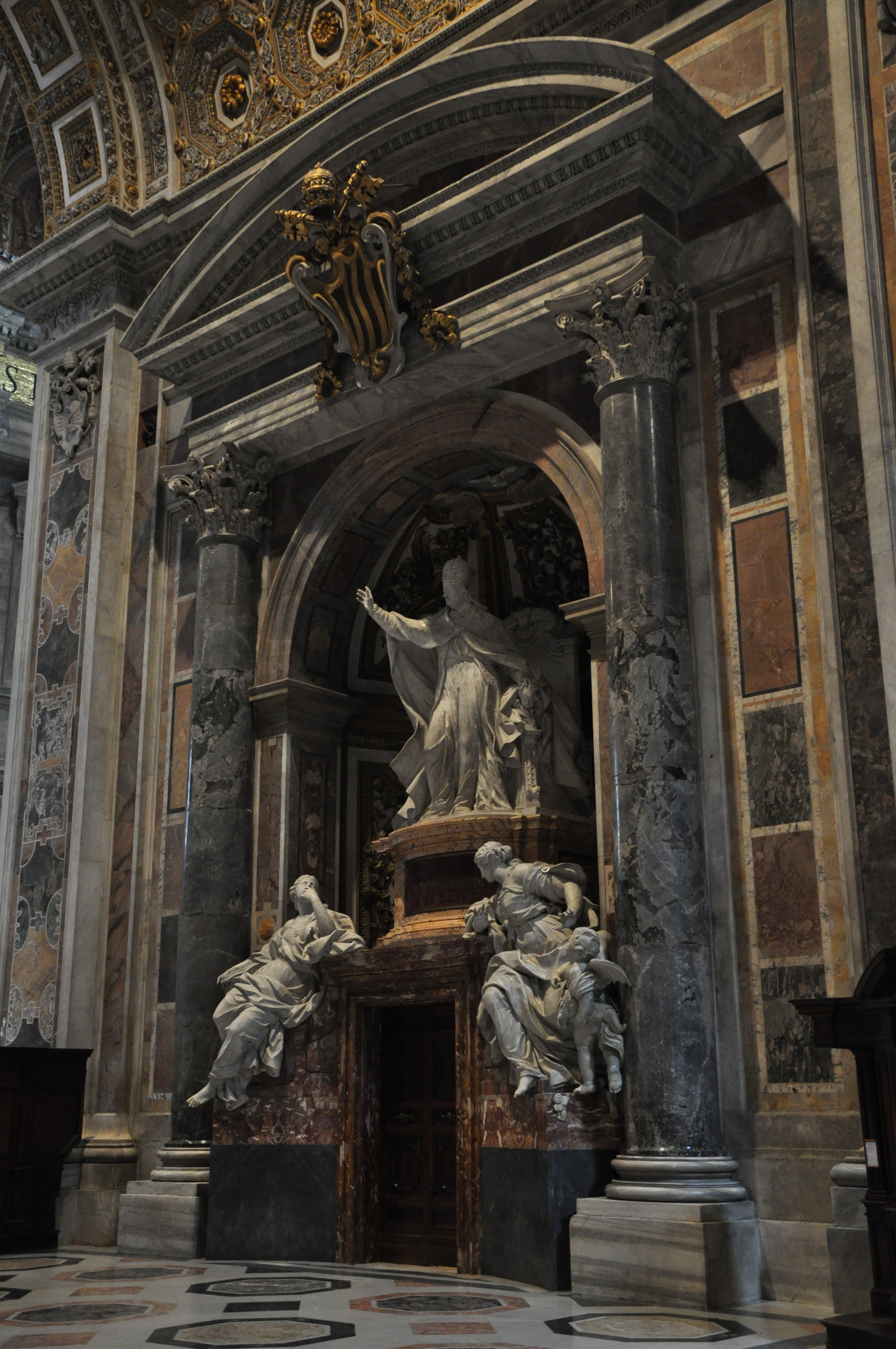
Grabmal für Benedikt XIV.
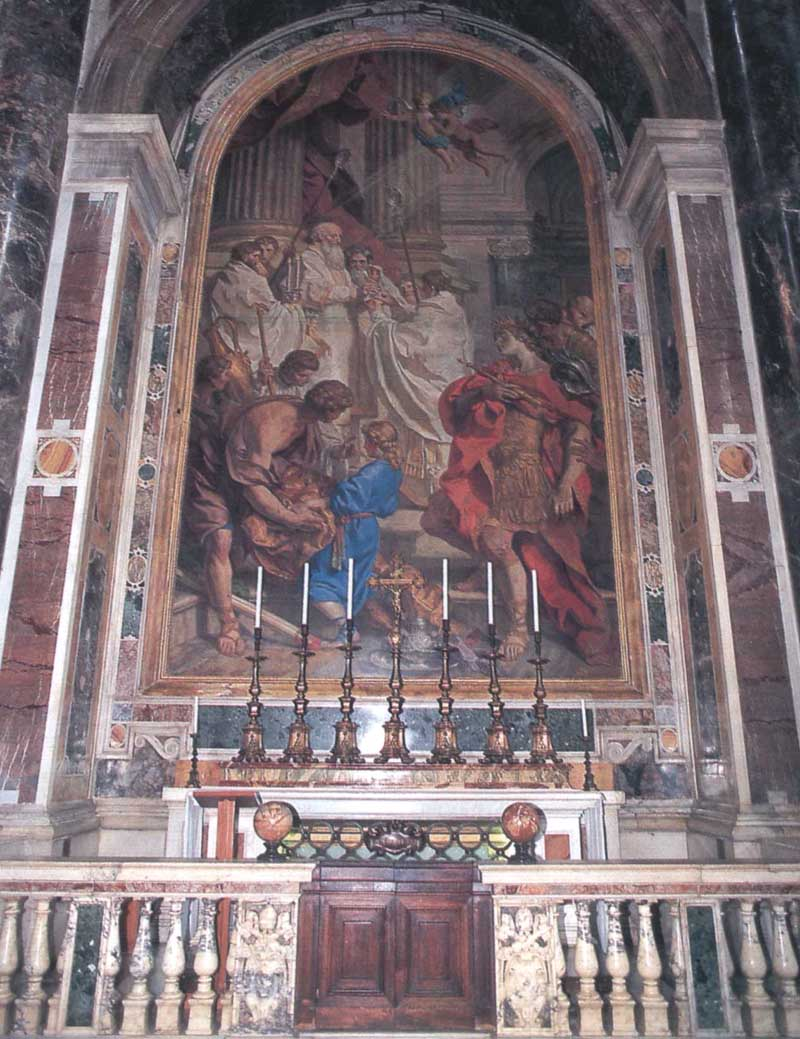
Altar des hl. Blasius

#### Kapelle der hll. Erzengel Michael und Petronilla
Der nordwestliche Abschnitt der navi piccole wird als Kapelle der hll. Erzengel Michael und Petronilla bezeichnet. Sie verbindet den nördlichen mit dem westlichen Kreuzarm.
An der Nordwand der Kapelle steht das Grab von Papst Clemens XIII. (Nr. 31), das Antonio Canova im Jahr 1792 vollendete. Es zeigt den Pontifex umgeben von Allegorien der Religion, des Todes, der Liebe und der Hoffnung. Am Fuße des Grabmals sind zwei schlafende Löwen dargestellt.
Gegenüberliegend, an der Nordseite des Helenapfeilers, befindet sich der Altar der Navicella (Nr. 32). Dessen Altarbild hat, wie auch das gleichnamige Mosaik im Portikus des Petersdomes, die Errettung von Petrus aus Seenot durch Jesus zum Thema. Vorbild für das Mosaik über dem Altar, das von 1720 bis 1727 entstand, war ein Gemälde Giovanni Lanfrancos aus dem Jahr 1628.
An der nördlichen Kapellenwand, links neben dem Grabmal Clemens’ XIII., befindet sich auch der Altar des hl. Erzengels Michael (Nr. 33). Dem heutigen Mosaik über dem Altar ging ein älteres voraus, das Giuseppe Cesari entworfen hatte. Es hatte das gleiche Motiv wie das jetzige Mosaik von 1758, das einem Bild von Guido Reni (Abb.) nachempfunden ist: die Bezwingung des Dämons durch den Erzengel.
An der Westwand der Kapelle steht der Altar der hl. Petronilla (Nr. 34), der seit 1606 auch die Gebeine der Kapellen- und Altarpatronin beherbergt. Das Altarmosaik entstand ab 1730 nach einem Gemälde von Giovanni Francesco Barbieri aus dem Jahr 1623 (Abb.). Das Werk ist in zwei Ebenen geteilt: Im unteren Teil ist die Grablegung von Petronilla dargestellt; oben sieht man die Heilige im Typus einer Apotheose auf einer Wolke vor Christus kniend.
Links neben dem Petronillaaltar, ebenfalls an der Westwand der Kapelle, steht das Grabmonument Papst Clemens’ X. (Nr. 35). Es zeigt den Papst zwischen den Allegorien der Milde und der Gutmütigkeit; ein Relief stellt die Öffnung der heiligen Pforte im Jahr 1675 dar.
Dem Grabmal gegenüber befindet sich der Altar der Auferweckung der Tabita (Nr. 36). Literarische Grundlage des Altarbildes war eine Episode der Apostelgeschichte (Apg 9,36-41 ). Abgebildet ist der Moment unmittelbar nach der Auferweckung: Petrus reicht der Tabita, die sich von ihrem Sterbebett aufrichtet, die rechte Hand. Das Mosaik entstand Ende der 1750er Jahre nach einer Vorlage von Placido Costanzi. Der Altar wird heute teilweise durch ein Element der großen Orgel des Petersdomes verdeckt.

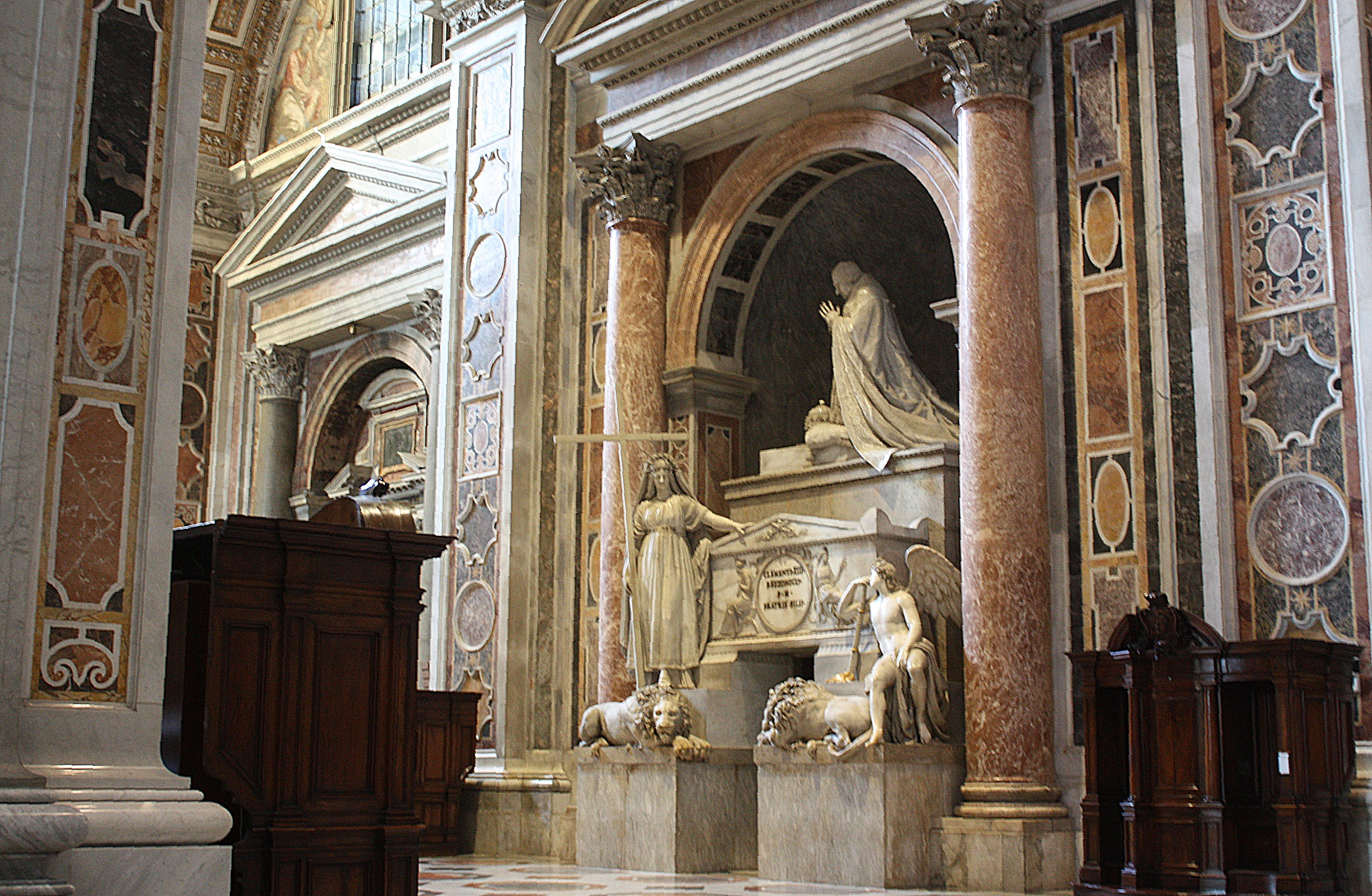
Grabmal für Clemens XIII.
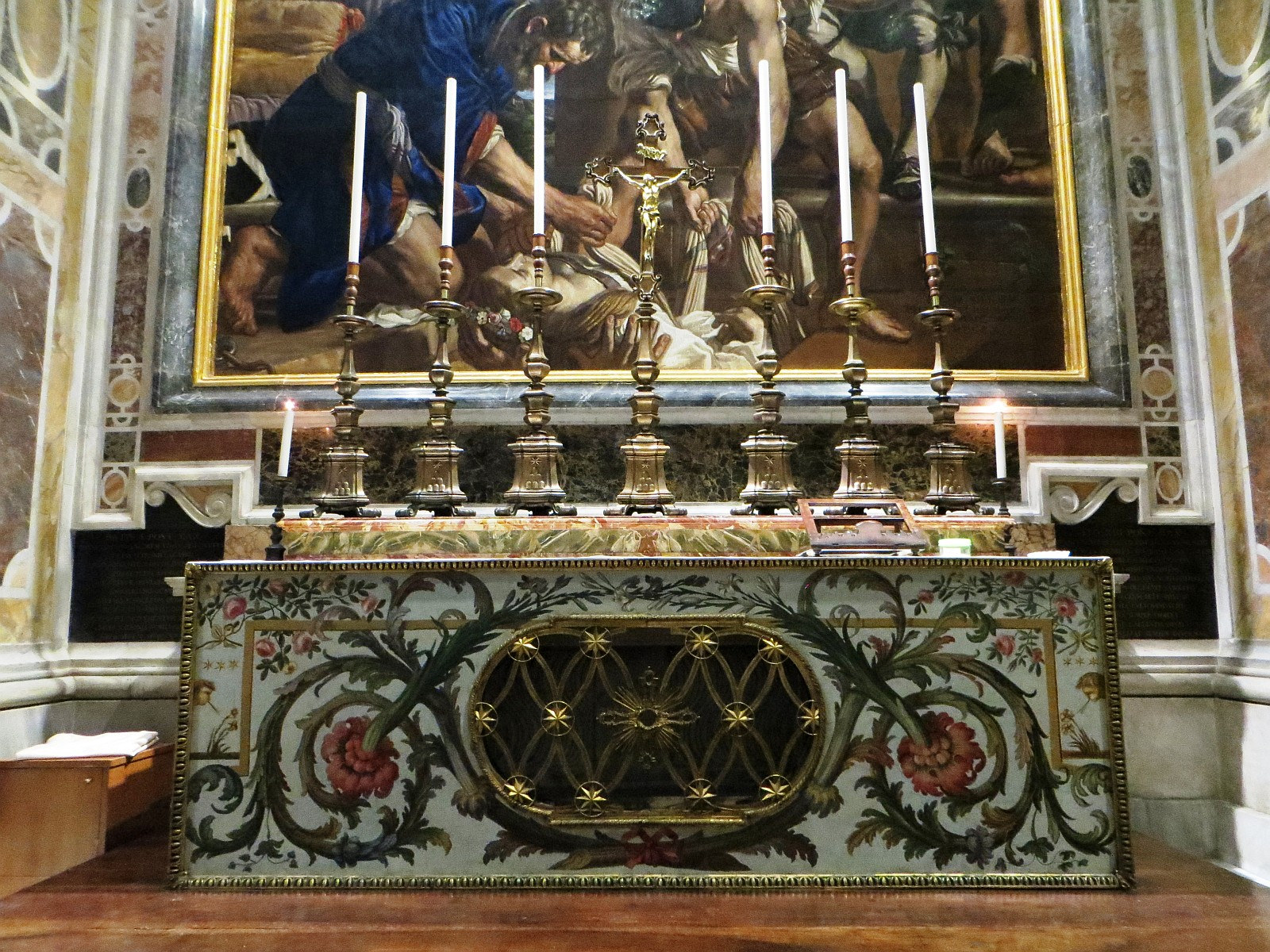
Altar der hl. Petronilla
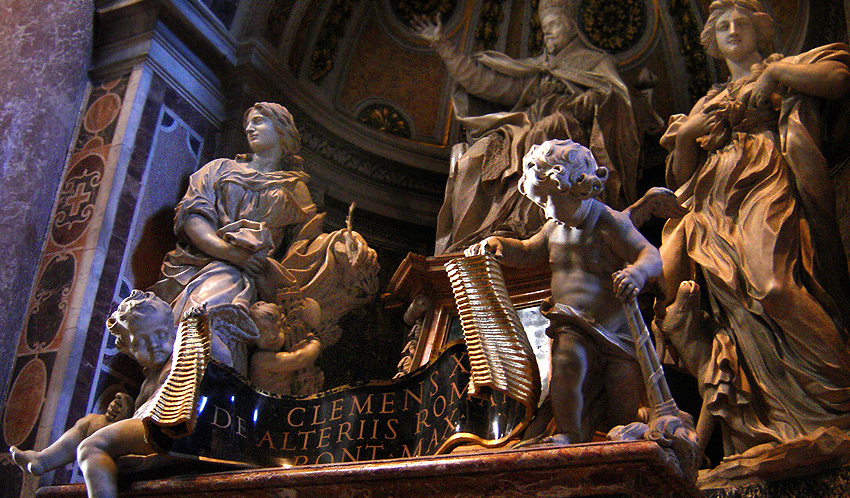
Grabmal für Clemens X.

#### Kapelle der Madonna von der Säule

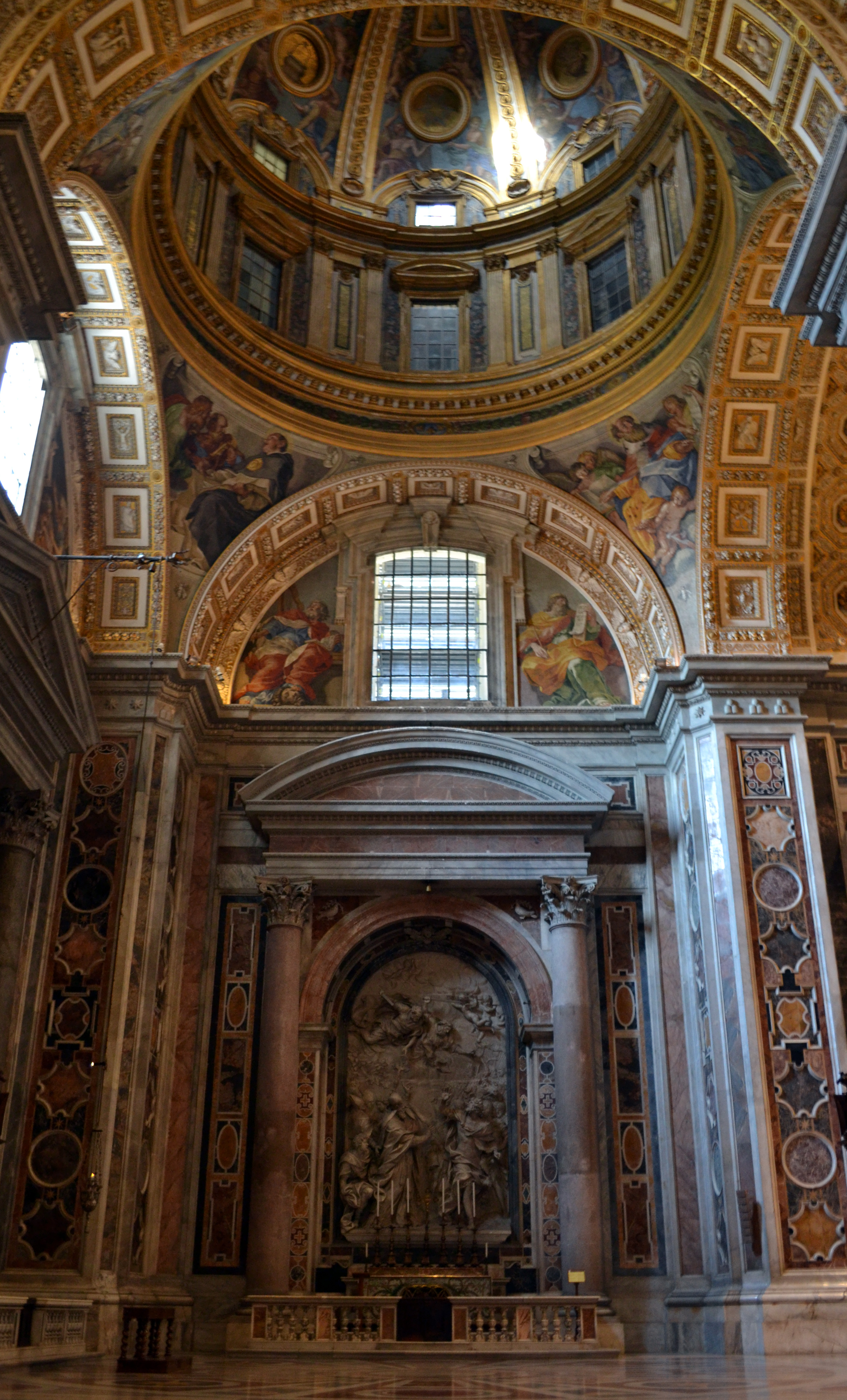
Kapelle der Madonna von der Säule gen Westen

Der südwestliche Tel der navi piccole wird Kapelle der Madonna von der Säule genannt. Er verbindet den westlichen mit dem südlichen Kreuzarm.
Benannt wurde die Kapelle nach dem Gnadenbild der Madonna von der Säule (italienisch Madonna della Colonna), das seit 1607 über dem gleichnamigen Altar (Nr. 46) an der Südwand der Kapelle angebracht ist. Ähnlich wie die Madonna di soccorso in der Cappella Gregoriana stammt auch das Fresko der Madonna von der Säule aus Alt-St. Peter. Die Bezeichnung des Gnadenbildes rührt daher, dass das Bild in der konstantinischen Basilika ursprünglich an einer Säule des Mittelschiffs angebracht war. Der Aufbau des Altares wurde von Giacomo della Porta entworfen. Zum Ende des zweiten Vatikanischen Konzils, im Jahr 1964, ließ Paul VI. über dem Altar den Titel Mater Ecclesiae montieren. Im Altartisch ruhen die Gebeine von drei Päpsten: Leo II., Leo III. und Leo IV; ein vierter, Leo XII., ist im Fußboden bestattet. Seit 1981 ist eine großformatige Mosaikkopie der Madonna von der Säule an einer zum Petersplatz weisenden Fassade des Apostolischen Palastes angebracht (Abb.). Damit wollte Papst Johannes Paul II. an das auf ihn verübte Attentat auf dem Petersplatz erinnern. Stilistisch ist in diesem Mosaikbild auch eine ökumenische Dimension erkennbar, die Johannes Paul II. im Gedenkjahr von zwei Konzilien (Konstantinopel, 381 und Ephesus, 431) visuell zum Ausdruck bringen wollte.
An der westlichen Wand der Kapelle steht das Grabmal von Papst Alexander VIII. (Nr. 42). Dieses wurde 1725 von Carlo Arrigo Conte di San Martino in verschiedenen Marmorarten geschaffen.
Dem Grabmal gegenüber, an der westlichen Seite des Veronikapfeilers, befindet sich der Altar der Heilung des Lahmen (Nr. 43). Sein Altarmosaik zeigt eine Szene der Apostelgeschichte (Apg 3,2-7 ), bei welcher Petrus einem gelähmten Bettler, der vor dem Jerusalemer Tempel sitzt, die Hand reicht. Der Gelähmte ist daraufhin von seinem Leiden geheilt. Neben Petrus ist der Apostel Johannes dargestellt, der nach der Apostelgeschichte dabei ebenfalls anwesend war. Das Mosaik geht auf ein Gemälde von Francesco Mancini zurück und entstand in den 1750er Jahren.
Links vom Grab Alexanders VIII., ebenfalls an der Westwand der Kapelle, befindet sich der Altar des heiligen Papstes Leo I. der Große (Nr. 45), der auch in diesem Altar beigesetzt ist. Über dem Altar ist ein großformatiges Relief angebracht, das von Alessandro Algardi geschaffen wurde. Es zeigt die Begegnung von Leo I. mit dem Hunnenkönig Attila, der auf einem Italienfeldzug war. Einer Legende nach seien bei der Begegnung die Apostelfürsten Petrus und Paulus erschienen und hätten Attila zum Rückzug bewegt. Dies ist im oberen Bereich des Reliefs dargestellt.
Westlich vom Altar der Madonna von der Säule, ebenfalls an der südlichen Kapellenwand, steht das von Gian Lorenzo Bernini entworfene Grabmal des Papstes Alexander VII. (Nr. 47). Es wurde im Jahr 1672 enthüllt und war das letzte große Werk des Künstlers. Es zeigt den Papst umgeben von den Tugenden Klugheit, Wahrheit, Liebe und Gerechtigkeit. Unter einem drapierten marmornen Tuch hält ein lebensgroßes Bronzeskelett dem betenden Pontifex ein abgelaufenes Stundenglas als Symbol der Vergänglichkeit entgegen.
Gegenüber von dem Grabmal, an der südlichen Seite des Veronikapfeilers, befindet sich der Herz-Jesu-Altar (Nr. 48). Ursprünglich war über diesem Altar das Gemälde Der Sturz des Simon Magus von Francesco Vanni (Abb.) angebracht, das sich heute in den vatikanischen Museen befindet. Zu Beginn des 20. Jahrhunderts entstanden Pläne, einen Altar im Petersdom dem Herzen Jesu zu widmen. Im Zuge dessen beauftragte Papst Benedikt XV. den Künstler Carlo Muccioli 1918 damit, ein Bild anzufertigen, das die Herz-Jesu-Erscheinung der hl. Margareta Maria Alacoque darstellt. Dieses diente später als Vorlage für das 1925 vollendete Mosaik, das heute über dem Altar angebracht ist. Es zeigt die Heilige vor einem Altar kniend, von dem ihr Jesus auf Wolken entgegenschwebt. Auf seiner Brust ist ein brennendes Herz dargestellt.
In der Kuppel der Kapelle der Madonna von der Säule sind marianische Symbole dargestellt, die auf Andrea Sacchi zurückgehen. Die Pendentifs zeigen Darstellungen von vier Kirchenlehrern.

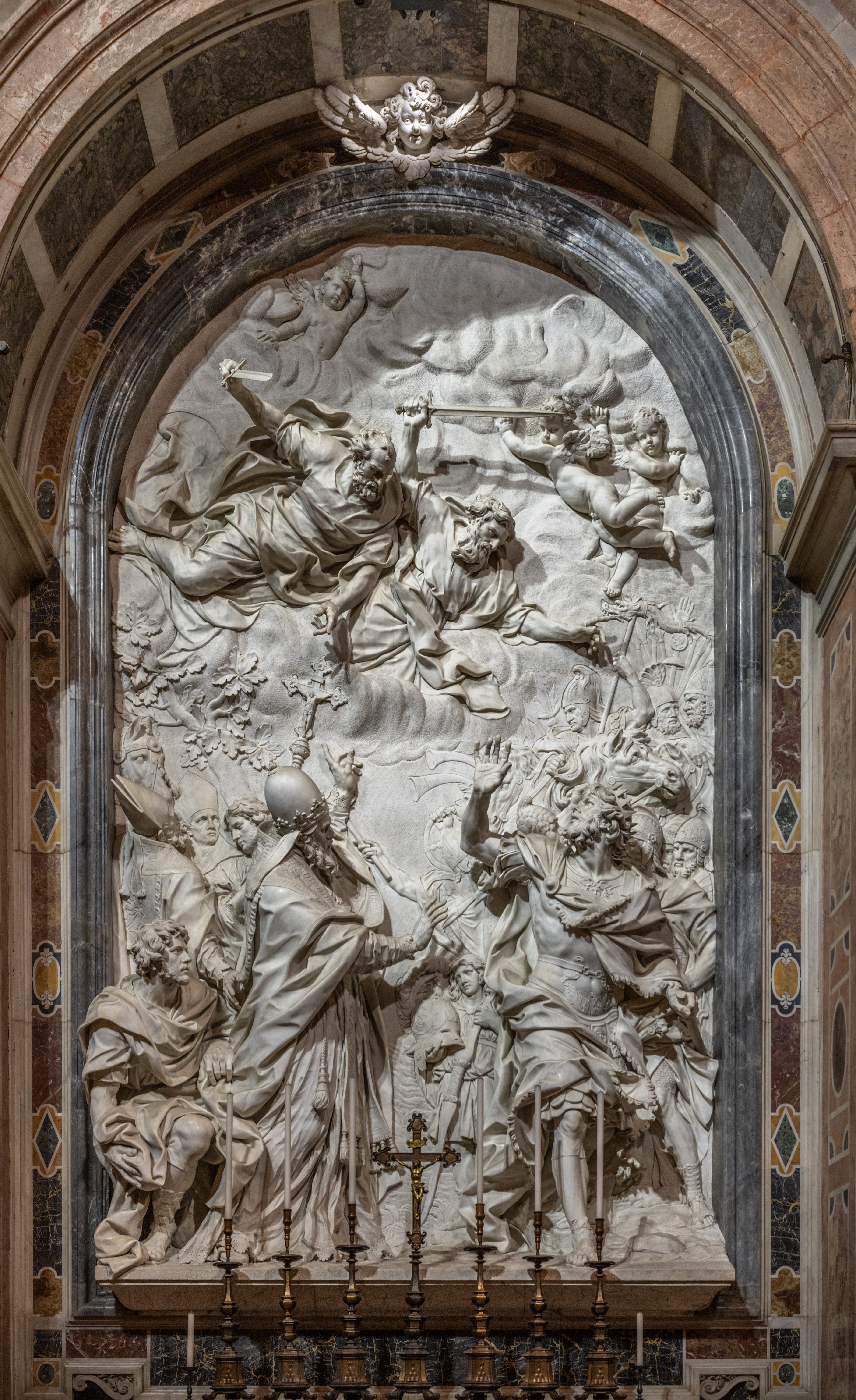
Relief über dem Altar Leos des Großen
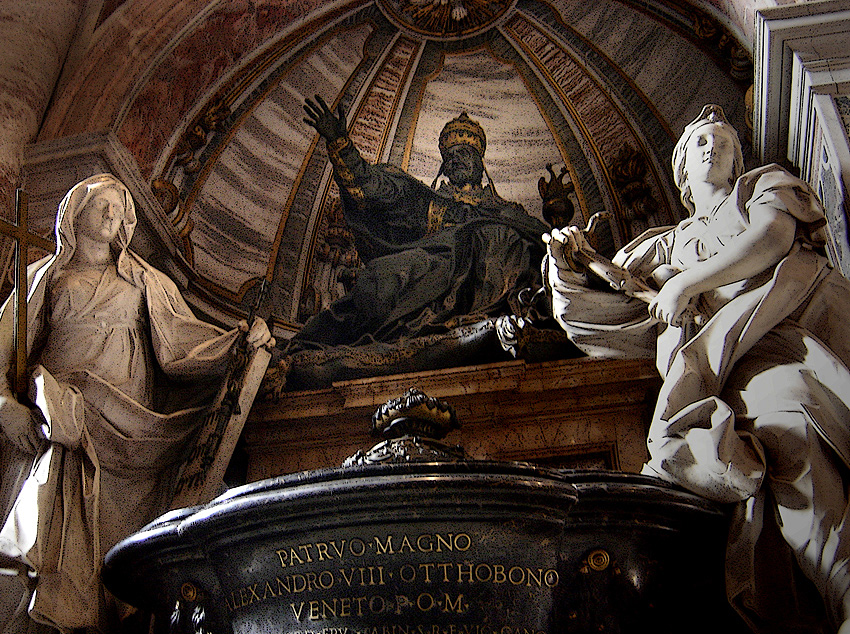
Grabmal für Alexander VIII. (Detail)
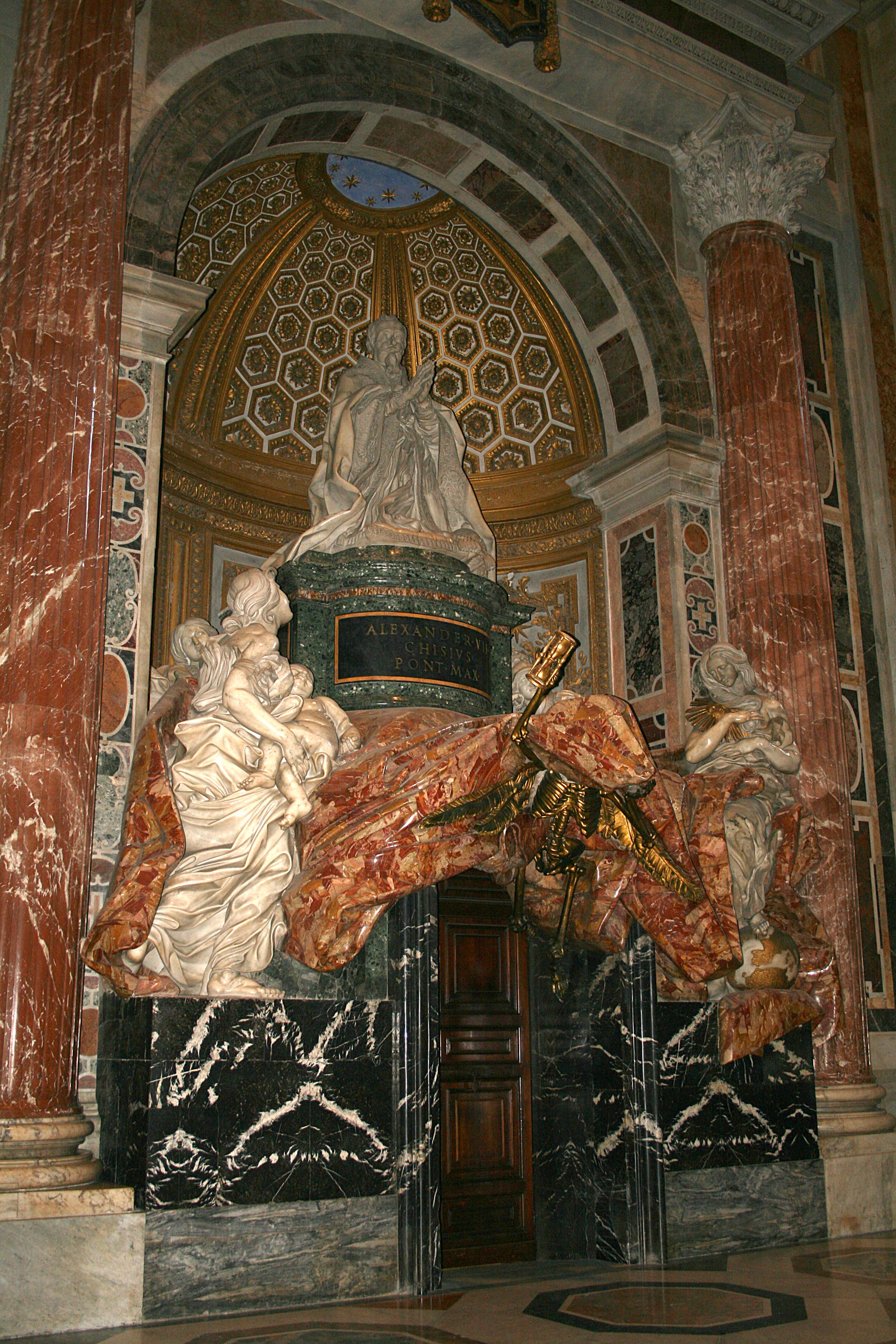
Grabmal für Alexander VII.
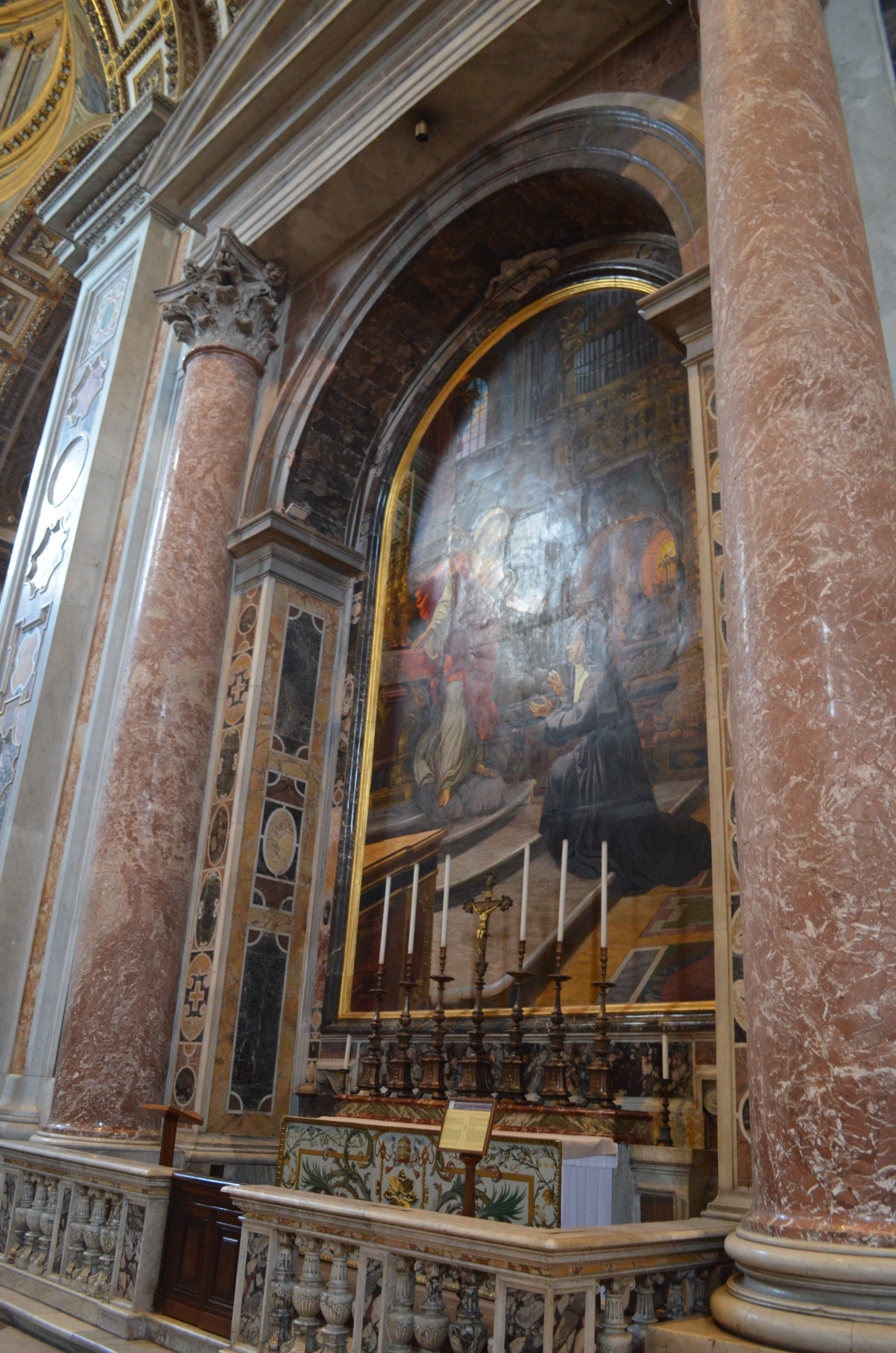
Herz-Jesu-Altar

#### Cappella Clementina

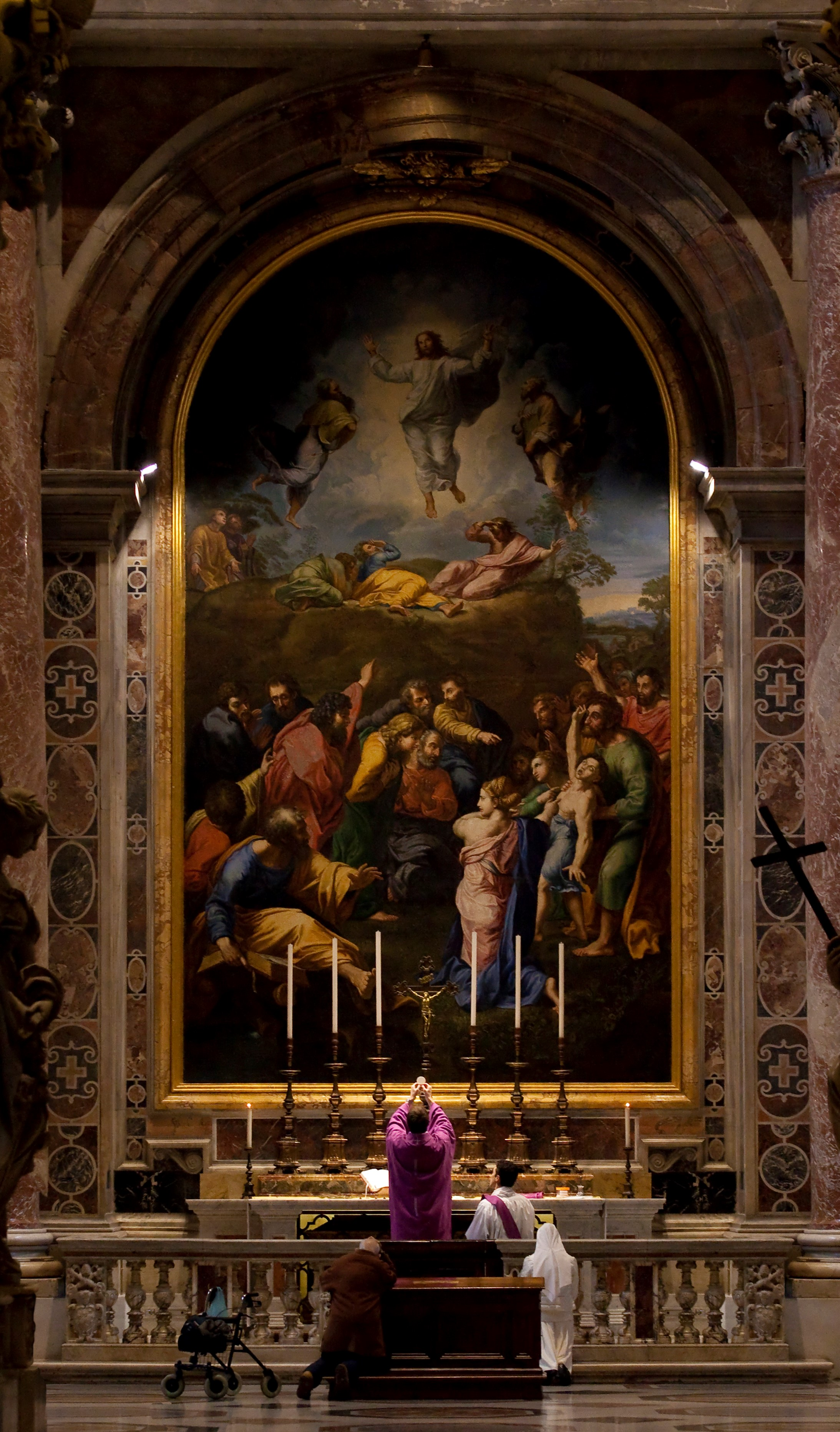
Altar der Verklärung Christi in der Cappella Clementina

Die Cappella Clementina bildet den südöstlichen Abschnitt der navi piccole. Sie verbindet den südlichen Kreuzarm mit dem Mittel- und dem südlichen Seitenschiff. Benannt wurde die Kapelle nach Papst Clemens VIII., der maßgeblich für ihre Ausstattung verantwortlich zeichnete. Sein Wappen ist mehrfach in der Kuppel der Kapelle (Abb.) dargestellt.
An der Südwand der Kapelle ist das Grabmal für Papst Pius VIII. (Nr. 54) angebracht, das von Pietro Tenerani im Jahr 1866 vollendet wurde. Es zeigt den Papst umgeben von Petrus, Paulus und dem segnenden Christus. Darunter, flankiert von Darstellungen der Tugenden Weisheit und Gerechtigkeit, befindet sich ein Eingang zur Sakristei des Petersdomes.
Gegenüber dem Grabmal, an der südlichen Seite des Andreaspfeilers, steht der sogenannte „Altar der Lüge“ (Nr. 55). Das ursprüngliche Altarbild, an dem Cristoforo Roncalli von 1599 bis 1604 arbeitete, diente später als Vorlage für das von 1721 bis 1728 geschaffene Mosaik, welches heute über dem Altar angebracht ist. Es stellt eine Episode aus der Apostelgeschichte (Apg 5,1–11 ) dar: Hananias und Saphira verschweigen den Aposteln einen Teil von einer eingenommenen Geldsumme und fallen daraufhin tot zu Boden. Das Mosaik zeigt die tote Saphira neben den Aposteln liegend. Im Hintergrund ist zu sehen, wie Hananias zu Grabe getragen wird.
Links vom Grabmal Pius’ VIII., ebenfalls an der Südwand der Kapelle, steht der Altar des hl. Gregor I. der Große (Nr. 56), der auch die Gebeine dieses Heiligen beherbergt. Das Bild, das über dem Altar angebracht ist, geht auf ein 1667 vollendetes Gemälde von Andrea Sacchi zurück, welches von 1770 bis 1772 in die heutige Mosaikkopie übertragen wurde. Es stellt eine Episode einer Legende dar, der zufolge Gesandte der Frau des Kaisers Theodosius Papst Gregor um eine Reliquie baten. Als dieser ihnen „nur“ eine Berührungsreliquie in Form eines Tuches überreichte, hielten die Gesandten diese für wertlos. Um ihnen zu beweisen, dass eine Berührungsreliquie gleichwertig wie eine Reliquie erster Klasse ist, stach Gregor während einer Messe in das Tuch, das daraufhin auf wundersame Weise zu bluten begann.
An der östlichen Kapellenwand befindet sich das Grabmal für Papst Pius VII. (Nr. 57). Es wurde 1840 vom Protestanten Bertel Thorvaldsen geschaffen und zeigt in klassizistischer Kühle und Symmetrie den thronenden Pontifex, gerahmt von zwei Allegorien der Weisheit und der Stärke. Damit ist das von Bertel Thorvaldsen geschaffene Grabmal für Papst Pius VII. das einzige Werk eines protestantischen Künstlers im Petersdom.
An der Westseite des Andreaspfeilers, wo das südliche Seitenschiff endet, steht der Altar der Verklärung Christi (Nr. 59). Das ursprüngliche Altarbild wurde im Jahr 1768 durch eine Mosaikkopie der Transfiguration von Raffael ersetzt, an der acht Jahre lang gearbeitet worden war. Sie zeigt im oberen Bereich Christus im Beisein von drei Jüngern (Petrus, Johannes und Jakobus der Ältere), zusammen mit den Propheten Mose und Elija in einem Lichtschein schwebend. Im unteren Bereich ist dargestellt, wie die Jünger versuchen, einen besessenen Jungen zu heilen. Im Tisch des Altares befindet sich der gläserne Sarkophag des heiliggesprochenen Papstes Innozenz XI.

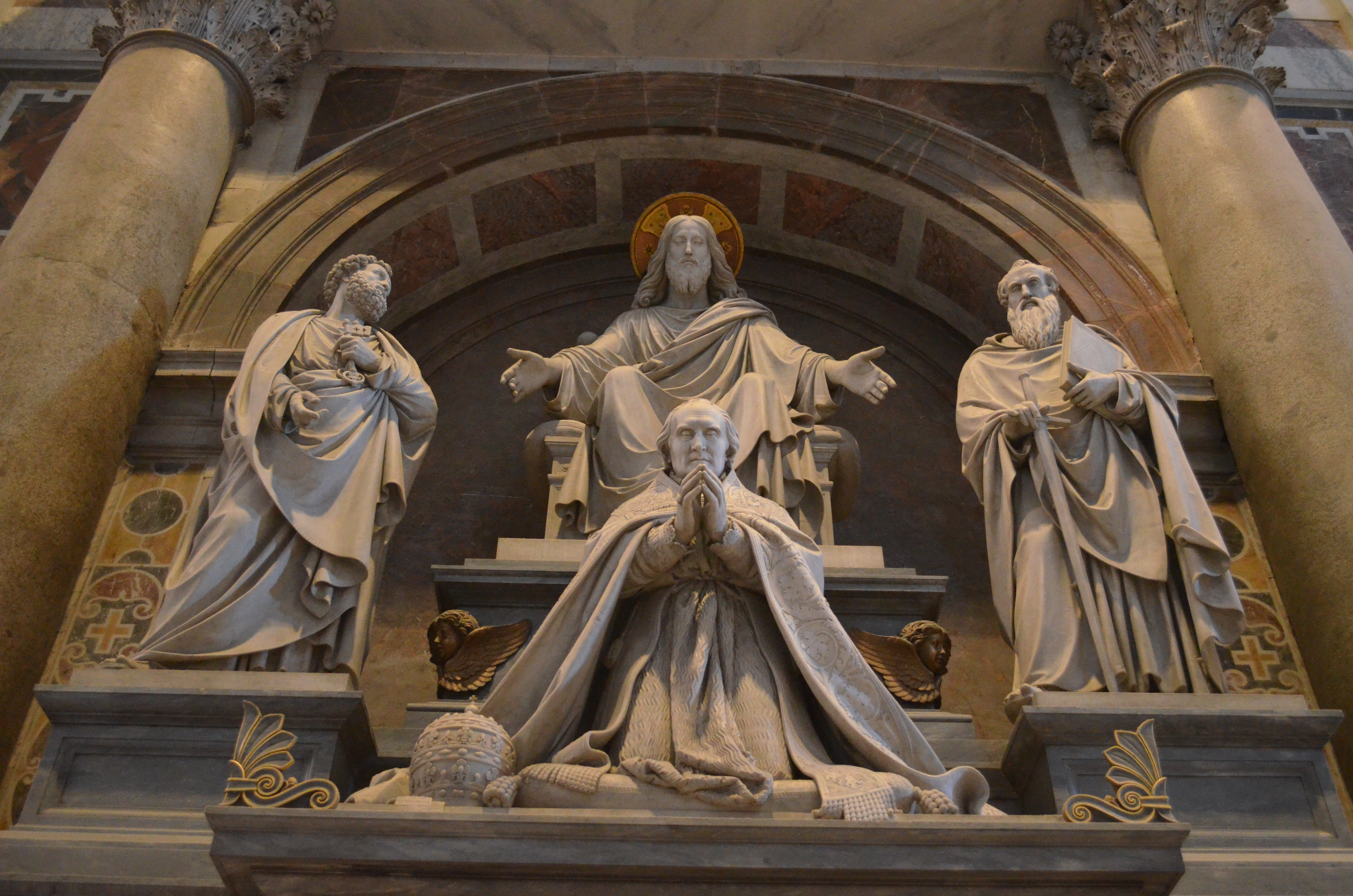
Grabmal für Pius VIII.
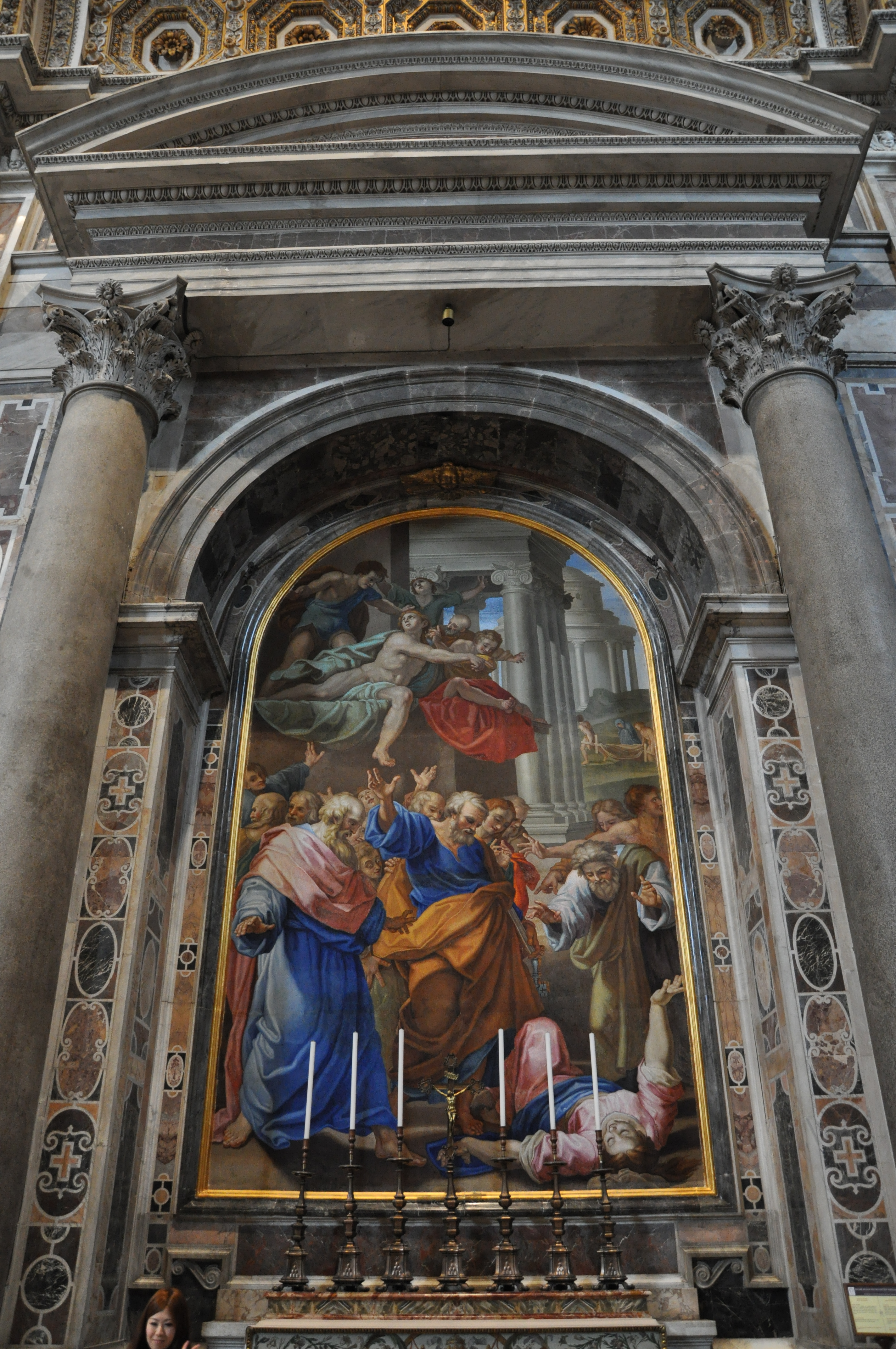
„Altar der Lüge“
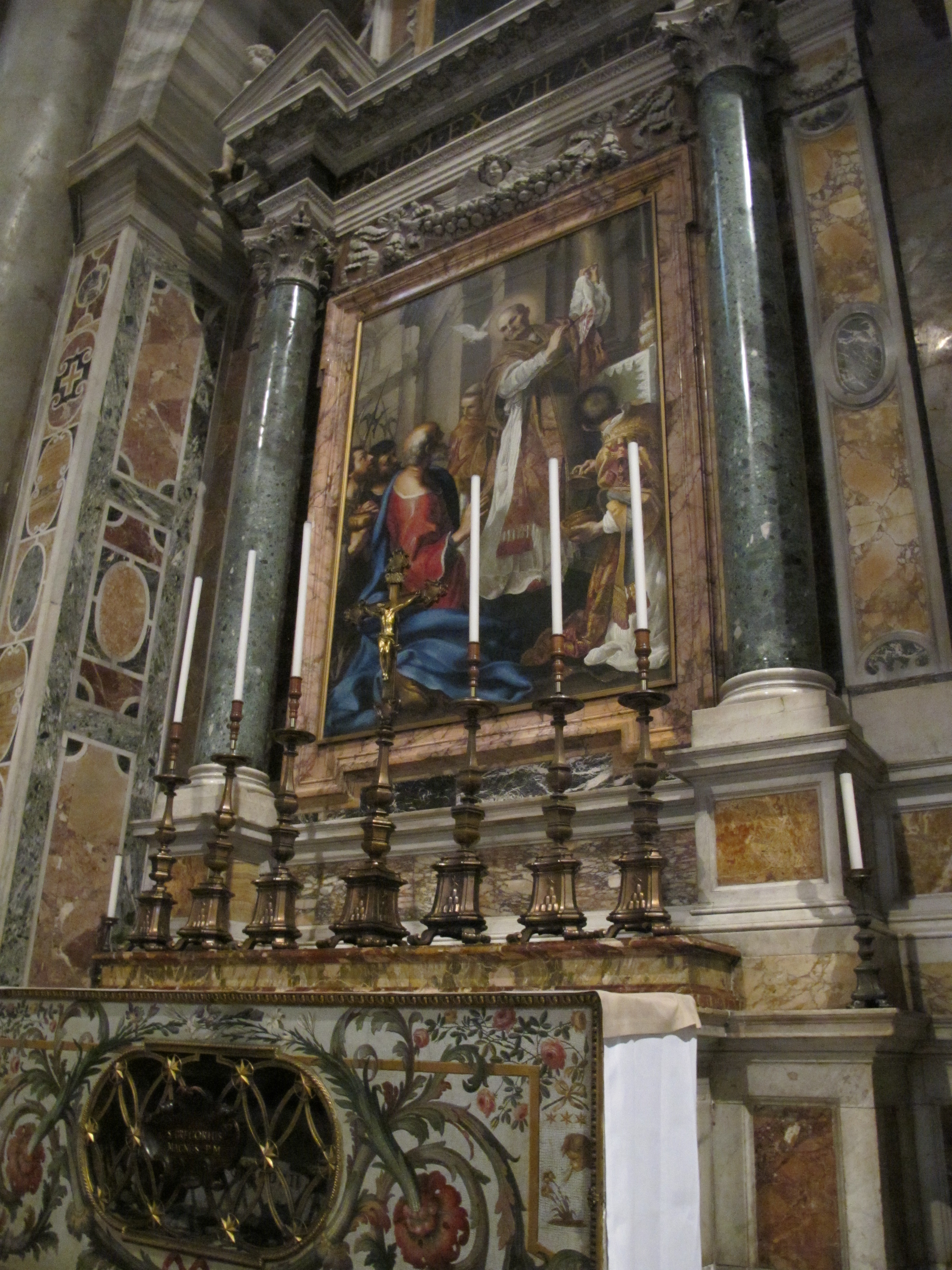
Altar Gregors des Großen
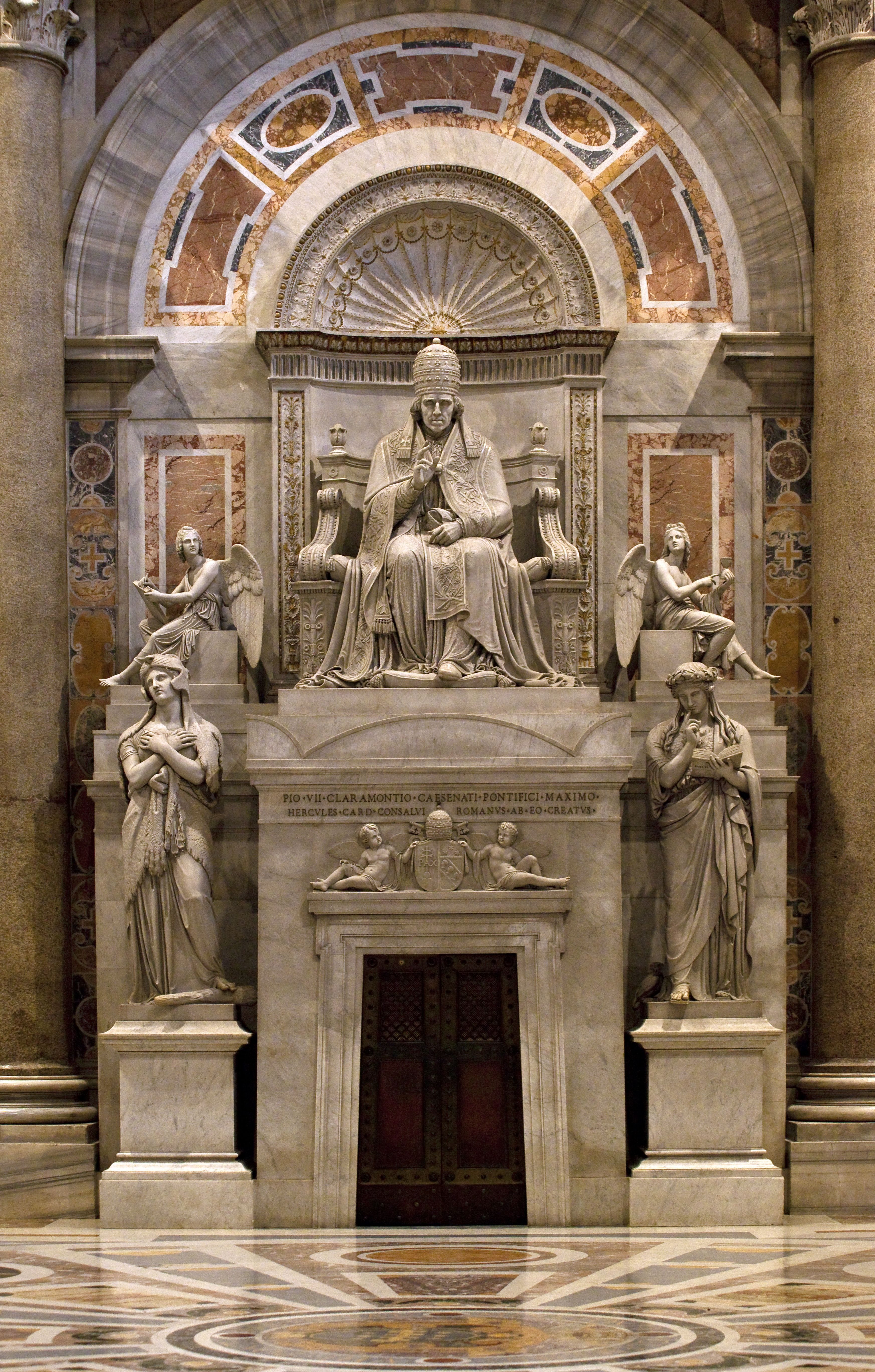
Grabmal für Pius VII.

### Sakristei und Schatzkammer

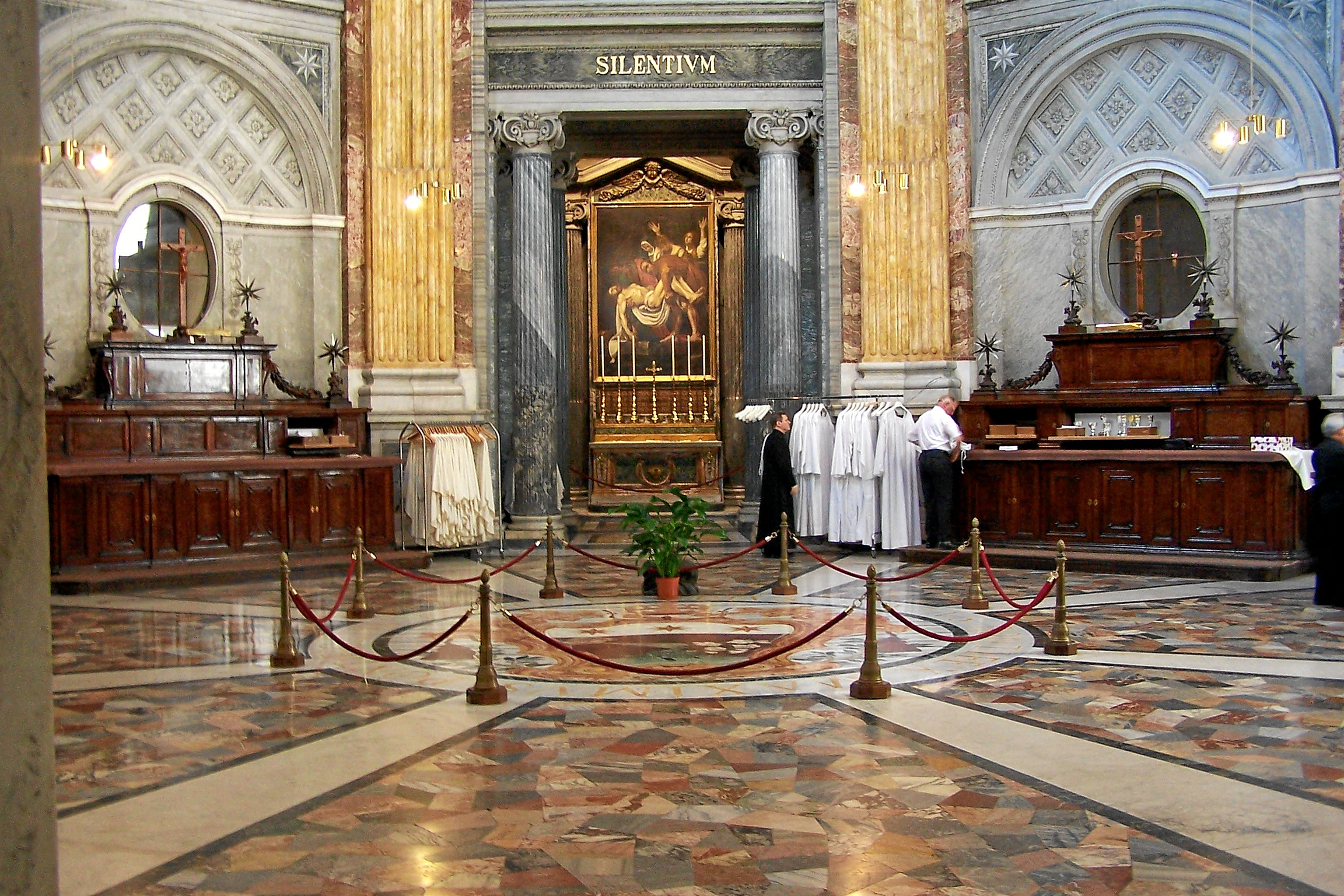
Blick in den Hauptraum der Sakristei

Das Gebäude, das die Sakristei und die Schatzkammer des Petersdomes beherbergt, wurde in den Jahren 1776 bis 1784 an der Südseite der Basilika als freistehender Bau errichtet. Geplant wurde es von Carlo Marchionni. Neben dem Hauptraum, über dessen Altar ein Mosaik angebracht ist, das nach dem Gemälde der Grablegung von Caravaggio geschaffen wurde, ist in der Schatzkammer ein Museum eingerichtet. Zu den Ausstellungsstücken gehören das Grabmal Sixtus’ IV. von den Brüdern Piero und Antonio Pollaiuolo, ein Wetterhahn aus Alt-St. Peter, der Sarkophag des Iunius Bassus, die Crux Vaticana Justins II., eine Kopie der Cathedra Petri sowie zahlreiche liturgische Gewänder und Geräte. Der Besuchereingang zur Sakristei befindet sich unter dem Grabmal Pius’ VIII. (Nr. 54).
Im für Besucher zugänglichen Verbindungsgang zwischen Sakristei und Petersdom ist eine Marmortafel angebracht (Abb.), die alle Päpste nennt, die im Petersdom und in den Vatikanischen Grotten beigesetzt worden sein sollen.

### Schriftbänder

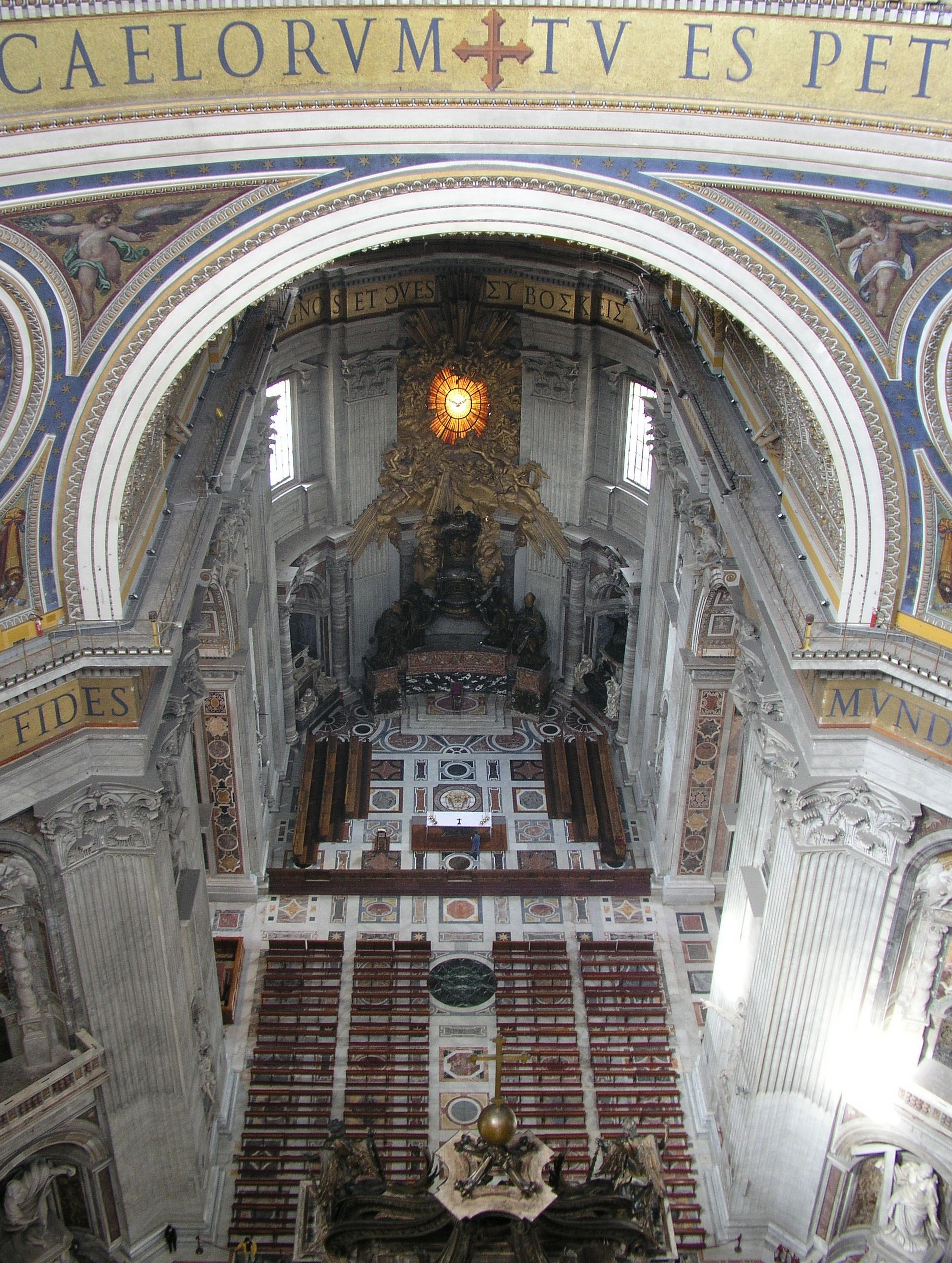
Blick vom Tambourumgang in Richtung Westen

Die Schriftbänder, die an den Friesen von Hauptschiff, Vierung und Kreuzarmen angebracht sind, entstanden in mehreren Etappen. Die Texte sind zum Großteil auf Latein wiedergegeben und verweisen auf die Sonderstellungen von Petrus und der Peterskirche. Die Buchstaben der Schriftbänder haben eine Größe von 1,4 Metern.
Am ältesten ist die Inschrift am Fries des Tambours der Hauptkuppel. Sie wurde zwischen 1605 und 1606 angebracht und gibt den Auftrag Jesu an seinen Jünger Petrus wieder, der im Matthäusevangelium (Mt 16,18 ) steht:
Pius IX. ließ in Vorbereitung auf das erste Vatikanische Konzil in den Jahren von 1867 bis 1870 weitere Schriftbänder anbringen, die zum Teil unvollendet blieben und erst um 1935 fertiggestellt wurden. Seither befindet sich im westlichen Kreuzarm auf der linken Seite die Inschrift:
Auf der gegenüberliegenden Seite sind diese Worte nochmals auf Altgriechisch wiedergegeben:
Die zum Papstaltar zeigenden Friese der Vierungspfeiler sind ebenfalls mit Schriftbändern verziert. Die Inschriften an den beiden westlichen, dem Veronika- und dem Helenapfeiler lauten:
Gegenüber an den östlichen Pfeilern, die Longinus und Andreas gewidmet sind, steht:
Der Text auf der rechten Seite des Hauptschiffs folgt im Matthäusevangelium auf den im Tambour angebrachten Spruch (Mt 16,19 ):
Gegenüber an der südlichen Seite des Hauptschiffs ist eine Stelle aus dem Lukasevangelium zu lesen (Lk 22,32 ):
Im nördlichen Kreuzarm wurden die Verse angebracht, die den Worten im Tambour der Hauptkuppel unmittelbar vorausgehen (Mt 16,16–17 ):
Im südlichen Kreuzarm findet sich sinngemäß eine Stelle aus dem Johannesevangelium (Joh 21,17 ):

### Orgeln

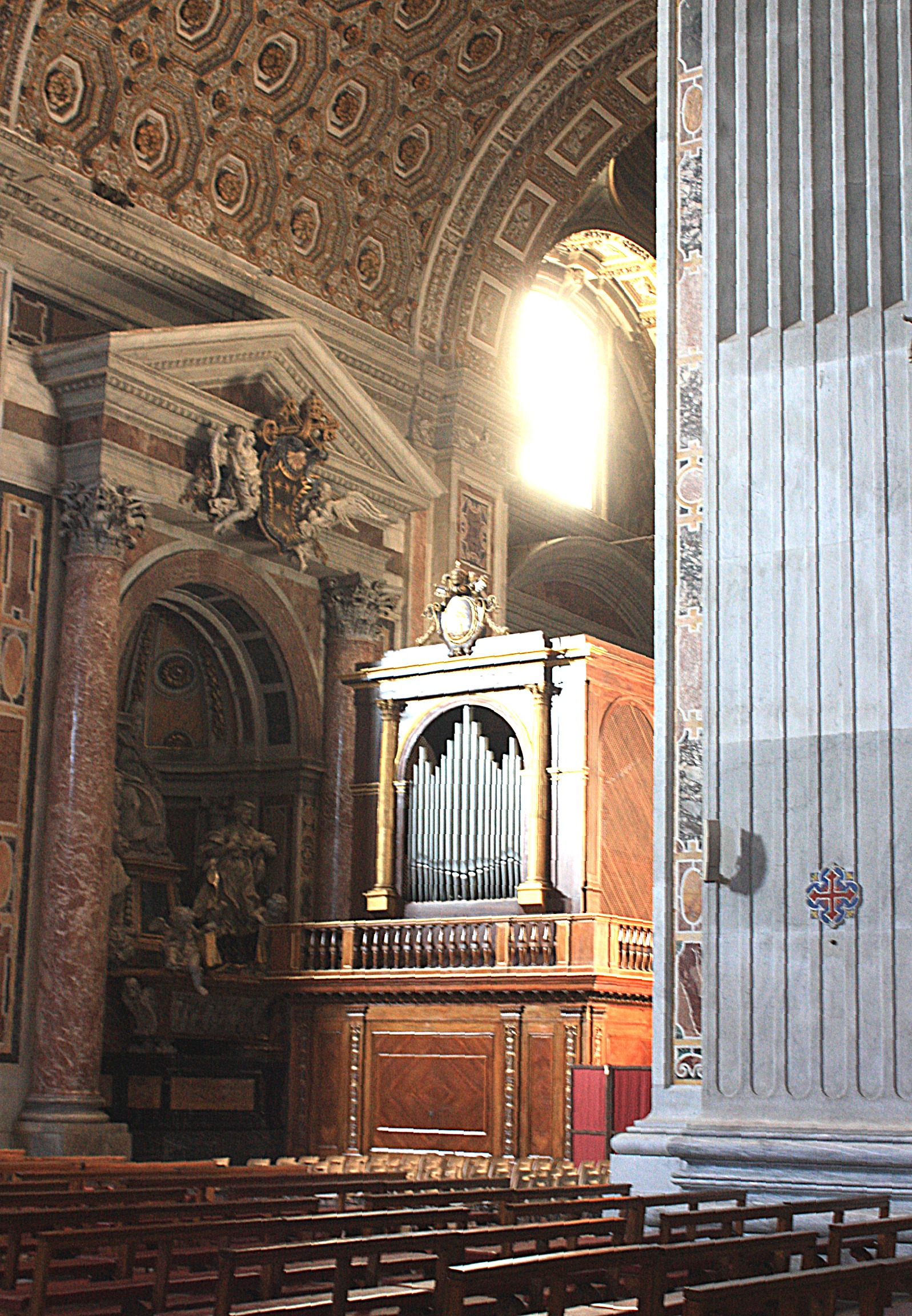
Teil der Hauptorgel der Basilika an der Nordseite des westlichen Kreuzarms

Im Petersdom befinden sich mehrere Orgeln. Die bewegliche Hauptorgel wurde in den Jahren 1953 bis 1962 von der italienischen Firma Tamburini unter Verwendung des Pfeifenwerks einer Vorgängerin von Walcker erbaut. Sie ist hinter den Pfeilern des westlichen Kreuzarms aufgestellt und verfügt über 80 Register auf fünf Werken. Zwei weitere Orgeln vom Orgelbauer Nicola Morettini und der Orgelbaufirma Tamburini befinden sich in der Chorkapelle. Im Jahr 1981 wurde Johannes Paul II. eine fahrbare Walcker-Orgel von Helmut Schmidt geschenkt. Zu den Weihnachtsfeierlichkeiten 2017 wurde eine digitale Orgel der US-amerikanischen Firma Allen Organ Company installiert, welche bis 2019 zu den großen Papstmessen Verwendung fand. 2019 wurde diese wieder ersatzlos entfernt.

### Glocken

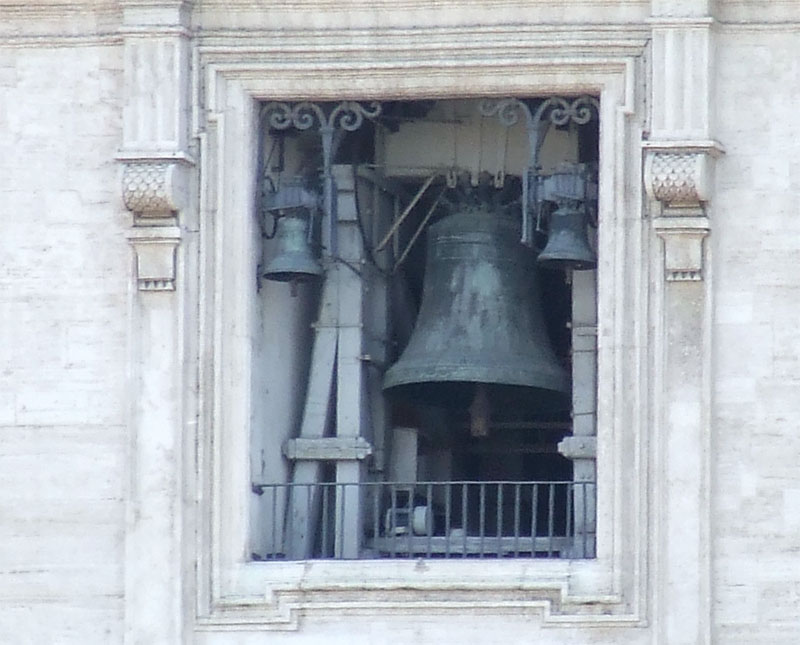
Glockenstuhl mit den Glocken Campanella, Campanone und Ave Maria (v. l. n. r.) vom Petersplatz aus gesehen

Das sechsstimmige Geläut des Petersdomes befindet sich hinter dem linken obersten Fenster der Ostfassade, unterhalb der Uhr. Hier sind drei Glocken sichtbar: die größte Glocke, der Campanone, in der Mitte und daneben die beiden kleinsten, Campanella und Ave Maria. Dahinter befinden sich die übrigen Glocken: Campanoncino, Rota und über diesen beiden die Predica.
Die Läuteordnung der sechs Glocken unterscheidet zwischen dem rhythmischen Anschlagen per Hammerwerk a doppio und dem (schwingenden) Läuten a slancio. Vor der Elektrifizierung der Läuteanlage im Jahr 1931 wurden das Anschlagen und das Läuten von Hand ausgeführt. Folgende Läutezeichen haben sich bewahrt:
- Angelusläuten dreimal täglich: Campanone – a doppio (drei Schläge, vier Schläge, fünf Schläge, ein Schlag)
- Einläuten des Sonntags um 7 Uhr und nach dem Angelusgebet gegen 12.15 Uhr: Predica, Campanoncino und Campanone – a doppio
- Vesper und Laudes an Sonntagen ca. 30 Minuten vor Beginn für rund 15 Minuten: Campanella – a slancio (5 Minuten), danach Predica und Campanoncino – a doppio (5 Minuten), danach Campanone, Campanoncino und Predica – a doppio (5 Minuten)
- Nach dem Angelusgebet an Festen und Hochfesten (ca. 12.15 Uhr): Campanella, Ave Maria, Predica und Rota – a slancio
- Zu gottesdienstlichen Feiern ca. 45 Minuten vor Beginn für rund 15 Minuten: Campanella, Ave Maria, Predica und Rota (an Festen und Hochfesten zusätzlich mit dem Campanoncino)
- Nach dem päpstlichen Segen Urbi et orbi an Weihnachten und Ostern, in der Christmette und beim Gloria in der Osternacht, nach dem Angelus am Hochfest Peter und Paul und nach der Wahl eines neuen Papstes: alle sechs Glocken – a slancio[194]
- Beim Tod eines Papstes: Campanone – a slancio[195]

Der Uhrschlag erfolgt auf den drei Glocken im Schallfenster (6, 5 und 1) unterhalb des Zifferblattes. Die Viertelstunden werden abwechselnd auf den beiden Campanelle geschlagen, worauf jeweils die Anzahl der angebrochenen Stunde auf dem Campanone nachgeschlagen wird.
Übersicht der technischen Daten:
| Nr. | Name                                             | Gussjahr | Gießer                         | Durchmesser (mm) | Gewicht (kg) | Schlagton (HT±1⁄16) |
| --- | ------------------------------------------------ | -------- | ------------------------------ | ---------------- | ------------ | ------------------- |
| 1   | Campanone, Valadier                              | 1785     | Luigi Valadier                 | 2.316            | 8.950        | e0 +5               |
| 2   | (Il) Campanoncino (Mezzana, Benedittina)         | 1725     | Innocenzo Casini               | 1.772            | 3.640        | b0 –6               |
| 3   | (Campana della) Rota                             | 13. Jh.  | Guidotto Pisano                | 1.361            | 1.815        | d1 –6               |
| 4   | (Campana della) Predica                          | 1909     | Giovanbattista Lucenti e figli | 1.085            | 830          | f1 –8               |
| 5   | (Campanella prima), Ave Maria, Chiachierina, Pia | 1932     | Daciano Colbachini e figli     | 750              | 250          | h1 –5               |
| 6   | Campanella (seconda), Clementina                 | 1825     | Angiolo Romagnoli              | 730              | 235          | c2 –3               |

Im südwestlichen Vierungspfeiler hängt ein kleines Dreiergeläut aus dem 15. Jahrhundert, mit dem zum Segen mit der Heiligen Lanze am Quatembersamstag in der Fastenzeit und mit dem Schweißtuch der Veronika am Passionssonntag zu den Stationsmessen geläutet wird.
In den Vatikanischen Gärten befindet sich die im Jahre 1999 von Marinelli anlässlich des Jubiläumsjahres 2000 gegossene Grande Campana del Giubileo. Die rund fünf Tonnen schwere Glocke mit dem Schlagton g0 ist starr aufgehängt und kann gebeiert werden.

## Größenvergleich

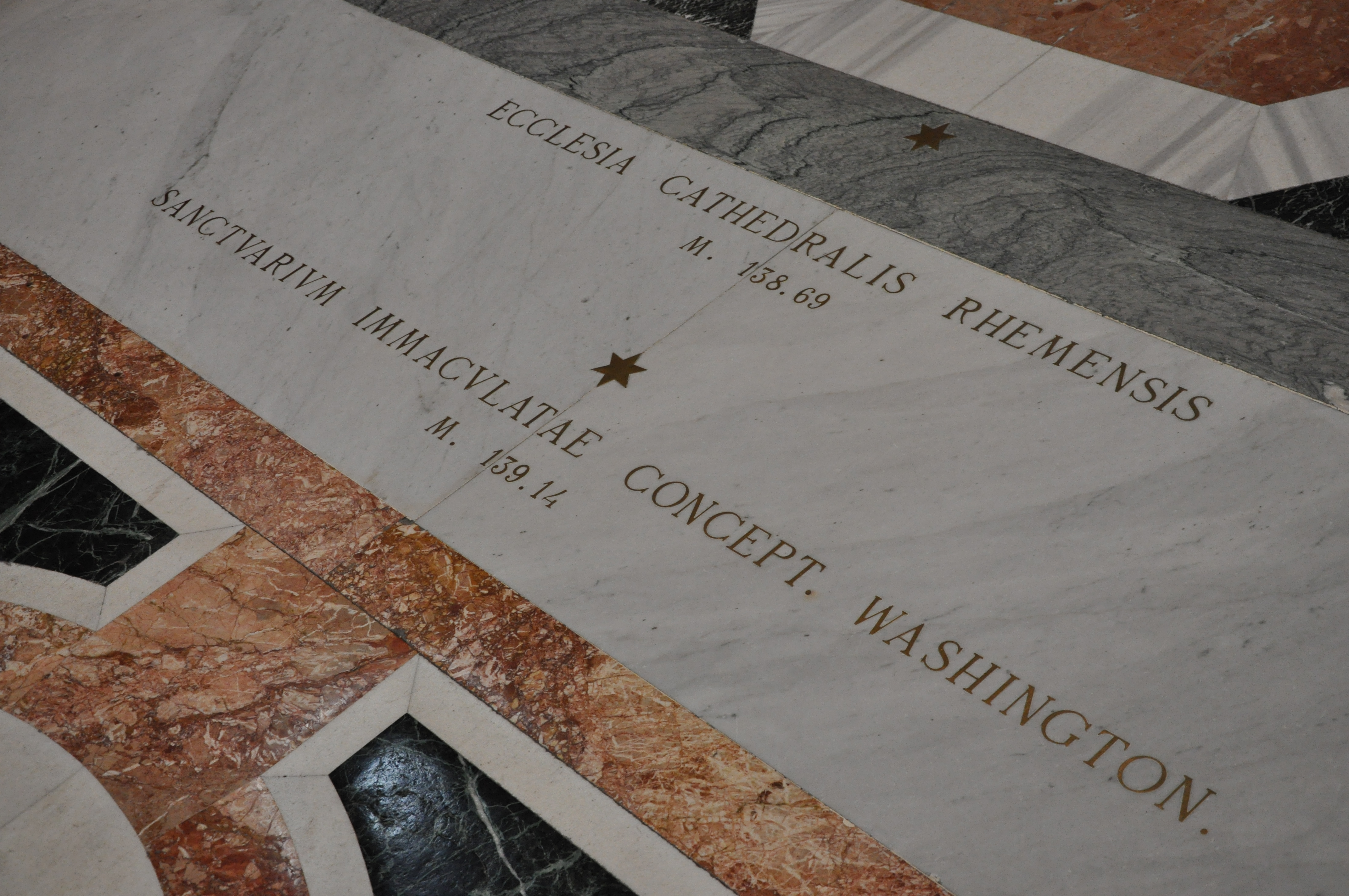
Markierungen am Boden des Hauptschiffes

Der Petersdom gehört zu den größten Kirchen der Welt. Da die Kriterien für die Größe eines Gebäudes je nach Aufzählung und Betrachtungsweise variieren und entweder von der überbauten Fläche, der Höhe des Baues oder vom Volumen abhängen, wird er nicht zwingend an erster Stelle genannt. So besitzt der Petersdom mit einer Länge von 186,36 Metern das längste Kirchenschiff; die größte überbaute Fläche eines Kirchenbaues hat mit fast 22.400 m² die Mezquita-Catedral in Córdoba. Die größte Gesamthöhe einer Kirche hat mit 161,53 Metern das Ulmer Münster.
Um die Länge des Petersdomes zu verdeutlichen und einen anschaulichen Vergleich mit anderen Kirchengebäuden zu ermöglichen, sind am Fußboden des Hauptschiffes sternförmige Markierungen angebracht. Diese geben, gemessen von der Apsis des westlichen Kreuzarmes, die inneren Längen von 31 großen, an verschiedenen Orten der Welt stehenden Kirchen wieder.
(Anmerkung: Die hier angegebenen Längenmaße entsprechen denen, die am Fußboden des Petersdomes wiedergegeben sind. Sie müssen nicht zwingend den realen Abmessungen der betreffenden Gebäude entsprechen.)
| Kirche                                 | Standort               | Angegebene Länge (in Metern) |
| -------------------------------------- | ---------------------- | ---------------------------- |
| Petersdom                              | Rom, Vatikanstadt      | 186,36                       |
| St Paul’s Cathedral                    | London, Großbritannien | 158,10                       |
| Santa Maria del Fiore                  | Florenz, Italien       | 149,28                       |
| Basilique Nationale du Sacré-Cœur      | Brüssel, Belgien       | 140,94                       |
| Basilica of the Immaculate Conception  | Washington, D.C., USA  | 139,14                       |
| Notre-Dame de Reims                    | Reims, Frankreich      | 138,69                       |
| Mailänder Dom                          | Mailand, Italien       | 134,94                       |
| Kölner Dom                             | Köln, Deutschland      | 134,94                       |
| Speyerer Dom                           | Speyer, Deutschland    | 134                          |
| Basilika San Petronio                  | Bologna, Italien       | 132,54                       |
| Kathedrale Santa María de la Sede      | Sevilla, Spanien       | 132                          |
| Notre-Dame de Paris                    | Paris, Frankreich      | 130                          |
| St. Paul vor den Mauern                | Rom, Italien           | 127,36                       |
| Veitsdom                               | Prag, Tschechien       | 124                          |
| Catedral de Santa María de la Asunción | Toledo, Spanien        | 122                          |
| Lateranbasilika                        | Rom, Italien           | 121,84                       |

| Kirche                                         | Standort               | Angegebene Länge (in Metern) |
| ---------------------------------------------- | ---------------------- | ---------------------------- |
| Cathedral of Our Lady of the Angels            | Los Angeles, USA       | 120,62                       |
| Catedral de la Plata                           | La Plata, Argentinien  | 120                          |
| Kathedrale von Mexiko-Stadt                    | Mexiko-Stadt, Mexiko   | 119,55                       |
| Liebfrauenkathedrale                           | Antwerpen, Belgien     | 118,60                       |
| Basilica di Sant’Antonio                       | Padua, Italien         | 118,50                       |
| Kathedrale St. Adalbert                        | Esztergom, Ungarn      | 118                          |
| Kathedrale San Giorgio                         | Ferrara, Italien       | 118                          |
| Santa Maria degli Angeli                       | Assisi, Italien        | 114,76                       |
| Saint Mary’s Cathedral                         | Sydney, Australien     | 114,61                       |
| Catedral Metropolitana Nossa Senhora Aparecida | Brasilia, Brasilien    | 111,45                       |
| Catedral da Sé                                 | São Paulo, Brasilien   | 111,45                       |
| Westminster Cathedral                          | London, Großbritannien | 110                          |
| Hagia Sophia                                   | Istanbul, Türkei       | 109,57                       |
| Cathedral of the Holy Cross                    | Boston, USA            | 109,14                       |
| Marienkirche                                   | Danzig, Polen          | 103,50                       |
| St. Patrick’s Cathedral                        | New York City, USA     | 101,19                       |

## Nachwirkungen, Rezeption und Architekturkritik

Abbildung der Kirche auf der 2-Euro-Gedenkmünze des Vatikans von 2004

Um 1500 waren im nordalpinen Raum noch zahlreiche gotische Kirchen in Bau. Im italienischen Kirchenbau hingegen war bereits im frühen 15. Jahrhundert die Renaissance in Mode gekommen. Ein Grund, warum die Architektur der Renaissance im Verlauf des 16. Jahrhunderts auch nördlich der Alpen Einzug hielt und die Gotik verdrängte, waren neben vielen weiteren Faktoren auch die Entwürfe Donato Bramantes für die Peterskirche. Die späteren Abweichungen von Bramantes Plan, also die Kombination aus Kuppel-Zentralbau und basilikaler Längsorientierung sowie die üppige Ausgestaltung, setzten neben dem bedeutenden Bau von Il Gesù Maßstäbe für viele Kirchenbauten der Barockzeit.
Einige Kirchenbauten der Neuzeit rezipieren die Architektur des Petersdomes direkt. So sollte beispielsweise die Kasaner Kathedrale in Sankt Petersburg im 19. Jahrhundert ein Nachbau der Petersbasilika werden; die Entwürfe wurden jedoch vom ausführenden Baumeister erheblich umgestaltet.
Julius Raschdorff ließ sich bei seinen Entwürfen für den 1905 vollendeten Berliner Dom ebenfalls vom Petersdom inspirieren.
Dem Petersdom nachempfunden ist auch die Basilika Notre-Dame de la Paix in Yamoussoukro, Elfenbeinküste.
Die Basilika St. Agatha und Barbara in Oudenbosch in den Niederlanden ist ein verkleinerter und vereinfachter Nachbau des Petersdomes. Ihre Hauptfassade ist allerdings der Lateranbasilika nachempfundenen.
Auch die 1894 vollendete Kathedrale Marie-Reine-du-Monde in Montreal ist eine verkleinerte Nachbildung.
Le Corbusier äußerte sich zu Architektur und Baugeschichte des Petersdomes wie folgt:

„Das Projekt von St. Peter war eine vollkommene Einheit; es umfasste die schönsten und prächtigsten Elemente: Portikus, Zylinder, Würfel, Tambour, Kuppel. Die Formgebung ist die denkbar leidenschaftlichste, straff und pathetisch. Alles erhob sich aus einem einzigen geschlossenen Block, das Auge umfasste es im Ganzen. Michelangelo verwirklichte die Apsis und den Tambour der Kuppel. Das Übrige fiel dann Barbaren in die Hände...“

Seine Kritik bezog sich unter anderem darauf, dass infolge von Madernos Modifikationen des ursprünglichen Plans die Kuppel trotz ihrer enormen Höhe vom Bodenniveau des Petersplatzes aus kaum sichtbar ist.

## Besucher

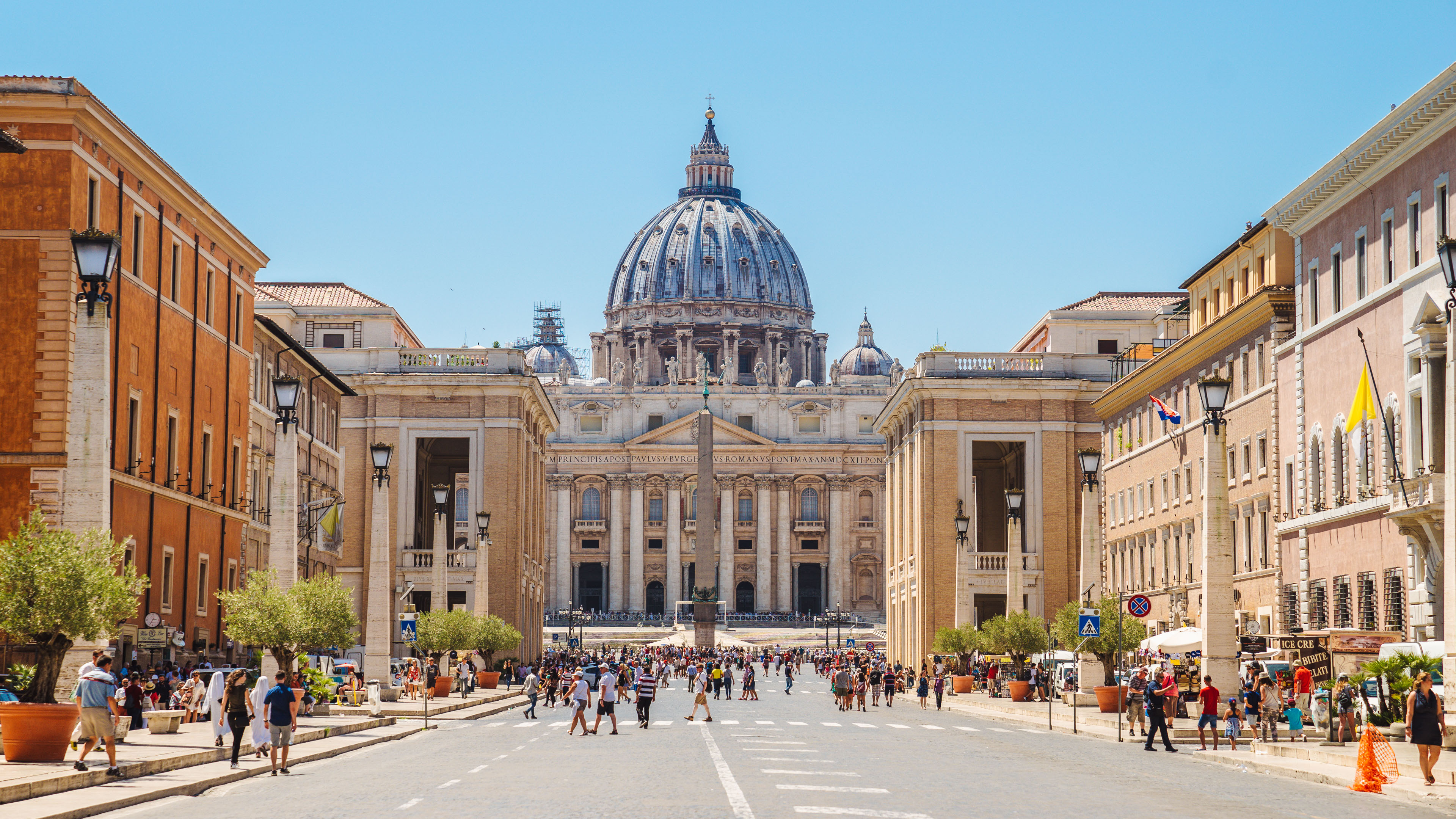
Blick von der Via della Conciliazione zum Petersdom

2007 wurde der Petersdom täglich von durchschnittlich 20.000 Menschen besucht. Damit gehört er zu den meistbesuchten Sehenswürdigkeiten in Europa.
Vor dem Eintritt in die Basilika müssen Besucher umfangreiche Sicherheitskontrollen passieren. Ebenso wird auf angemessene Kleidung geachtet; Schultern und Knie sollten beim Besuch des Petersdomes in jedem Falle bedeckt sein. Der Kopf darf jedoch nicht bedeckt sein, da der Petersdom ein heiliger Ort ist.